# 15区 (パリ)

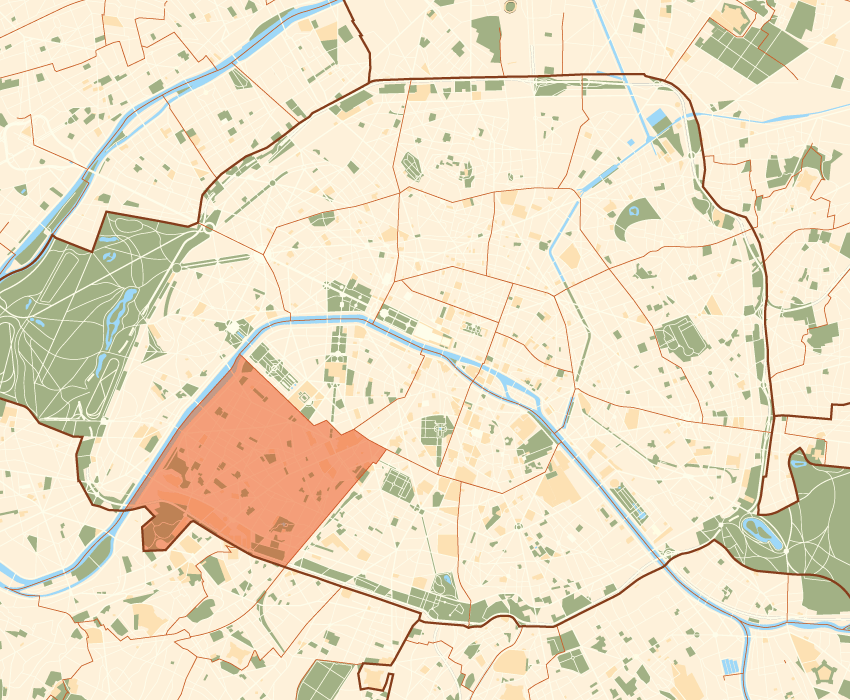
パリ・15区の位置

パリの15区  (15く、仏: 15e arrondissement de Paris) は、フランスの首都・パリ市を構成する20の行政区のひとつである。第15区、パリ15区ともいう。市の南西部に位置しており、セーヌ川の南岸に面している。

## 概要
パリの15区は、市の南西部にある行政区。「ヴォージラール区 (Arrondissement de Vaugirard)」と呼ばれることもある 。セーヌ川の南岸に面しており、菱形に近い形をしている。南西には、ペリフェリック （パリ環状道路）に沿う形で市の境界線が敷かれており、オー＝ド＝セーヌ県に接している。人口は225,362人 (1999年)で、20区の中では最も多く、市の人口の10.6パーセントを占めている（人口の推移等詳細については後述）。
区の名称は、市の中央部から時計回りに螺旋を描くようにして各区に付けられた番号を基にしており、当区はその15番目にあたることから、「15区」と名づけられた。15区の主要な施設としては、トゥール・モンパルナス、モンパルナス駅、パスツール研究所、ネッケル小児病院などがある。また、セーヌ川に浮かぶ白鳥の島 (イル・デ・シーニュ)には、自由の女神像がある。

## 地理

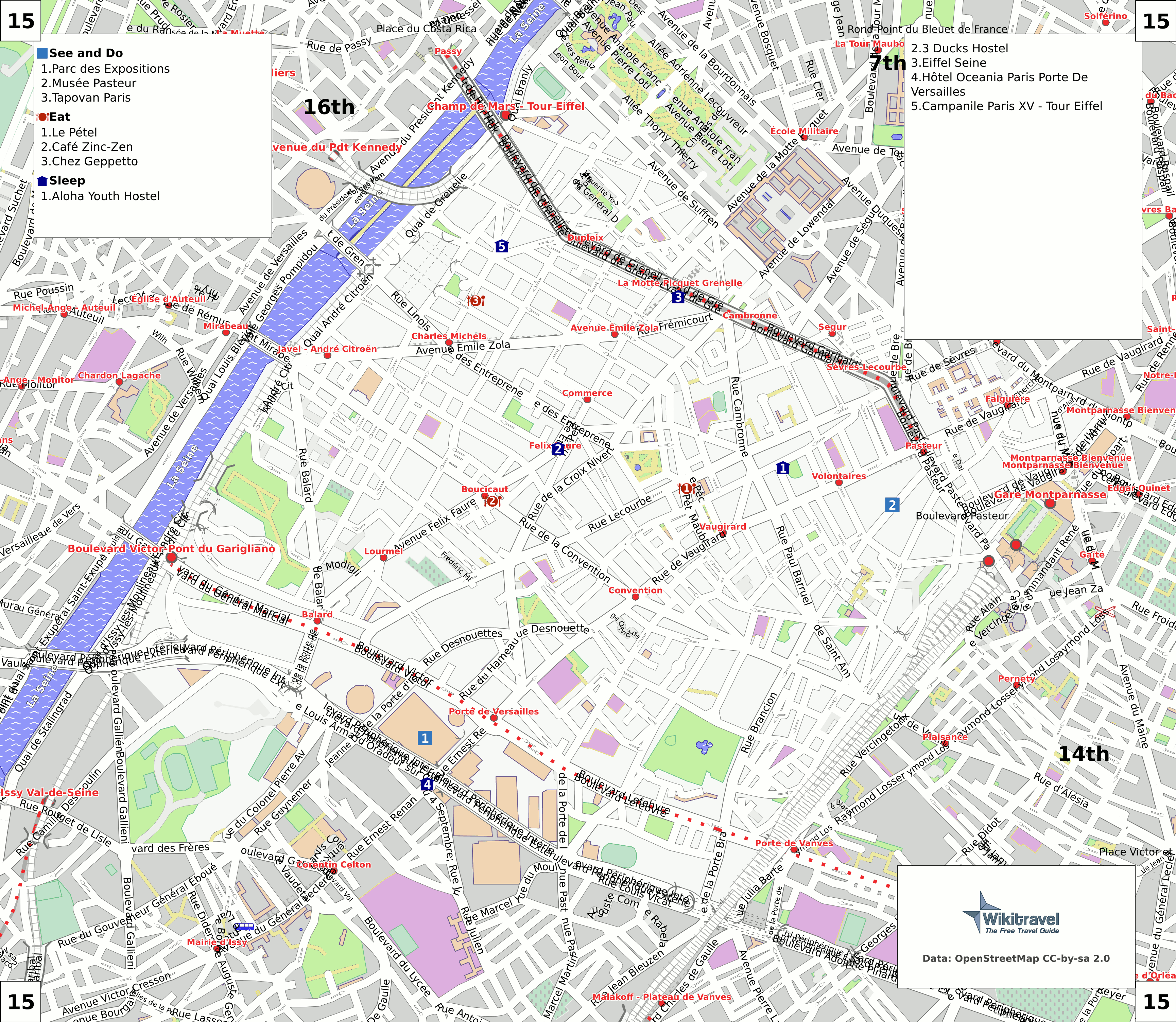
パリ・15区の概略図

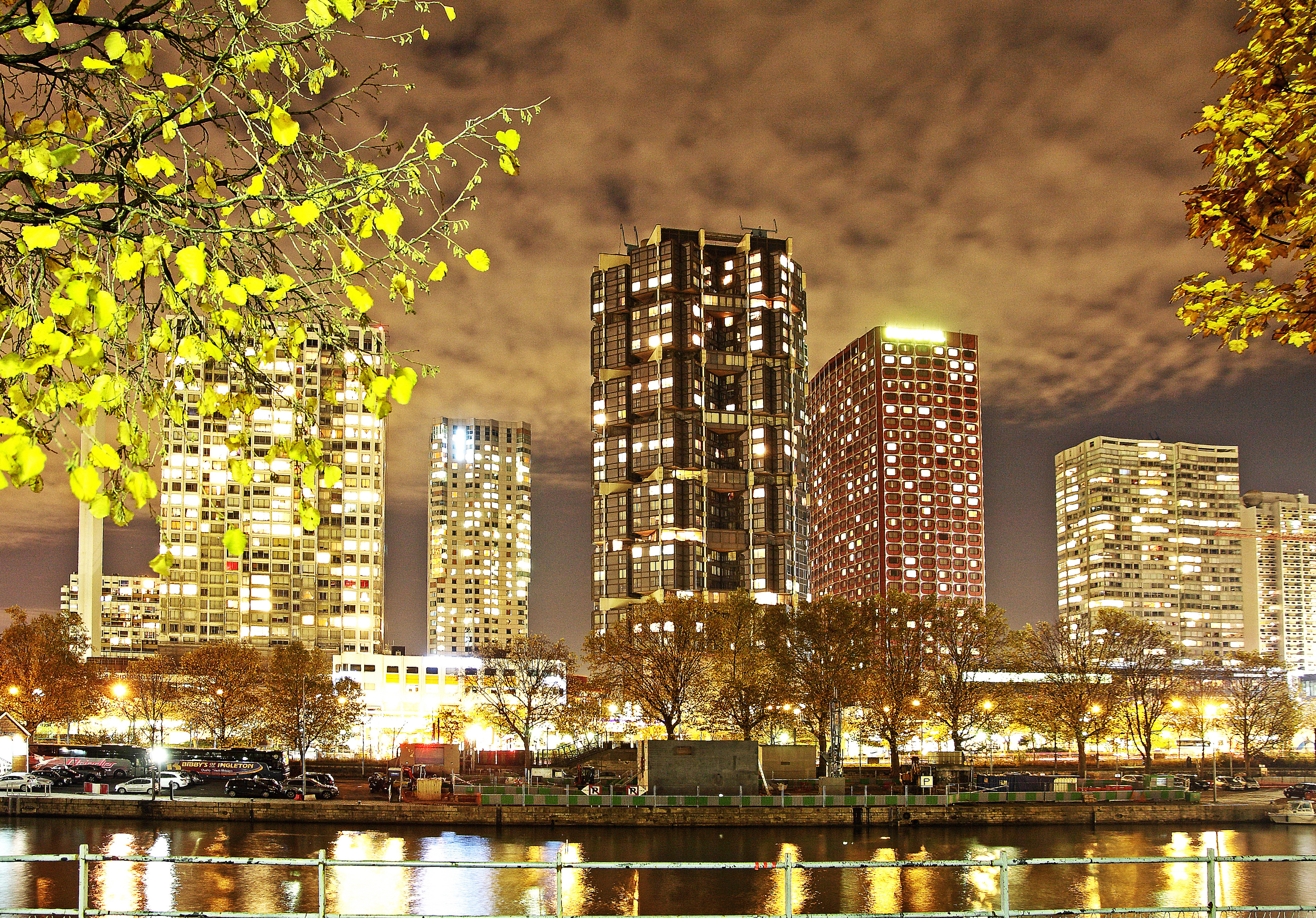
Front de Seine 「フロン・ド・セーヌ」（15区内の超高層ビル群、対岸16区からの眺め、2012-11-08）.

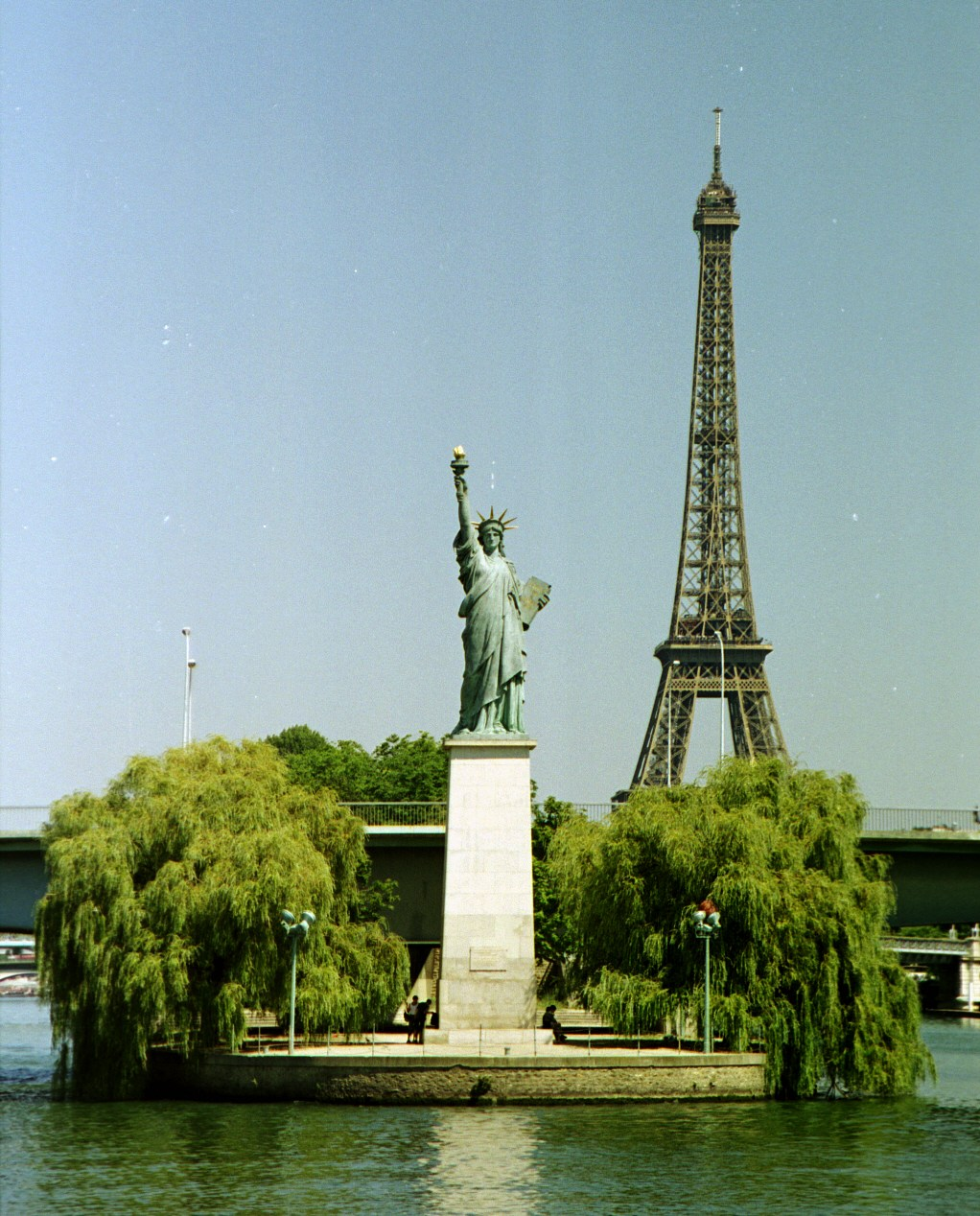
自由の女神像.

15区は、パリの南西部に位置している。セーヌ川の南岸に面しており、菱形に近い形をしている。面積は8.50 平方キロメートルで、20区のうちでは12区、16区に次いで3番目に大きい。森林部（ヴァンセンヌの森、ブローニュの森）を除けば、20区最大の面積となる。
北東は、同じパリの行政区である7区に接し、東寄りの一部は6区に接している。北西は、セーヌ川を挟んで16区に接している。南東は14区に接している。南西は、ペリフェリック （パリ環状道路）に沿う形でパリ市の境界線が敷かれ、オー＝ド＝セーヌ県の各自治体、南東はマラコフ、南はヴァンヴ、南西はイシー＝レ＝ムリノーに接している。

### 地形
- 白鳥の島（イル・オ・シーニュ, Île aux Cygnes）
  - 16区との境界付近に位置しているセーヌ川の中洲。細長い形をした中洲は「白鳥の小径」と呼ばれる遊歩道になっている。中州西端のグルネル橋のたもとには、ニューヨークの自由の女神像の原型にあたる1/4の石膏型から鋳造されたバルトルディ自身によるレプリカがある。
  - かつて、現在の白鳥の島のセーヌ上流7区側に旧白鳥の島 (Île des Cygnes (ancienne île de Paris)) があったが、現在のとは別物で、フランス革命期の18世紀終わり頃までにシャン＝ド＝マルス公園に統合された。

### 隣接する自治体（行政区）
- パリの行政区のうち、以下の区。
  - 6区、7区、14区、16区。
- オー＝ド＝セーヌ県のうち、以下の自治体。
  - イシー＝レ＝ムリノー、ヴァンヴ、マラコフ。

### 地区（カルチェ）

パリ・15区のカルチエ詳細図

パリの行政区は、それぞれ4つの地区（カルチェ）に区分されている。15区を構成する4地区のコードと名称は、次のとおりである。
- 57 - サン＝ランベール地区 (Quartier Saint-Lambert)
- 58 - ネッケル地区 (Quartier Necker)
- 59 - グルネル地区 (Quartier de Grenelle)

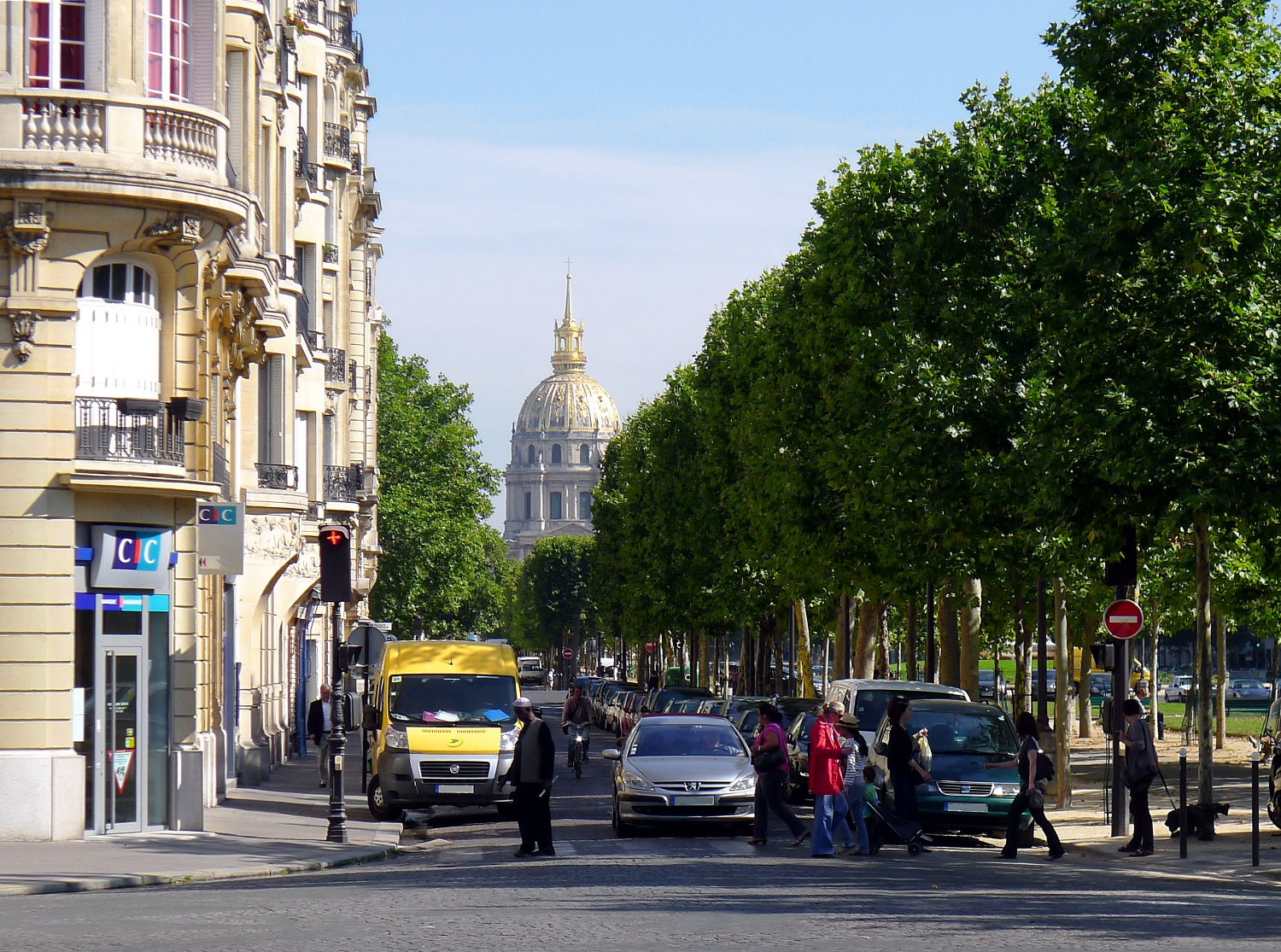
Avenue de Breteuil vue en direction des Invalides（ブルトゥイユ大通りから見るアンヴァリッド, ネッケル地区 (Quartier Necker)）.

- 60 - ジャヴェル地区 (Quartier de Javel)Avenue de Breteuil vue en direction des Invalides（ブルトゥイユ大通りから見るアンヴァリッド, ネッケル地区 (Quartier Necker)）.

## 住民

### 人口
15区の人口は、1962年には250,551人となり、ピークに達した。その後は減少を続けたが、1990年の223,940人を底に再び増加に転じ、1999年にはピーク時の9割程度の225,362人となった。20区のうちで最も人口が多く、1975年以降は、パリの人口の10パーセント以上を占めている。2005年の推計では232,400人と見積もられており、人口の増加が見込まれている。
また、人口の減少とともに人口密度も減少しており、1999年の人口密度は、ピーク時の9割程度の26,507人となっている。人口の推移の詳細は、次のとおりである。
| 年     | 区人口  | 市人口    | 区人口／市人口 | 区人口密度 | 市人口密度 | 備考                   |
| ------ | ------- | --------- | -------------- | ---------- | ---------- | ---------------------- |
| 1872年 | 75,449  | 1,851,792 | 4.07%          | 8,874      | 21,303     |                        |
| 1954年 | 250,124 | 2,850,189 | 8.78%          | 29,419     | 32,788     |                        |
| 1962年 | 250,551 | 2,790,091 | 8.98%          | 29,470     | 32,097     | 人口がピークに達する。 |
| 1968年 | 244,080 | 2,590,771 | 9.42%          | 28,709     | 29,804     |                        |
| 1975年 | 231,301 | 2,299,830 | 10.06%         | 27,205     | 26,457     |                        |
| 1982年 | 225,596 | 2,176,243 | 10.37%         | 26,534     | 25,035     |                        |
| 1990年 | 223,940 | 2,152,423 | 10.40%         | 26,340     | 24,761     |                        |
| 1999年 | 225,362 | 2,125,246 | 10.60%         | 26,507     | 24,449     |                        |
| 2005年 | 232,400 | 2,166,200 | 10.73%         | 27,335     | 24,920     | 人口は推計。           |

- 注意
  - 人口密度は、1平方キロメートルあたりの人口。区人口密度は、15区の面積を8.502平方キロメートルとして算出した。また、市人口密度は、森林部（ヴァンセンヌの森、ブローニュの森）を除くパリ市全体の面積（86.927平方キロメートル）をもとに算出した。
  - 1962年から1999年までの区人口及び市人口は、フランス国立統計経済研究所のデータ （Île-de-France ）を参考とした。

## 政治・行政・司法

### 主な官公庁・公共機関

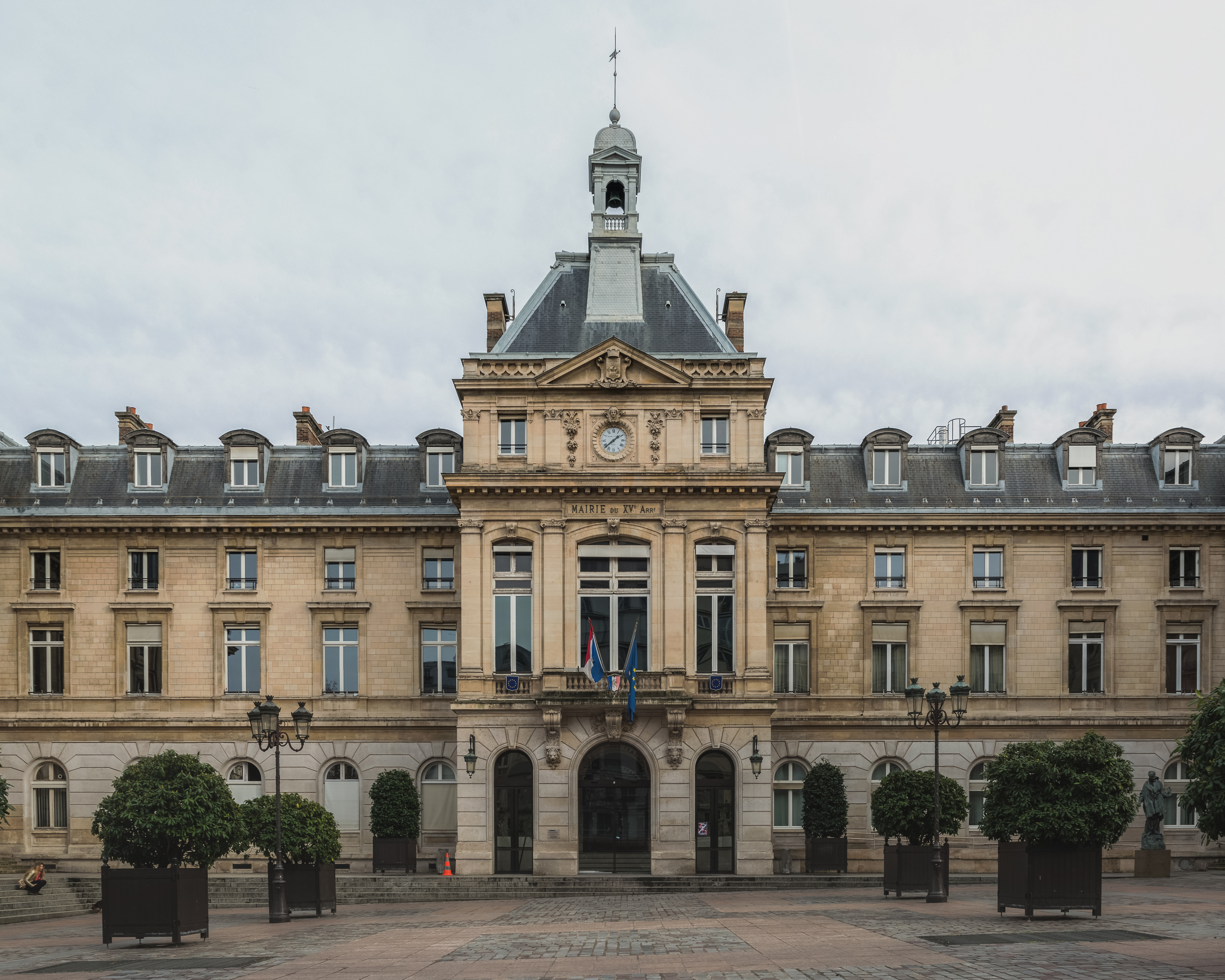
15区役所 (La mairie du 15e arrondissement.)

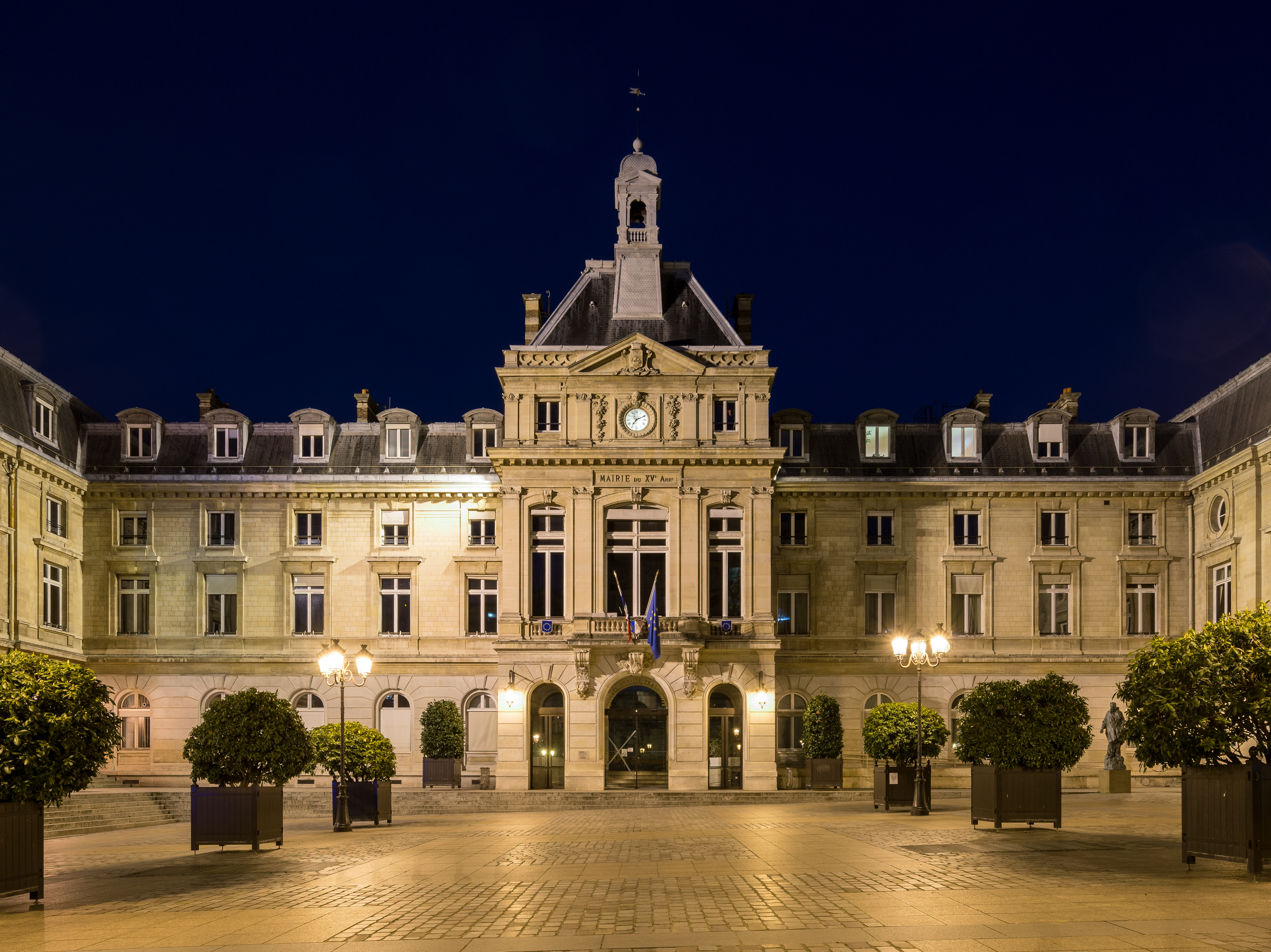
同区役所

- 旧国土監視局（Direction de la Surveillance du Territoire; DST） - 内務省フランス国家警察管轄の対内治安に関する情報機関（ないし諜報機関）。2007年まで15区グルネル地区ネラトン通り（Rue Nélaton）7番地にあった。2008年7月1日に国土監視局は統合され、現在の国内治安総局に改組。ルヴァロワ＝ペレに所在する。一方、対外治安総局は、パリ外郭環状の20区モルティエ大通り（Boulevard Mortier）141番地界隈にある。
- 第15区役所（Mairie du 15e arrondissement）- 区のほぼ中央、ルクールブ通り（Rue Lecourbe）沿いに位置するユベール＝モンマルシェ広場（Place Hubert-Monmarché）にある。同通り西側周辺界隈にはサン＝ランベール公園が位置する

## 軍事
- エグザゴンヌ・バラール（Hexagone Balard）
  - 2015年に完成した、米国のペンタゴンをモデルにした軍事省のヘキサゴン状・六角形状建物。統合参謀総長をトップとする軍令部門が集約して置かれ、例えば、コンコルド広場前の歴史的建造物 オテル・ド・ラ・マリーヌ (Hôtel de la Marine) からは海軍参謀本部が移転。ポルト・ド・セーヴル (Porte de Sèvres) に置かれ、近隣界隈には軍需産業サフラングループ本社がある。
- 軍事偵察局（La Direction du Renseignement Militaire; DRM）
  - 軍事省に属する情報機関（ないし諜報機関）。ジェネラル＝マーシャル＝ヴァラン大通り (Boulevard du Général-Martial-Valin) 60番地にある。

## 国際機関
- 国際エネルギー機関（仏語：Agence internationale de l'énergie (AIE), 英語：International Energy Agency (IEA)）
  - 1974年に経済協力開発機構内に設置された、旧西側諸国を中心としたエネルギー機関。フェデラシオン通り (Rue de la Fédération) 9番地にある。

## 経済

### 主な企業
- サフラン・グループ本社（Safran S.A.） - 軍需企業。ジェネラル・マルシャル・ヴァラン大通り (Boulevard du Général Martial Valin) 2番地に所在する。
- ナバル・グループ本社（Naval Group） - 2017年6月28日にDCNS (Direction des Constructions Navales Services) から現在名に改称した軍需企業。ドクトゥ・フィンレ通り (Rue du Docteur Finlay) 40番地に所在する。現在の本社建物は、オーギュスト・ペレとギュスターヴ・ペレ (fr) 兄弟の作品。
- グループ・レ・ゼコ＝ル・パリジャン（Groupe Les Échos-Le Parisien） - LVMHグループに属するメディア関連の持株会社。グルネル大通り (Boulevard de Grenelle) 10番地に所在する。傘下に以下。
  - ル・パリジャン本社（Le Parisien） - 新聞社。同グルネル大通り10番地にある。
  - レ・ゼコ本社（Les Échos） - 経済新聞社。同グルネル大通り10番地にある。
- フランス・テレビジョン本社（France Télévisions） - 公共放送会社。エスプラナド・アンリ・フランス (アンリ・フランス大通り, Esplanade Henri France) 7番地に所在する。
- Orange本社（オランジュ、Orange S.A.） - 通信会社。オリヴィエ・ド・セール通り (Rue Olivier de Serres) 78番地に所在する。

### 主な店舗・商業施設
パティスリー
- ピエール・エルメ・パリ （Pierre Hermé Paris）
  - マカロン等で知られる"東京発"のピエール・エルメの店鋪。6区ボナパルト通り (Rue Bonaparte) 72番地、15区ヴォージラール通り (Rue de Vaugirard) 185番地、16区ポール＝ドゥメール大通り (Avenue Paul-Doumer) 58番地、シャンゼリゼ大通り、1区カンボン通り (Rue Cambon) 4番地、2区オペラ大通り (Avenue de l'Opera) 39番地、東京表参道 (南青山5丁目交差点) 界隈等に店舗がある。
- パティスリー・サダハル・アオキ・パリ（Pâtisserie Sadaharu AOKI paris）
  - 2001年6区ヴォージラール通り (Rue de Vaugirard) 16番地に開店した。その他、15区ペリニョン通り (Rue Pérignon) 25番地、5区ポール＝ロワイヤル大通り (Boulevard de Port-Royal) 56番地、7区サン＝ドミニク通り (Rue Saint-Dominique) 103番地、9区オスマン大通り (Boulevard Haussmann) 35番地、東京ミッドタウンや丸の内、台北等に店舗がある。

### その他
- 国際建築家連合本部（Union internationale des architectes） - メーヌ大通り（Avenue du Maine）33番地に本部を置く、世界の著名建築家による自主組織。パリ本部の事務局はオーギュスト・ペレが居住かつ事務所に用いたパリ16区レヌアール通り建物にある。

## 健康・福祉

### 保健・医療
- サン＝ミッシェル病院（Hôpital Saint-Michel）
- ジョルジュ＝ポンピドゥー・ヨーロッパ病院（Hôpital Européen Georges-Pompidou (HEGP)）
- ネッケル小児病院（Hôpital Necker - Enfants Malades）
  - 間接聴診法乃至聴診器誕生の地である[4]。
- パスツール病院（Hôpital Pasteur）

## 生活

### 墓地等
- グルネル墓地 （Cimetière de Grenelle）
- ヴォージラール墓地 （Cimetière de Vaugirard）

## 学術・研究

### 研究施設

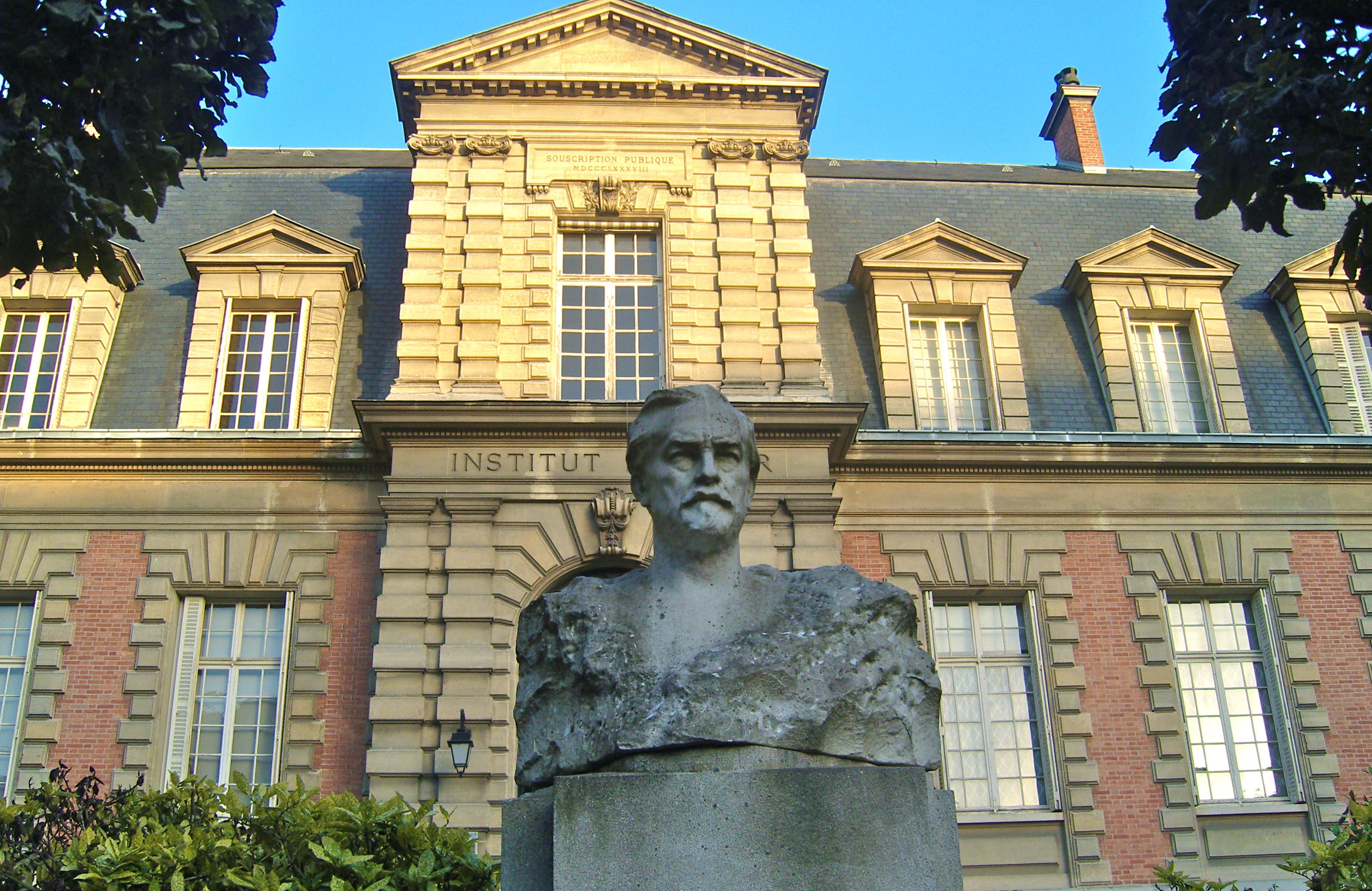
Musée, Institut Pasteur（パスツール研究所）

- パスツール研究所 （Institut Pasteur）

## 教育

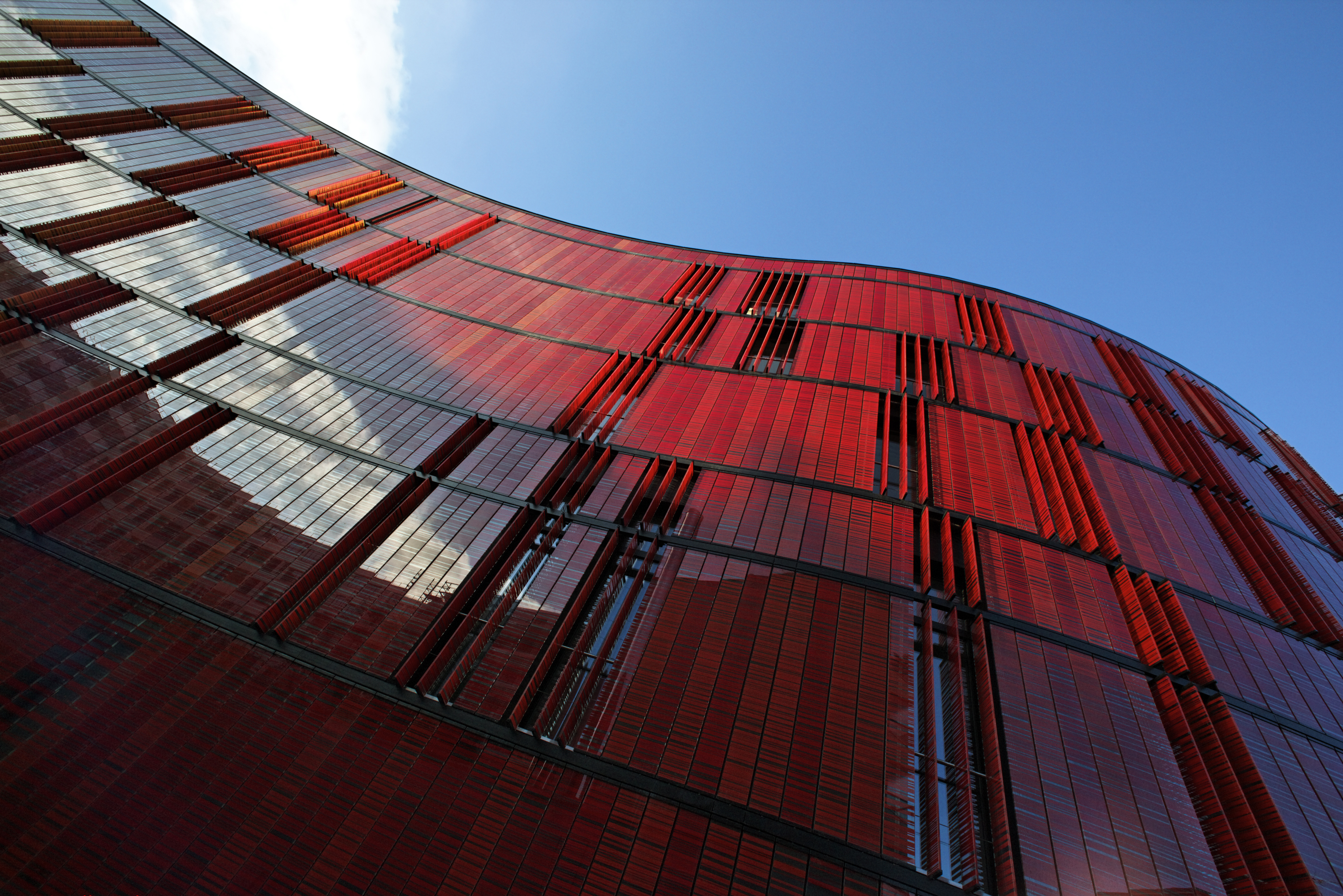
ESCP EUROPE, Campus Montparnasse (旧ノバンシア (Novancia))
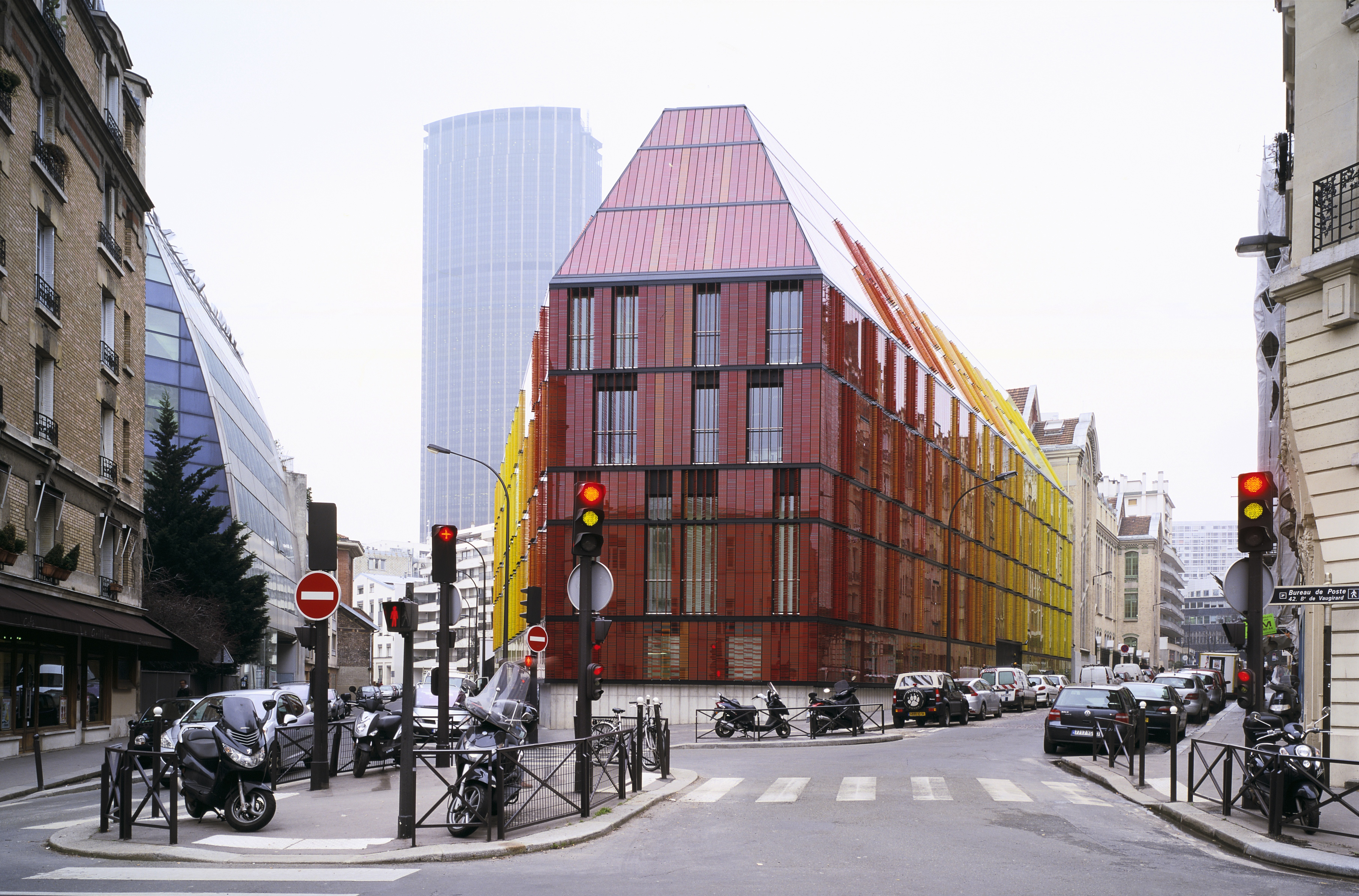
同ESCP Montparnasse。2017年秋にノバンシアを統合し同校モンパルナス校になった。背景高層ビルはトゥール・モンパルナス。
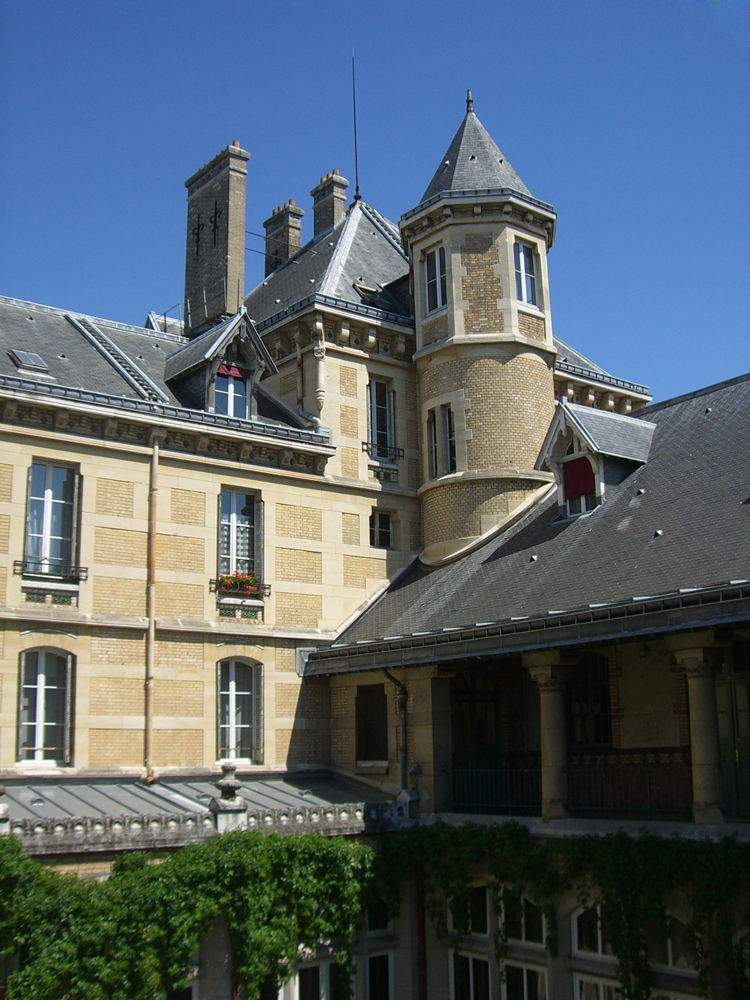
リセ・ビュッフォンの8つある塔の内の1つ (Une des huit tours du lycée Buffon.)
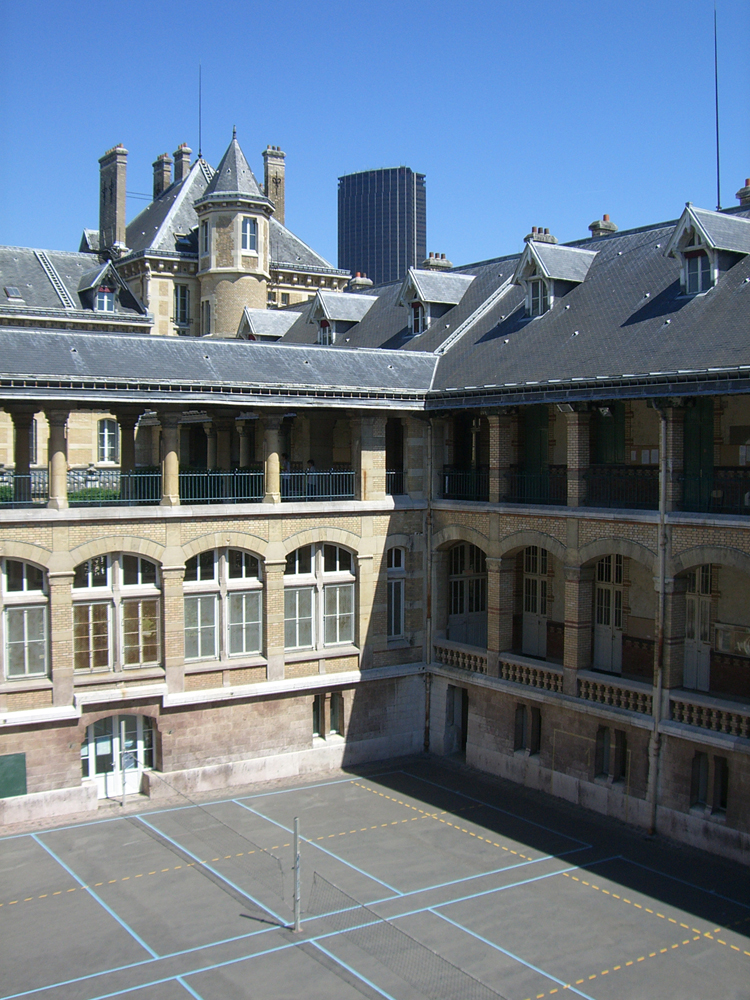
同リセ・ビュッフォンの運動場 (Cour de sport)
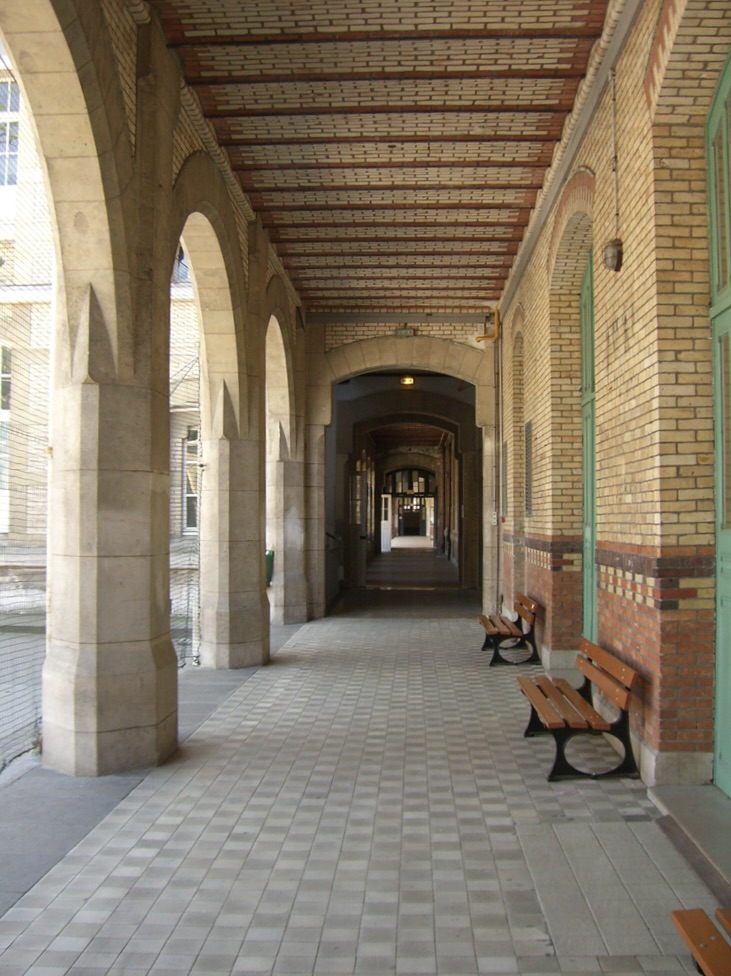
同リセ・ビュッフォンのアーケードないし柱廊 (Arcades)
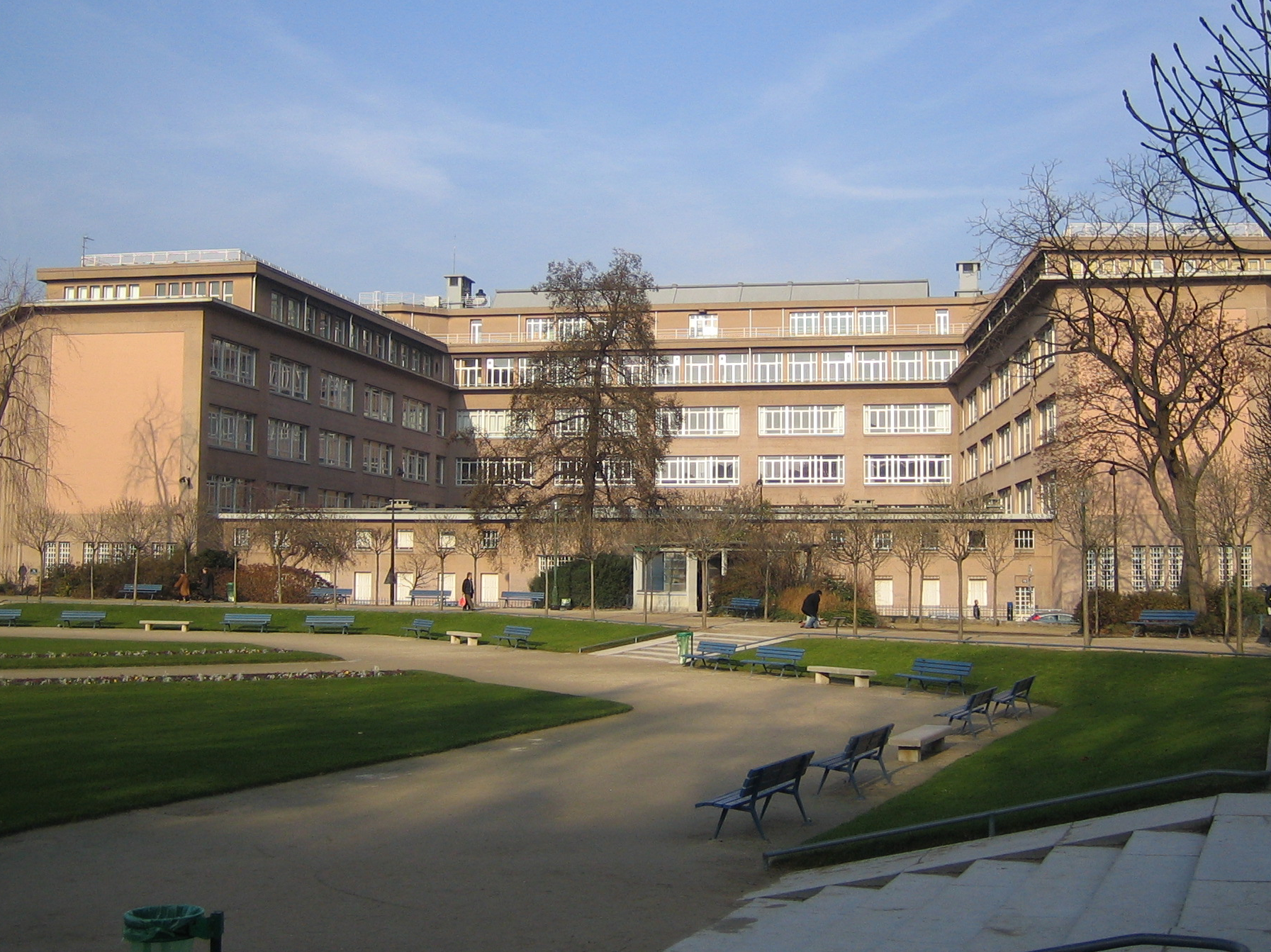
サン＝ランベール公園から見るリセ・カミーユ＝セー (Vue du lycée Camille-Sée depuis le square Saint-Lambert.)

### 大学等
- ESCP EUROPE （ESCP EUROPE）
  - 名門グランゼコールの一つで、元パリ高等商業学校。1819年の設立時からの校舎はマレ地区のシュリー館　(hôtel de sully) にあった。11区レピュブリック大通り79番地に本部校舎があり、15区アルマン・モワザン通り (Rue Armand Moisant) 3番地にモンパルナス校舎がある。

### 高等学校
- リセ・ビュッフォン（Lycée Buffon）
  - 公立のコレージュ〜リセ。パストゥール大通り（Boulevard Pasteur）16番地にある。1885-1889年に建築家エミール・ヴォードルメールがロマノ・ビザンチン様式で建築した。
- リセ・カミーユ＝セー （Lycée Camille-Sée）
  - 公立のコレージュ〜リセ。サン＝ランベール公園 (Square Saint-Lambert) に隣接。校舎は1930年代に建造されたアール・デコ調。

### その他
- アンスティチュ・フランセ本部 （Institut français）
  - キャピテヌ＝スコット通り (キャプテン＝スコット通り, Rue du Capitaine Scott) 8-14番地にある。フランス文化やフランス語の普及促進が設立趣旨。海外ではフランスの学術機関や、445ある海外のアリアンスフランセーズ等と連携している。日本にはアンスティチュ・フランセ日本（旧日仏学院）が置かれている。

## 文化施設

### 美術館・博物館

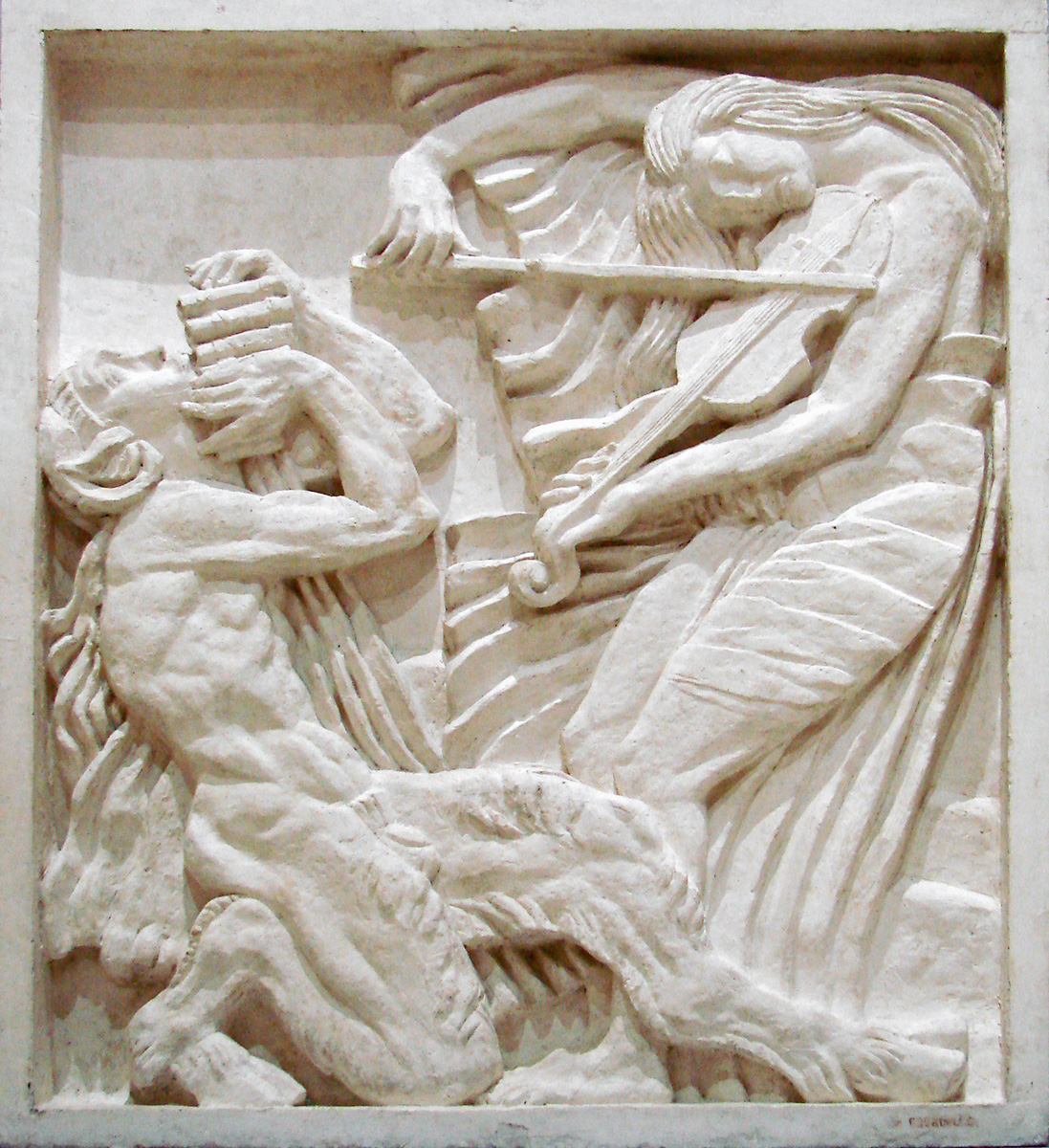
La musique, Musée Bourdelle, Paris

- ブールデル美術館（英語版） (Musée Bourdelle)
  - 彫刻家アントワーヌ・ブールデルの自宅兼アトリエを美術館にしたもの。モンパルナス駅北西至近のアントワーヌ＝ブールデル通り(Rue Antoine Bourdelle) 18番地にある。
- モンパルナス美術館（英語版） (Musée du Montparnasse)
- 郵便博物館 (パリ)（フランス語版） (Musée de La Poste)

### 映画館・劇場
- シルヴィア＝モンフォール劇場 （Théâtre Silvia-Monfort）

### その他
- パリ日本文化会館 (Maison de la Culture du Japon à Paris)
  - 15区内には在仏邦人が比較的多く住むが、元来の"日本人街"は1区及び2区を走るサン＝タンヌ通り界隈になる。近年、同通り界隈には韓国系の店舗等が増えている。同様に15区内も、韓国大使館があり、特にエッフェル塔南側のラ・モット＝ピケ＝グルネル駅周辺界隈に韓国系コミュニティが形成されている（コリア・タウン#フランスも参照）。

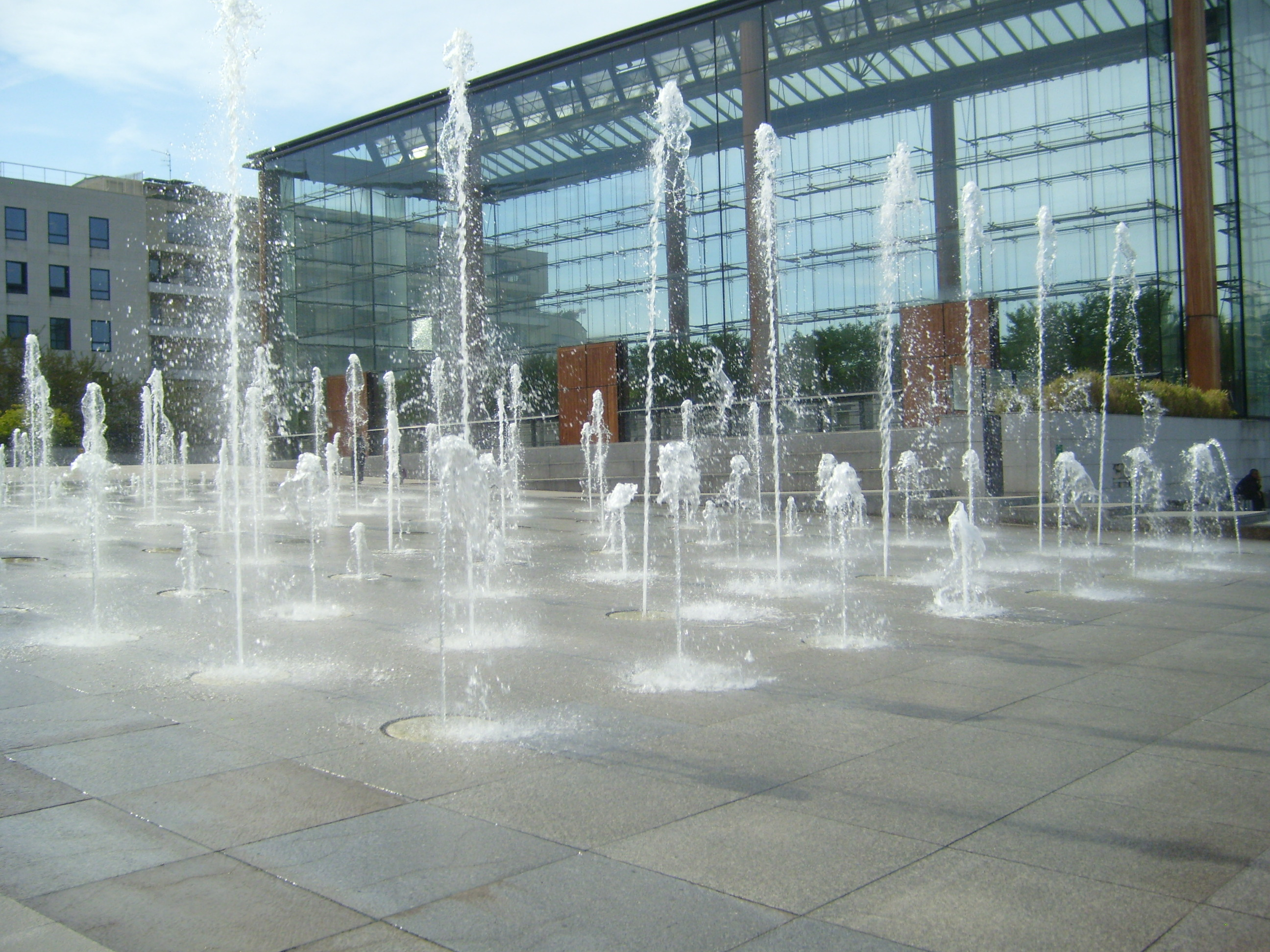
アンドレ＝シトロエン公園
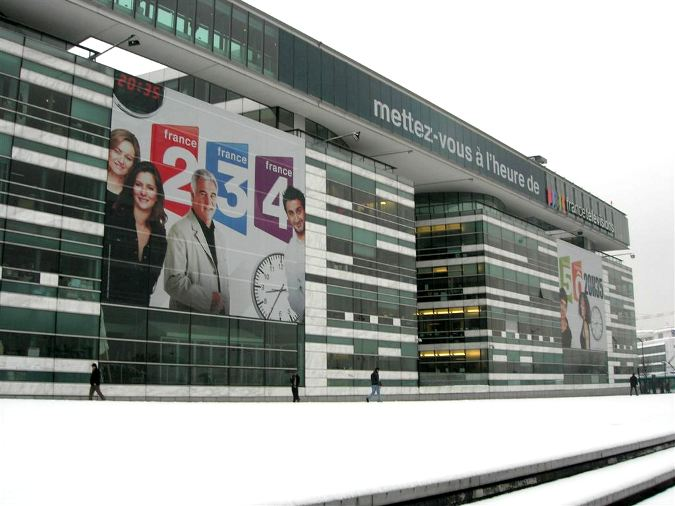
フランス・テレビジョン
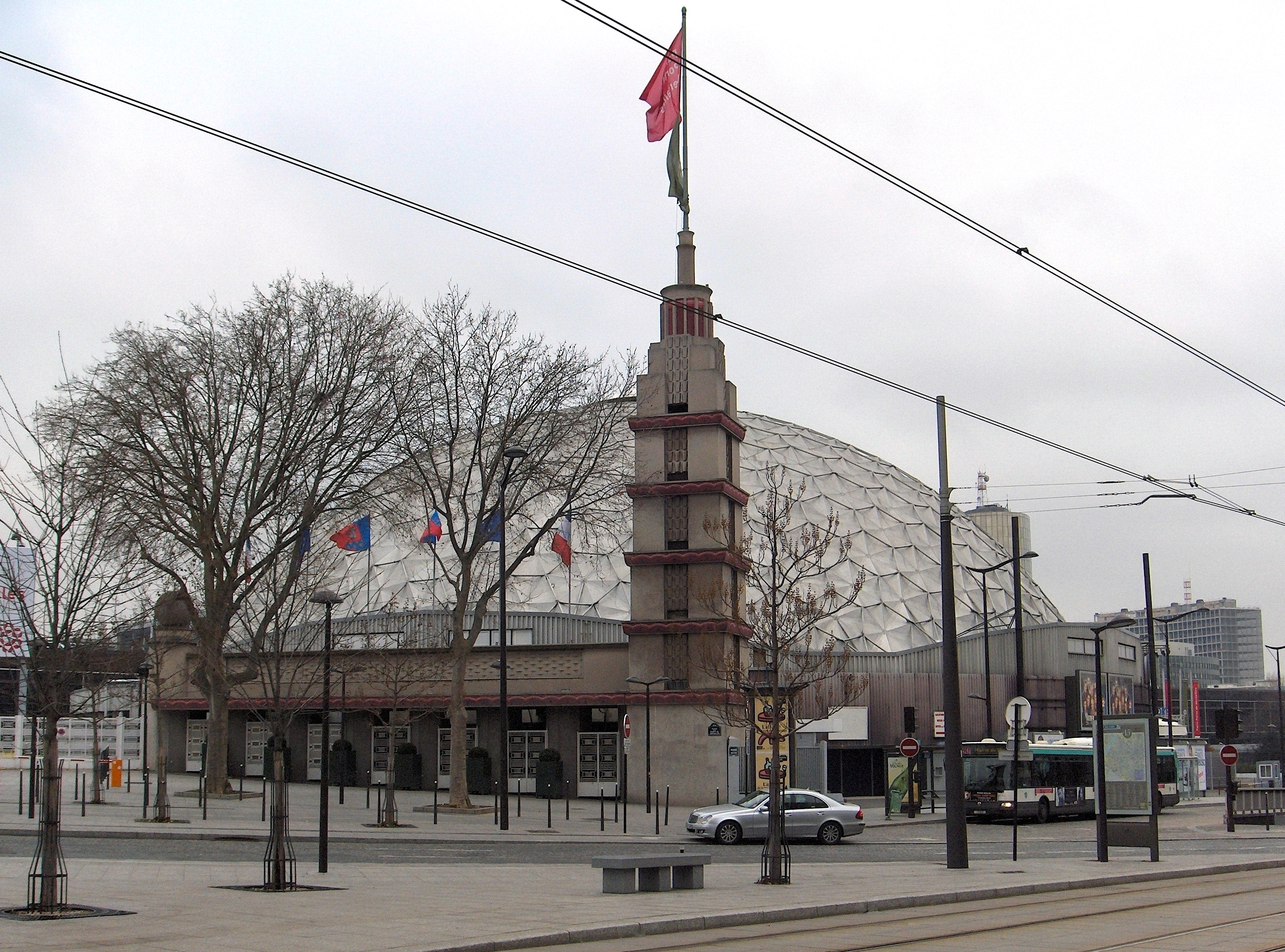
スポーツ宮殿
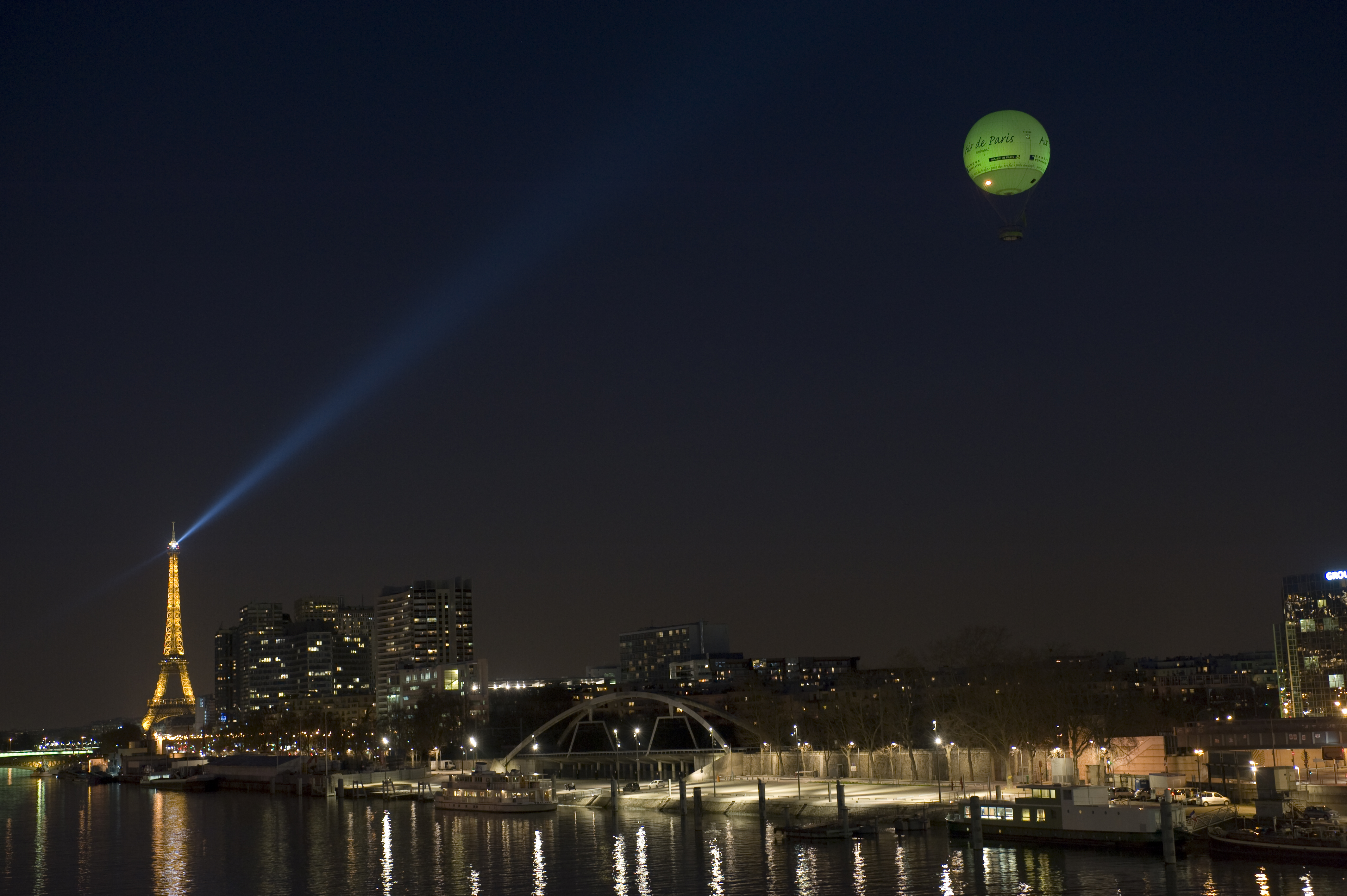
パリ気球
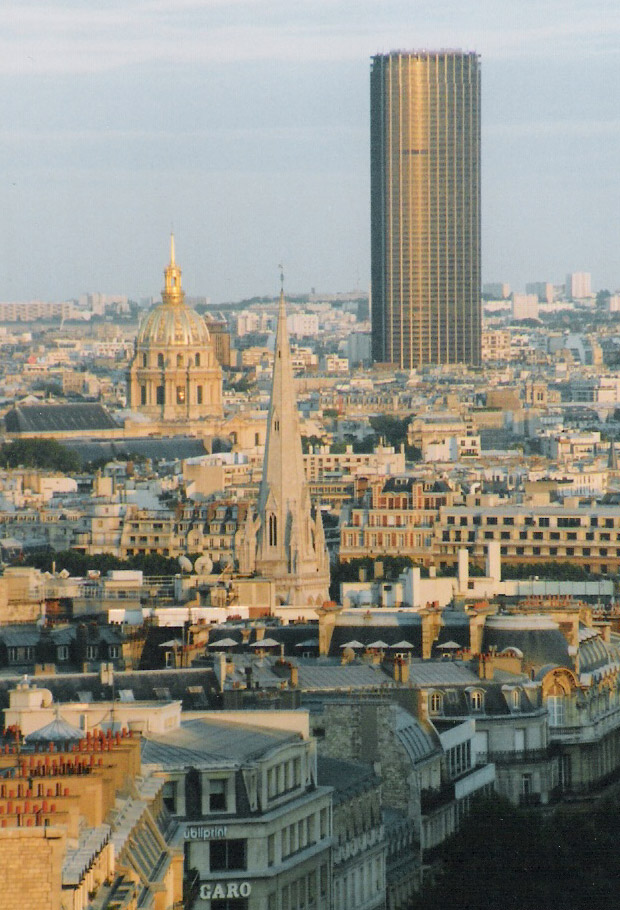
トゥール・モンパルナス

## 宗教施設

### 教会・寺院
- サン＝クリストフ＝ド＝ジャヴェル教会 （Église Saint-Christophe-de-Javel）
- サン＝レオン教会 （Église Saint-Léon）

## 観光・憩い

### 建築

Front-de-Seine

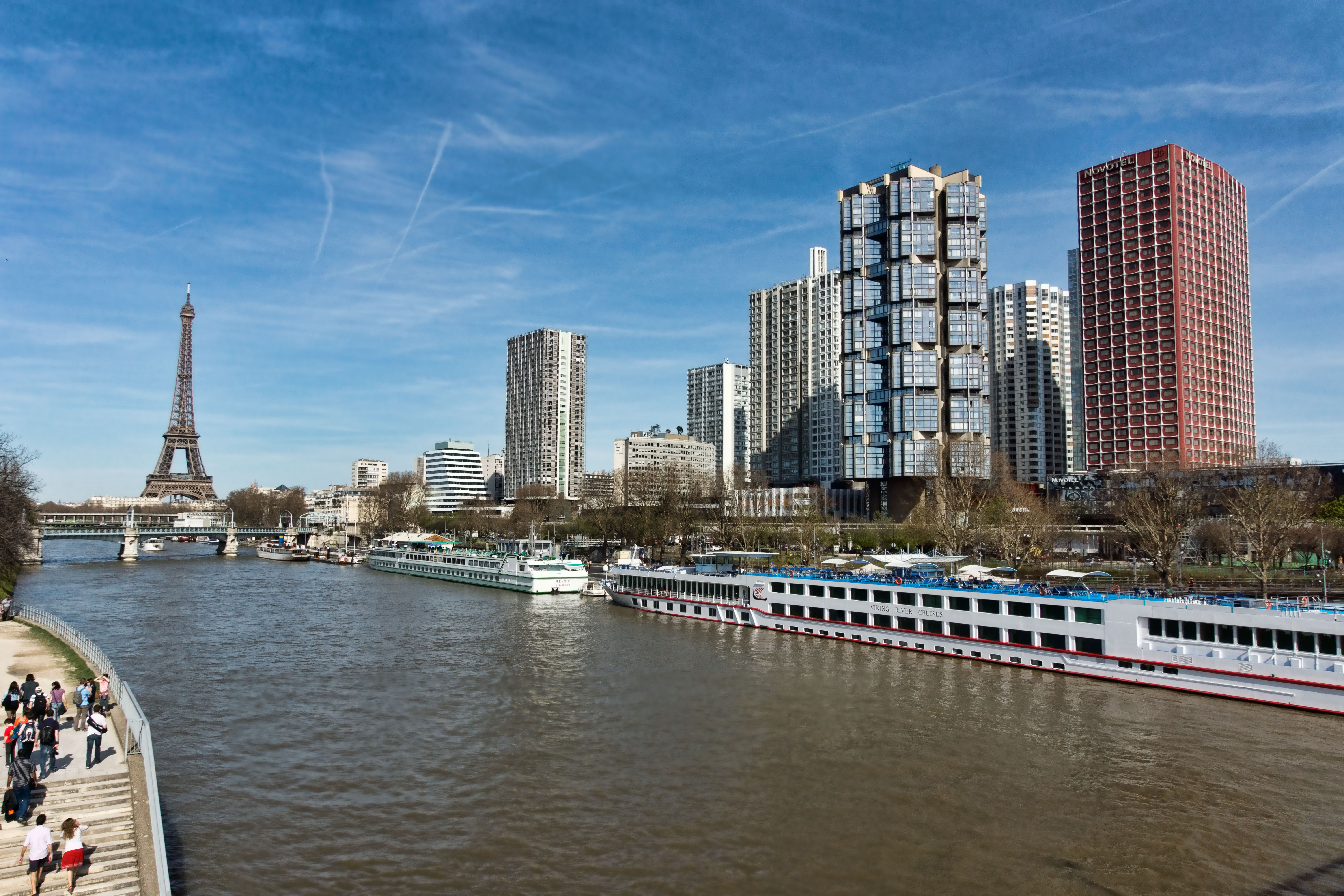
右の赤い建物がオテル・ノヴォテル・パリ・トゥール・エッフェル（2001年までは日本航空の子会社により開業運営されていた）

- トゥール・モンパルナス (Tour Montparnasse)
  - "芸術の街"「モンパルナス」の象徴的建築物。15区内にある。
- フロン＝ド＝セーヌ （Front-de-Seine） - エッフェル塔の南西に位置する、セーヌ川沿いの超高層建築物群のこと[5]。1970年代半ば以降に「Front-de-Seine」は建ち並んだ。景観高さ規制の厳しいパリ市内の中で、現在13区の「Paris Rive Gauche」が再開発地区にあたる。パリ郊外の「ラ・デファンス」も有名。
  - オテル・ノヴォテル・パリ・トゥール・エッフェル （Hôtel Novotel Paris Tour Eiffel）
    - 当初は日航開発により「オテル・ニッコー・ド・パリ」の名称で1976年に開業したが、2001年に売却された。

  - オテル・フラトテル・トゥール・エッフェル （Hôtel Flatotel Tour Eiffel）
  - シュミネ・デュ・フロン＝ド＝セーヌ （Cheminée du Front-de-Seine）
    - この煙突は、130メートルの高さがある[6]。

  - トゥール・アヴァン＝セーヌ （Tour Avant-Seine）
  - トゥールH15 （Tour H15）
  - トゥール・エヴァジオン2000 （Tour Évasion 2000）
  - トゥール・エスパス2000 （Tour Espace 2000）
  - トゥール・クリスタル （Tour Cristal）
  - トゥール・ケレル （Tour Keller）
  - トゥール・セーヌ （Tour Seine）
  - トゥール・トーテム （Tour Totem）
  - トゥール・パノラマ （Tour Panorama）
  - トゥール・パリ・コテ・セーヌ （Tour Paris Côté Seine）
  - トゥール・ペルスペクティヴ1 （Tour Perspective 1）
  - トゥール・ペルスペクティヴ2 （Tour Perspective 2）
  - トゥール・ボーグルネル （Tour Beaugrenelle）
  - トゥール・マルス （Tour Mars）
  - トゥール・ミラボー （Tour Mirabeau）
  - トゥール・リーヴ・ゴーシュ （Tour Rive Gauche）
  - トゥール・ルフレ （Tour Reflets）
- ラ・リュシュ (La Ruche) 
  - シャガール、モディリアニ、ブランクーシなどの芸術家たちが住んだアトリエ。

### 公園・緑地等

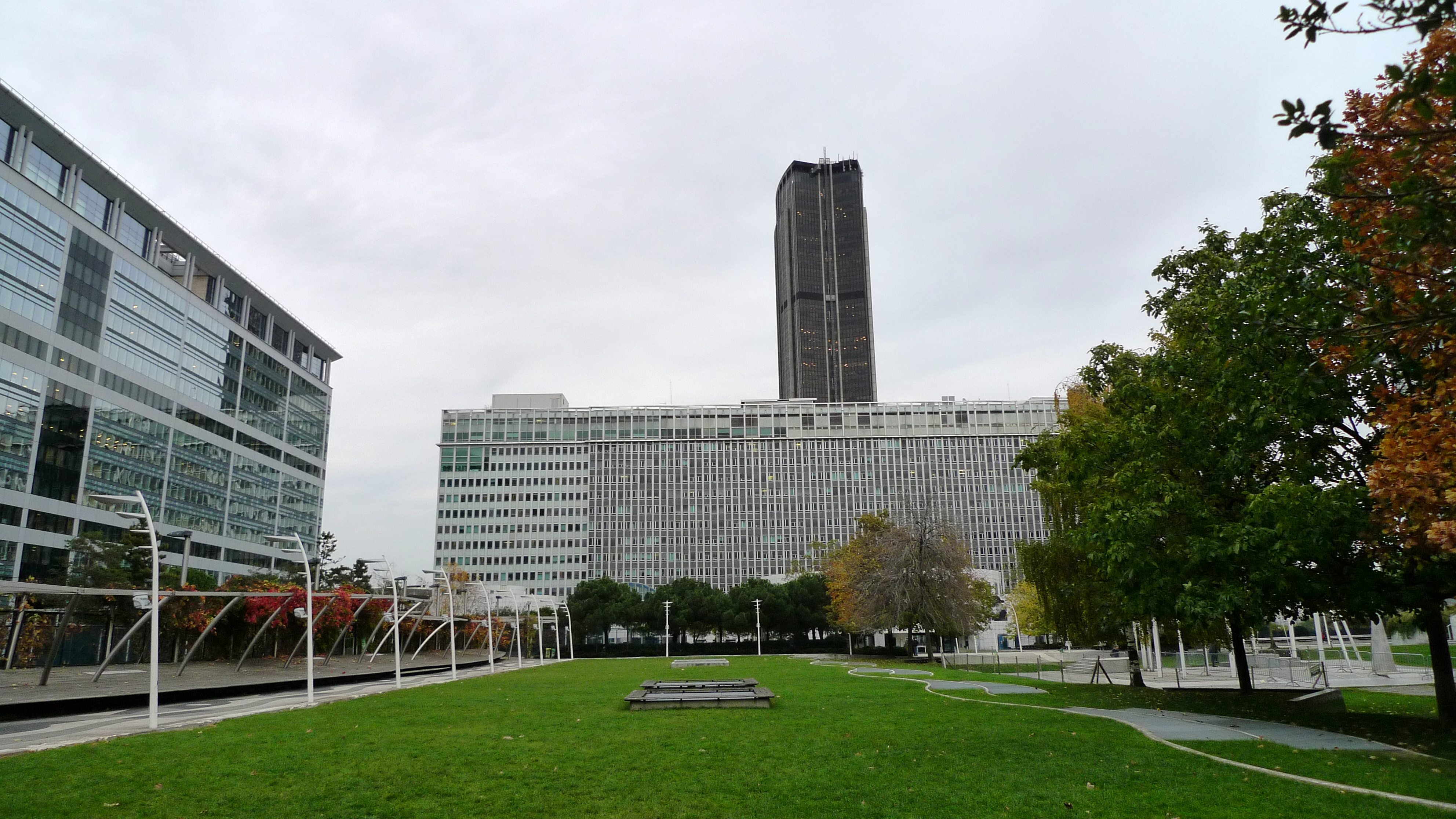
Le jardin Atlantique et la tour Montparnasse (Quartier Necker).

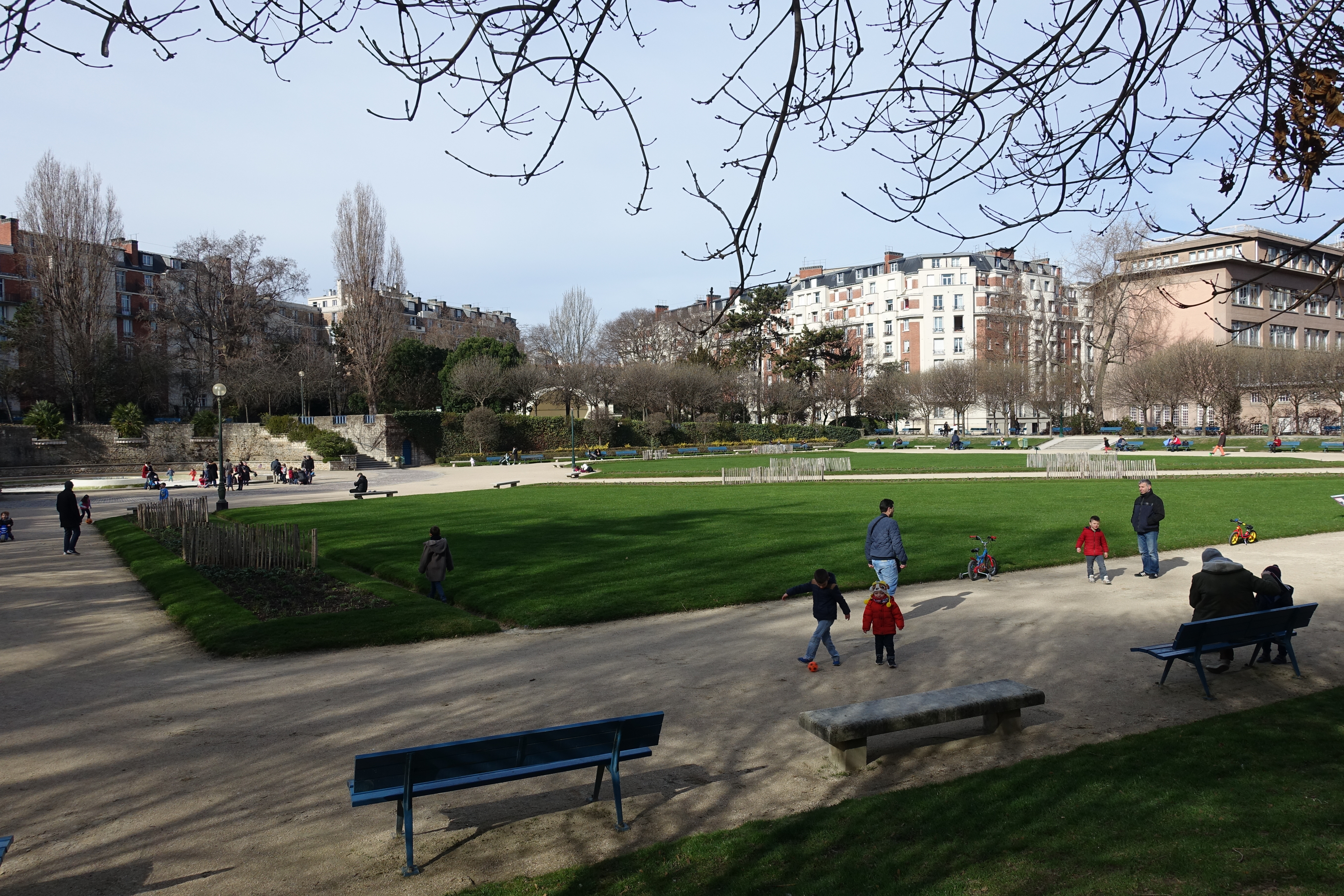
Square Saint-Lambert

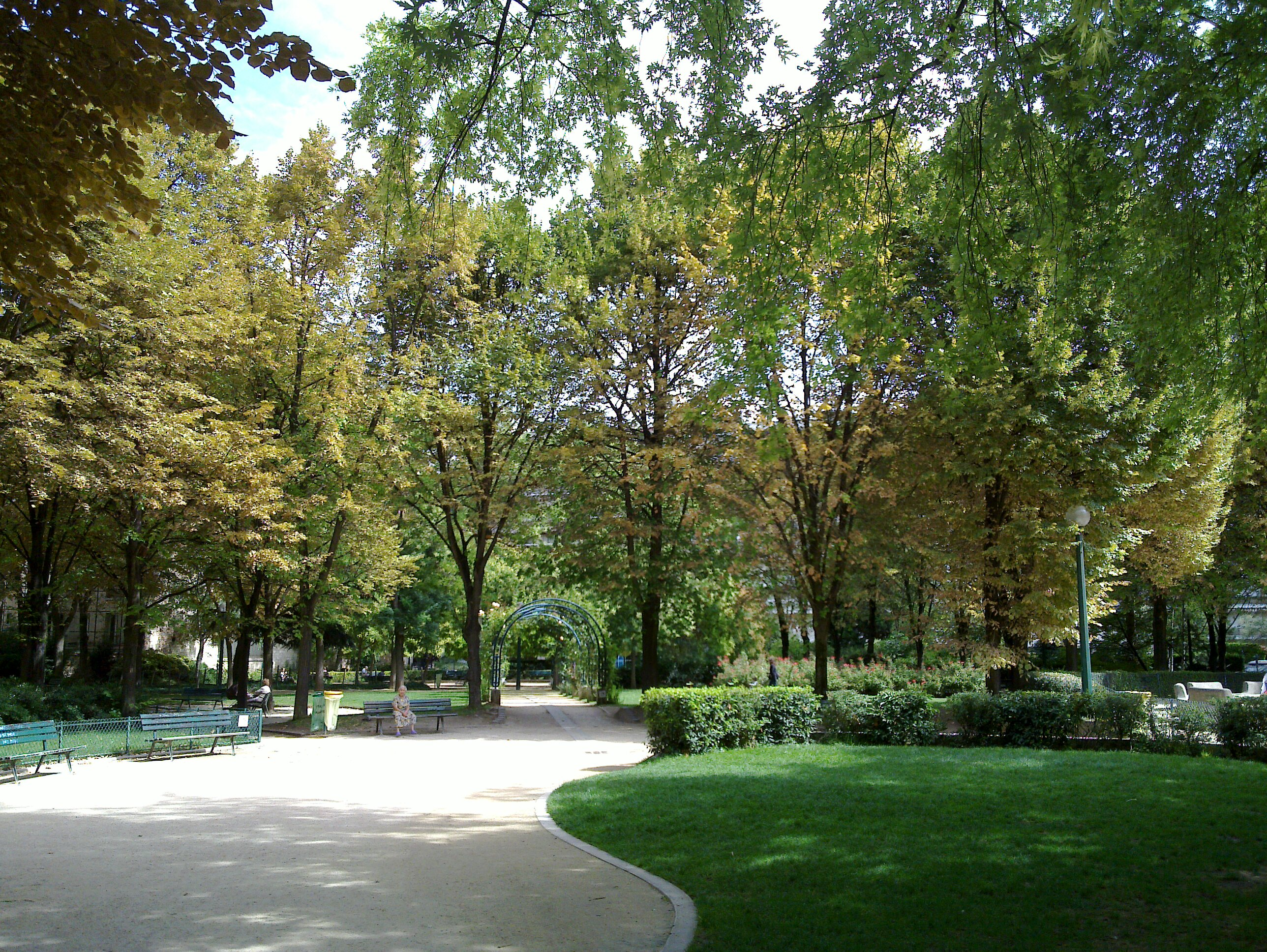
Square clos feuquieres

- アトランティック庭園（Jardin Atlantique）
  - モンパルナス駅の上に作られた庭園。
- アンドレ＝シトロエン公園（Parc André-Citroën）
  - シトロエンの拠点工場が置かれていた跡地になる。
- グラン＝パヴォワ庭園（Jardin du Grand-Pavois）
- コメルス広場（Place du Commerce）
- サン＝ランベール公園（Square Saint-Lambert）
  - イエイエ以前の1950年代後半から60年代にかけて、ロックンロールなど米のサブカルチャーに影響を受けた"ブルゾン・ノワール (fr, 黒ブルゾン)" の集団が屯した場所として1959年夏にフランス・ソワール誌 (fr) で初めて取り上げられた場所になる[7]。
- ジョルジュ・ブラッサンス公園（Parc Georges-Brassens）
- スザンヌ＝ランラン総合体育公園（Parc Omnisport Suzanne-Lenglen）
- ニコル・ド・オートクローク庭園（Jardin Nicole de Hauteclocque）
- 白鳥の小径（アレ・デ・シーニュ、Allée des Cygnes）
  - セーヌ川の中洲「白鳥の島」にある遊歩道。ビラケム橋とグルネル橋との間を結ぶ。
- ヴィオレ公園 （Square Violet）
- ラウル＝ドートリー広場 （Place Raoul-Dautry）
  - モンパルナス駅前の広場。

### 旧跡・記念碑等

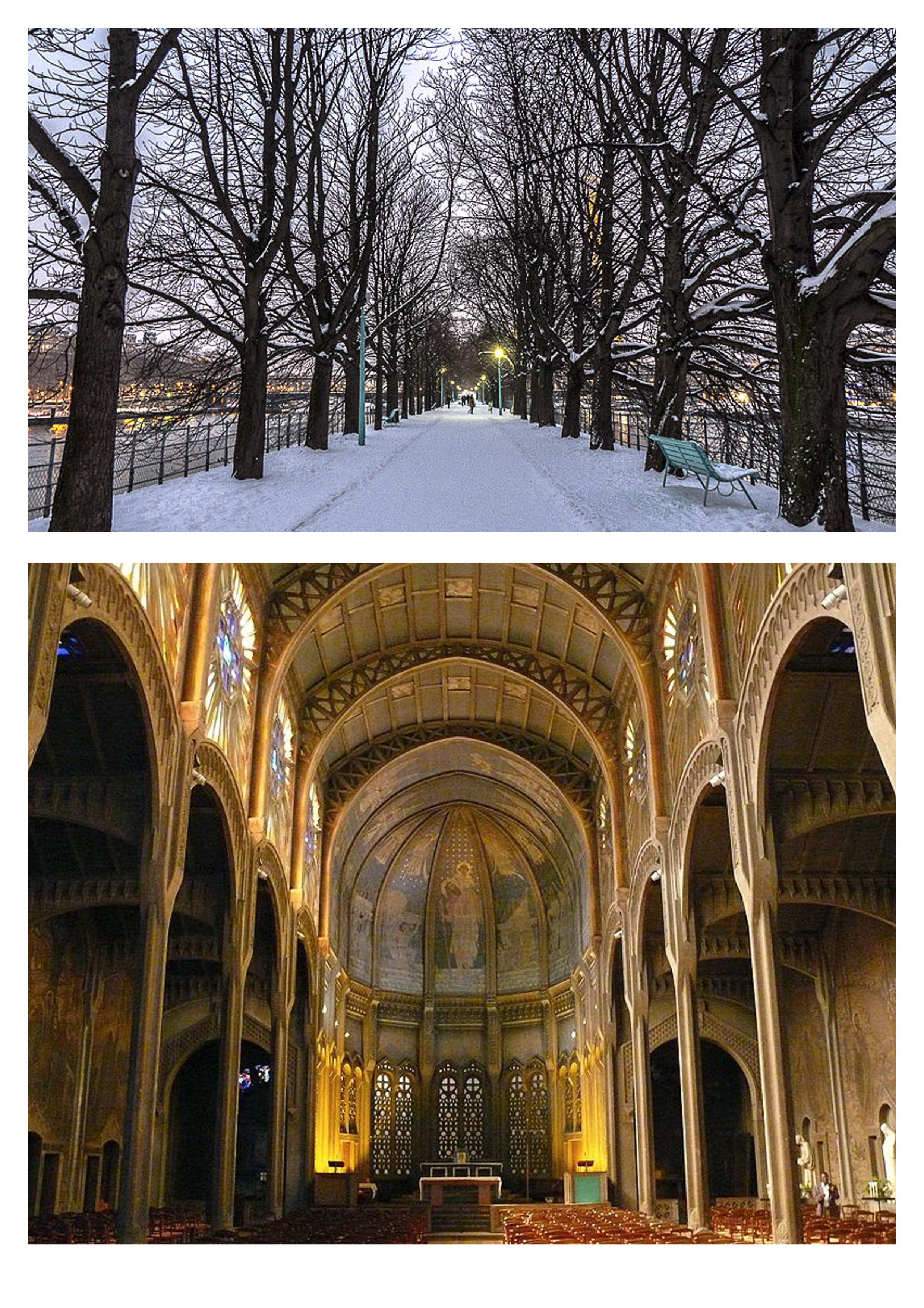
白鳥の小径, サン＝クリストフ＝ド＝ジャヴェル教会
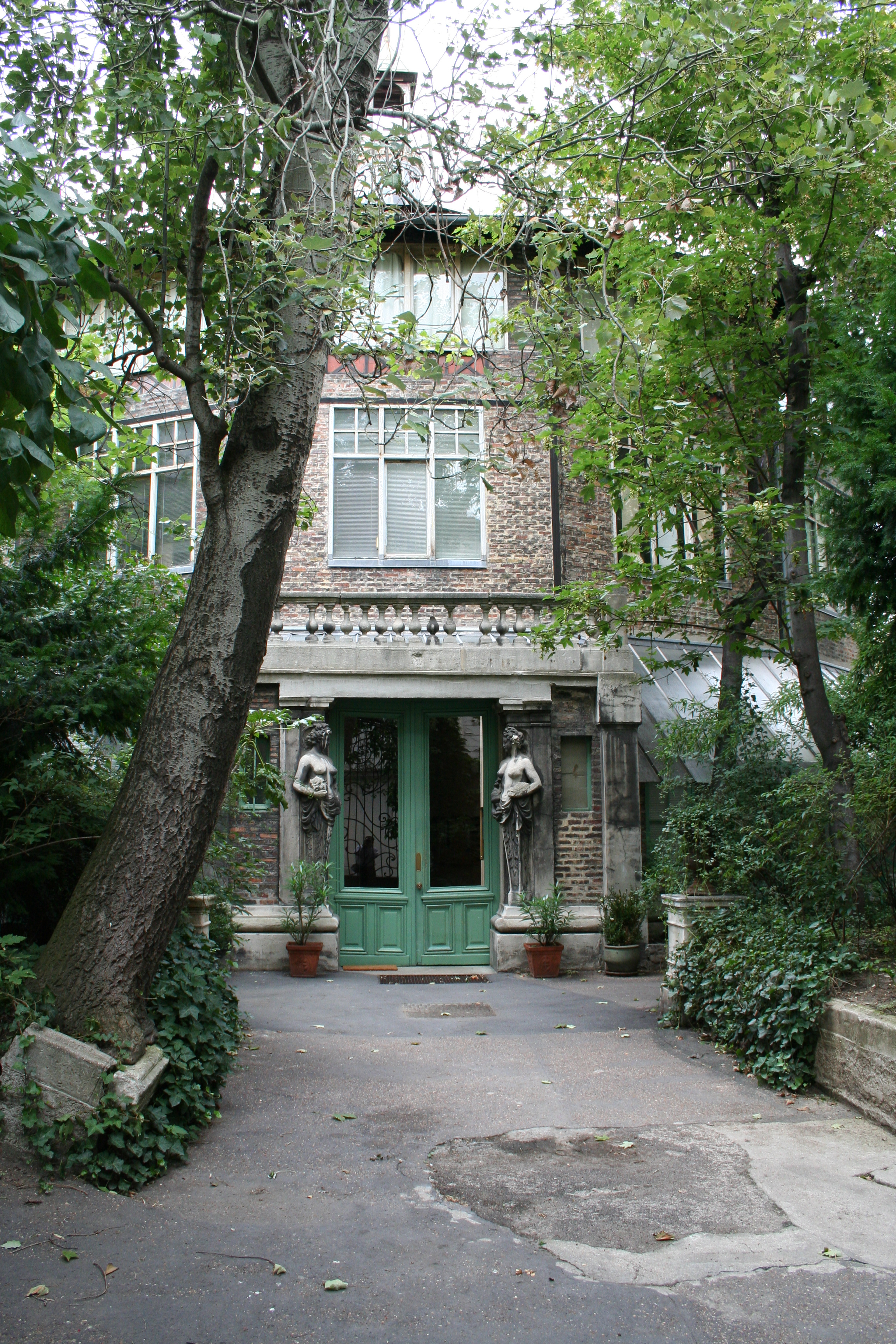
ラ・リュシュ (La Ruche)
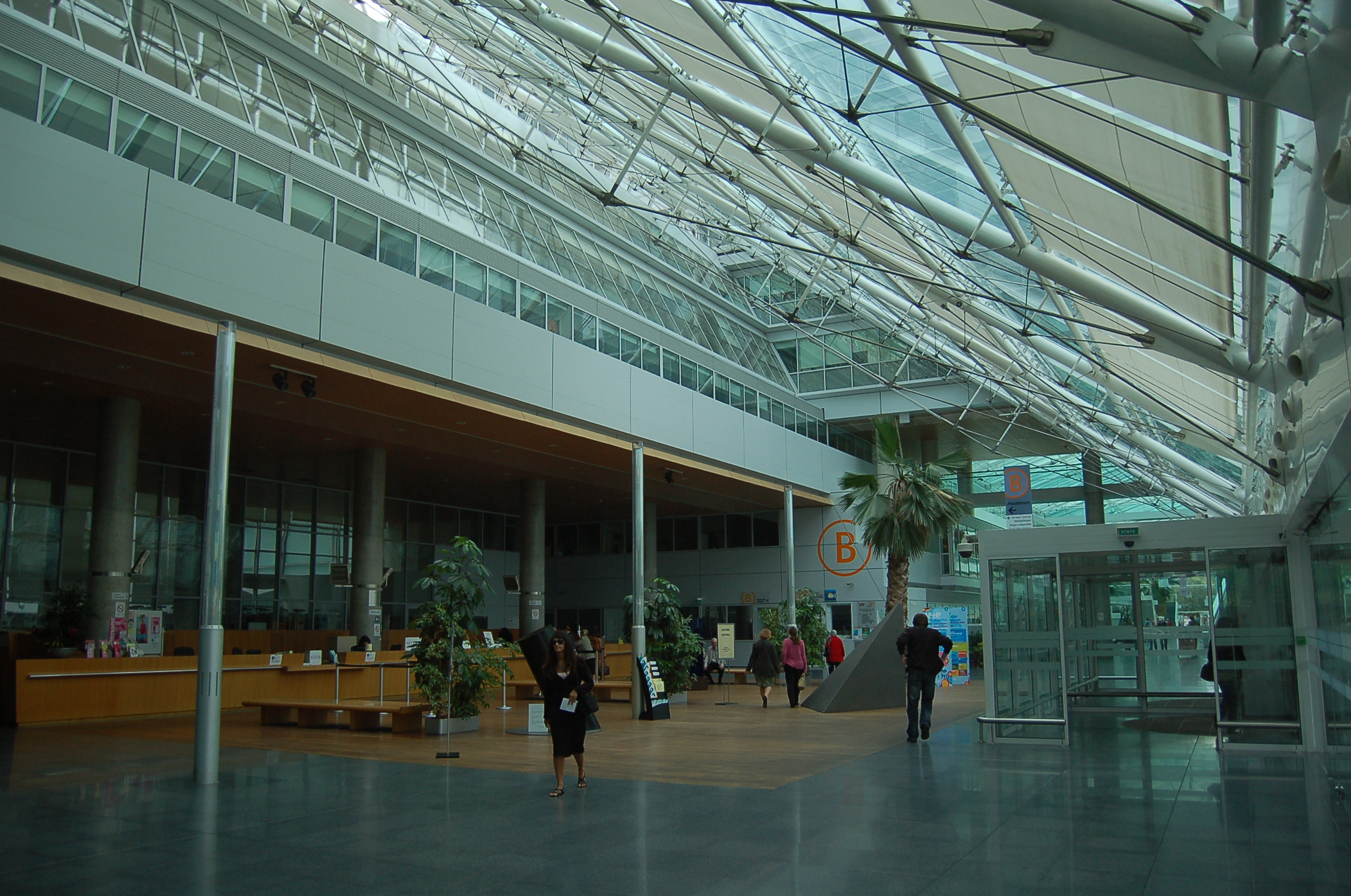
ジョルジュ＝ポンピドゥー・ヨーロッパ病院
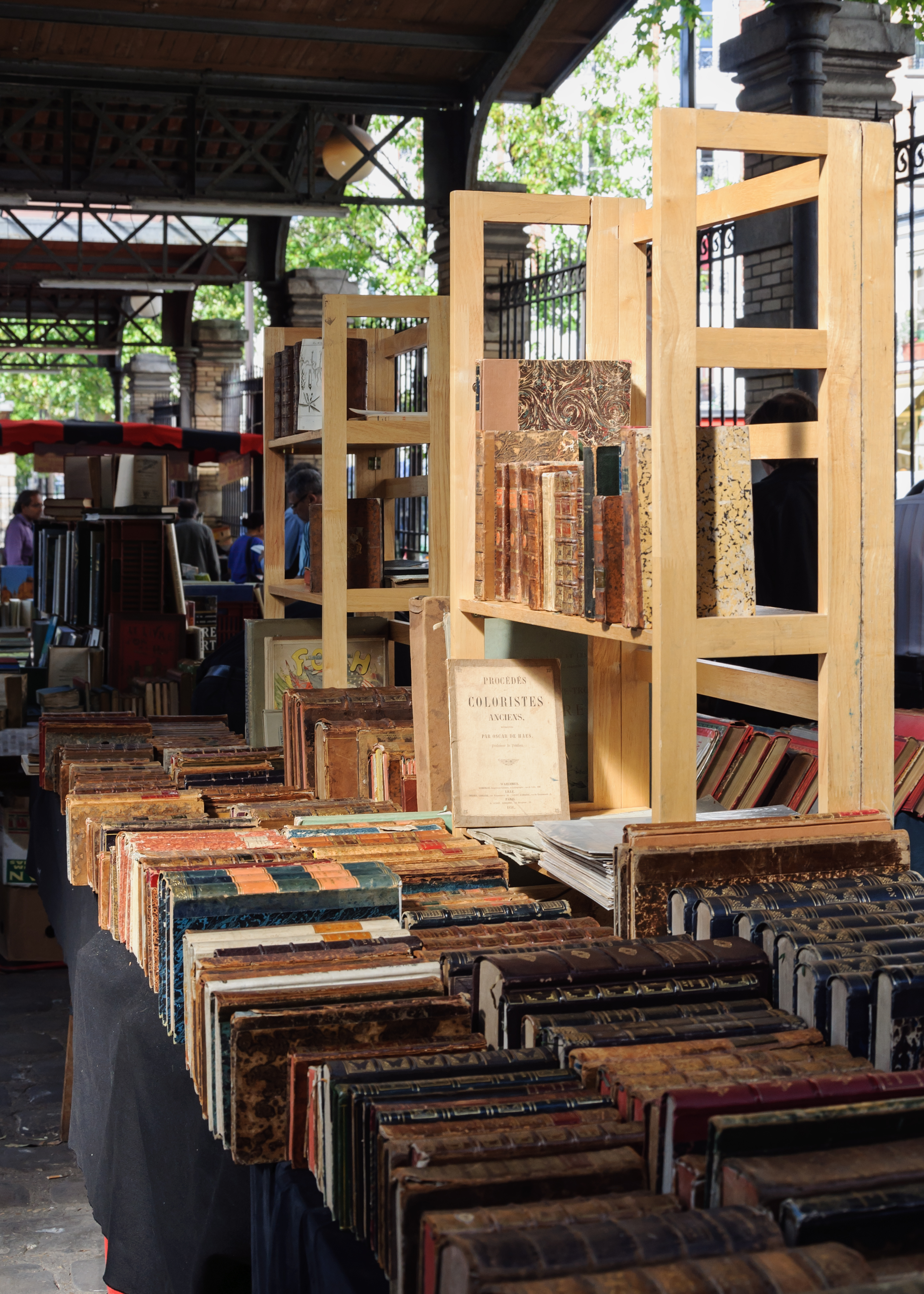
ジョルジュ・ブラッサンス公園
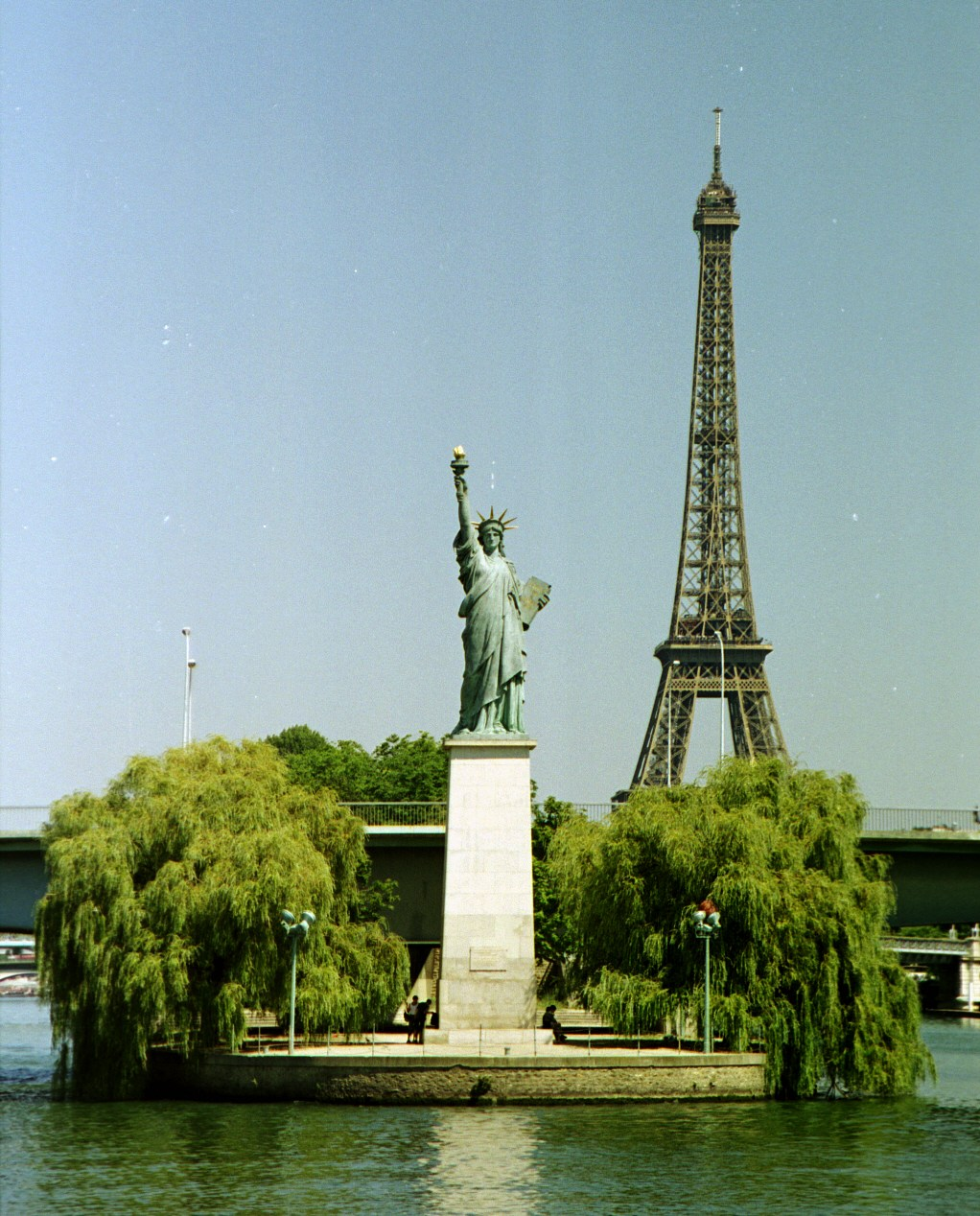
自由の女神像
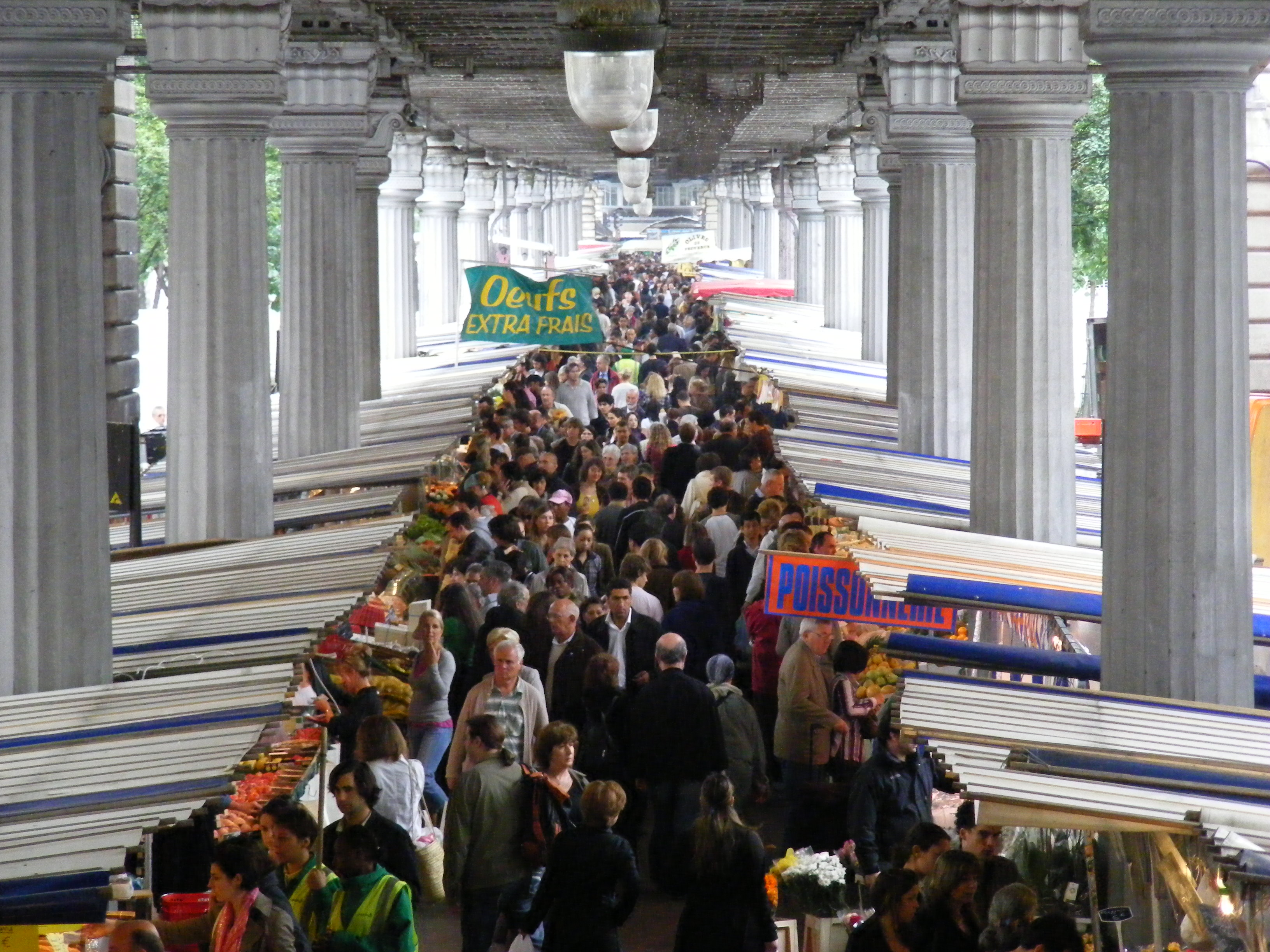
グルネル市場 (Marché Grenelle)。グルネル大通りを走る、ラ・モット＝ピケ＝グルネル駅〜デュプレクス駅間のメトロ高架橋下で通常開かれる。
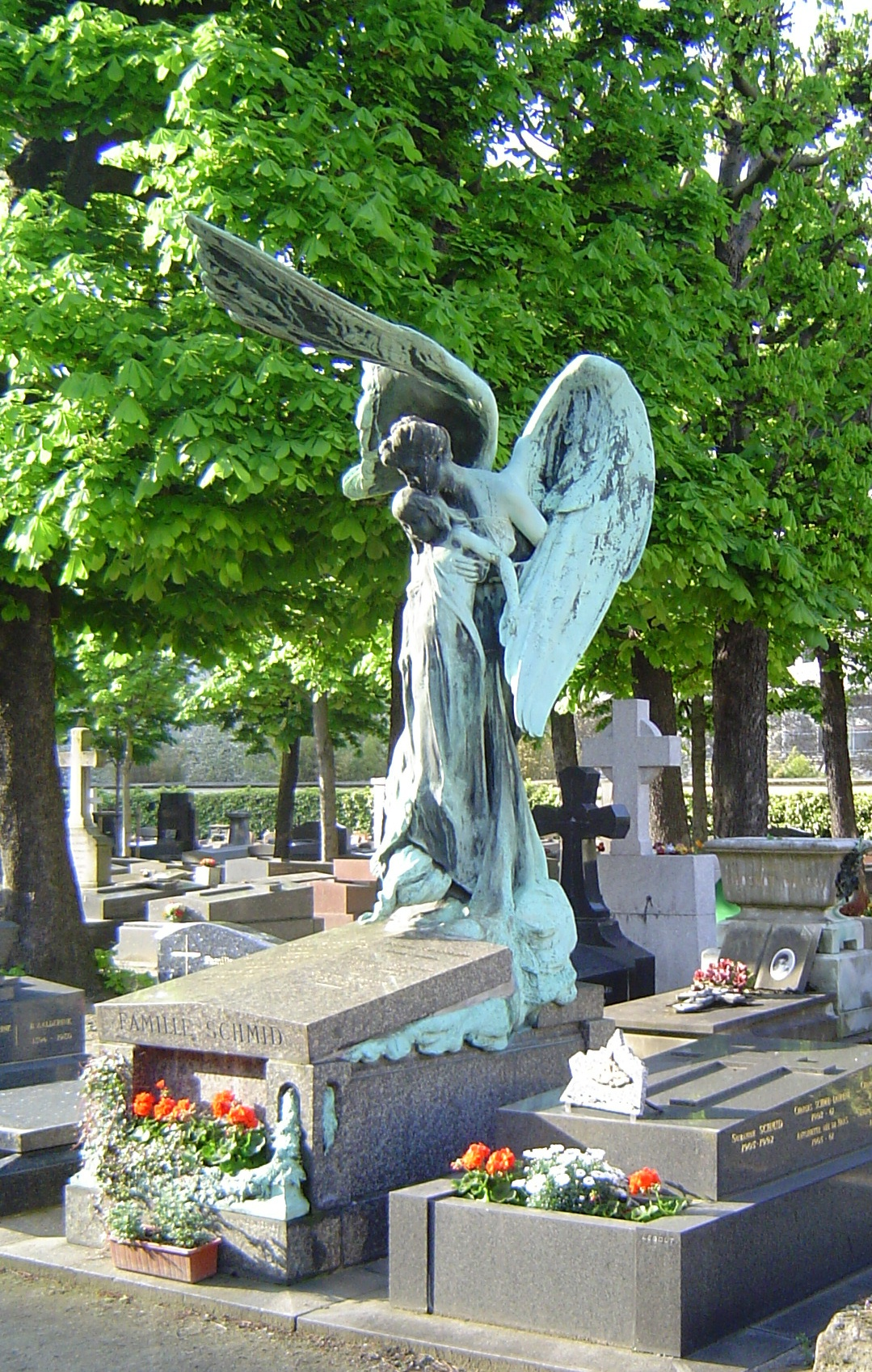
グルネル墓地

- 自由の女神像（Statue de la Liberté）
  - 原型たるパリの"自由の女神像"は、白鳥の島 (イル・デ・シーニュ)の南端にある。

## 交通

### 空港
- パリ・ヘリポート（エリポール・ド・パリ、Héliport de Paris）

### 鉄道

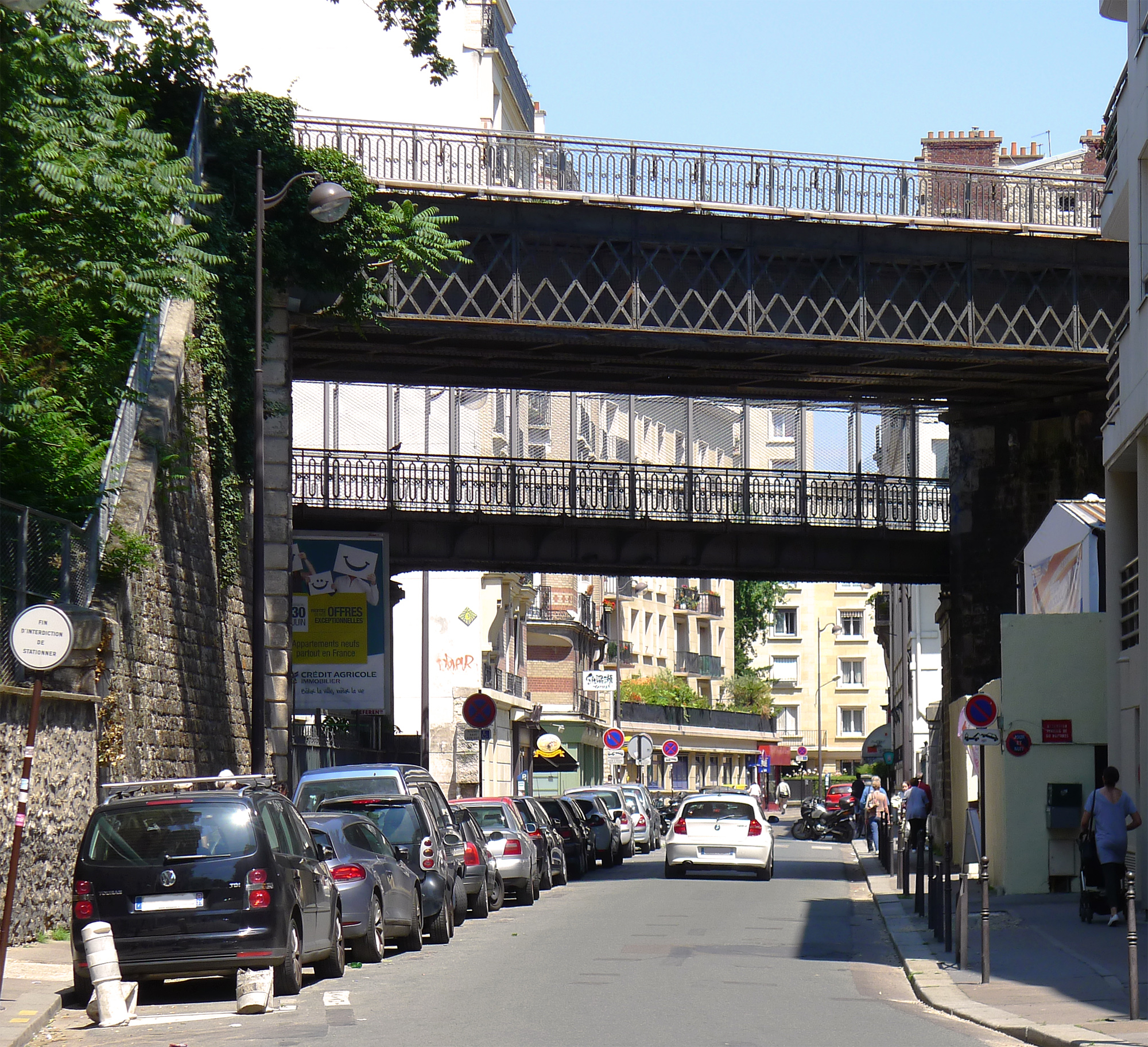
プティト・サンチュール廃線跡の二重橋 (Les deux ponts de la Petite Ceinture vue depuis de la rue Desnouettes.)
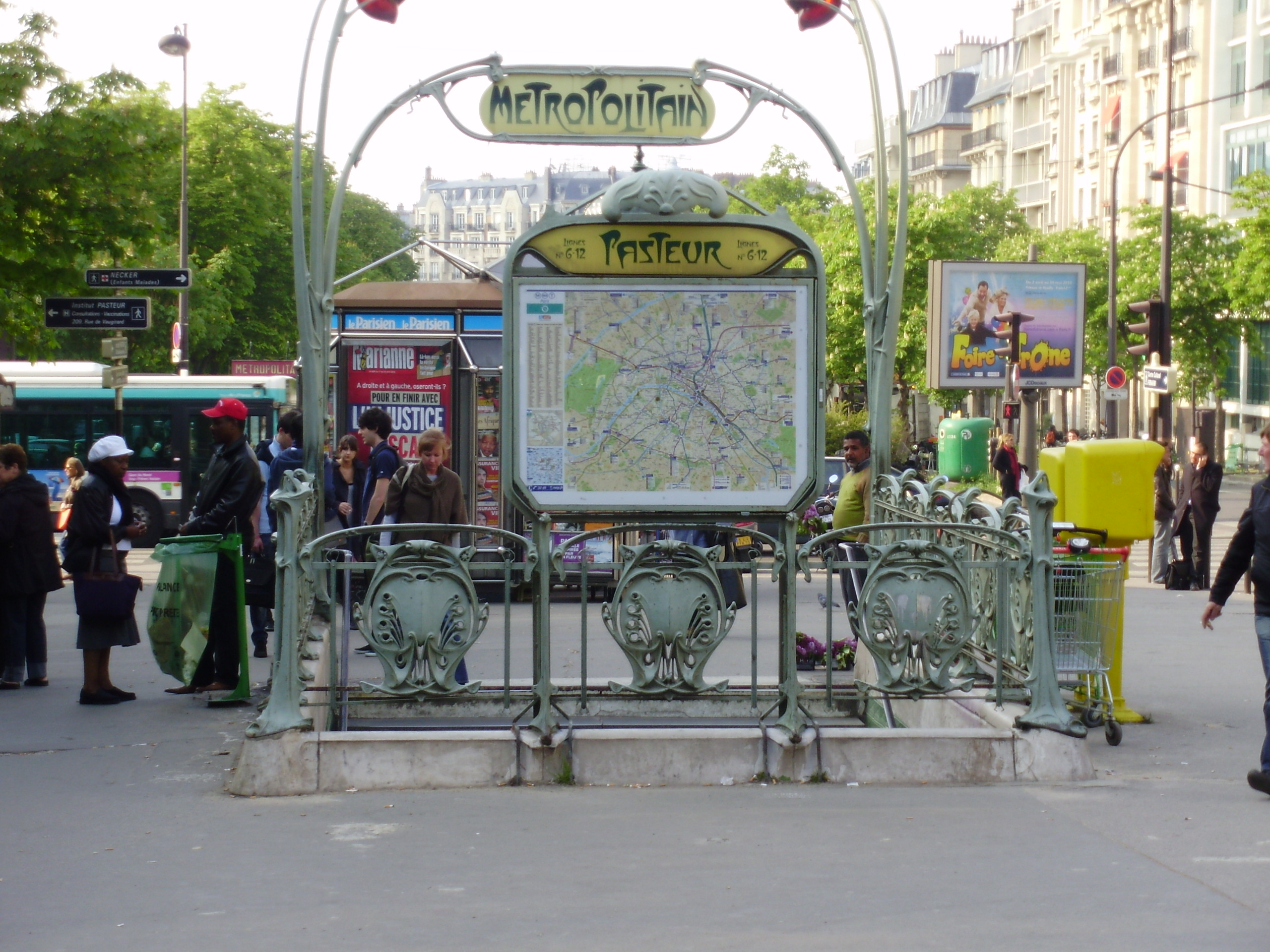
エクトル・ギマール作, メトロ6号線パストゥール駅出入り口 (Pasteur métro L6)
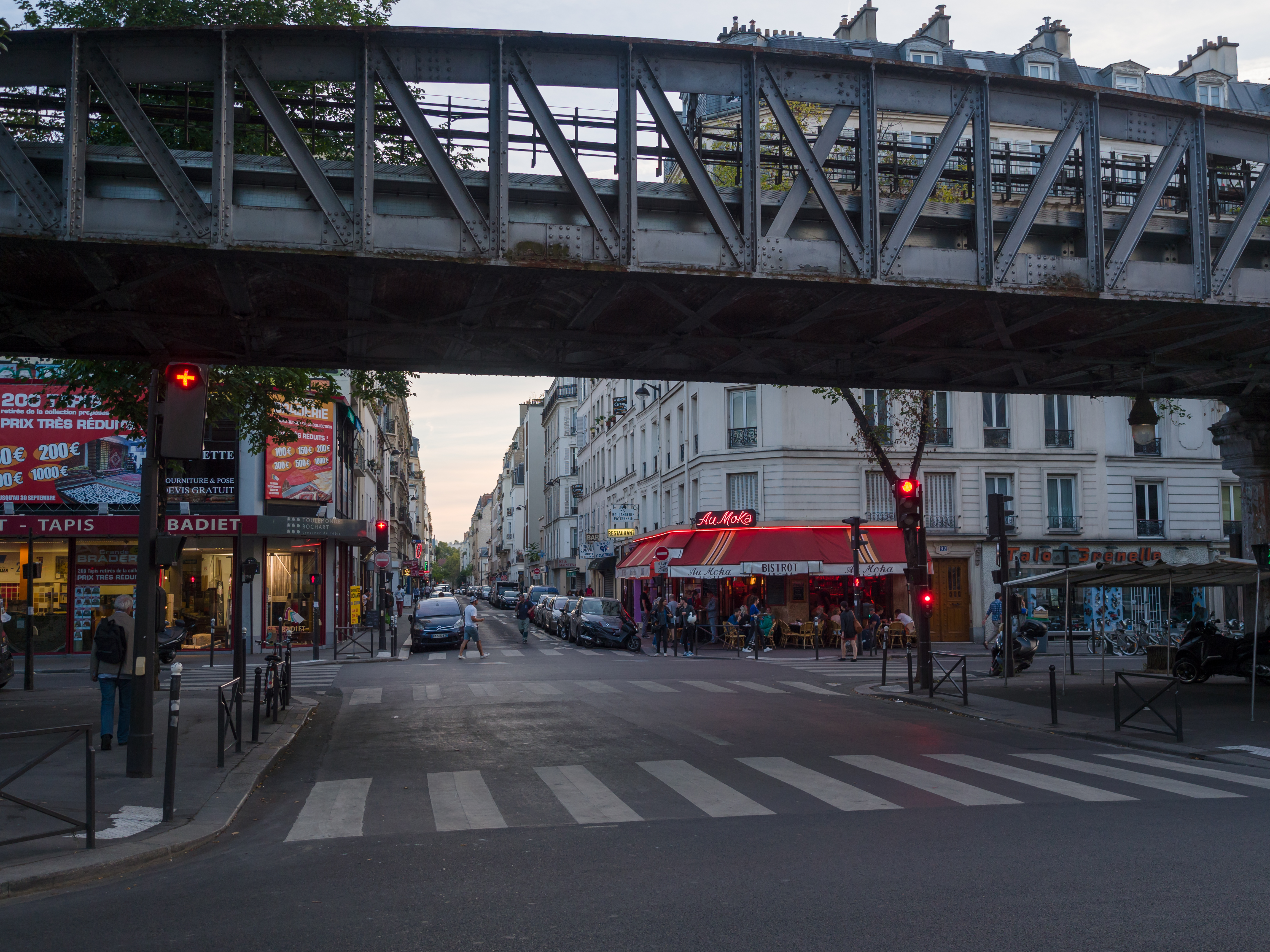
グルネル大通り界隈のメトロ高架橋
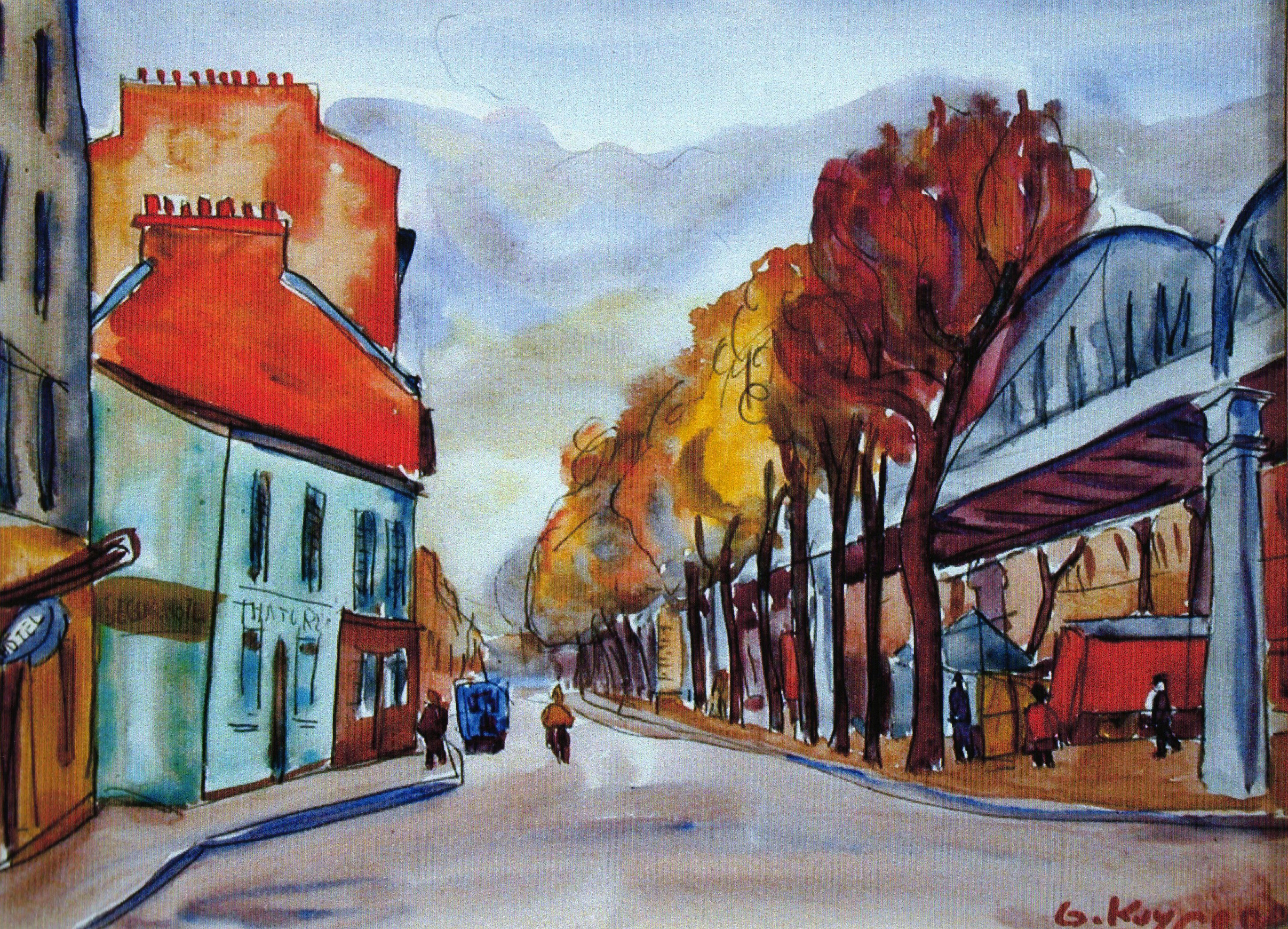
グルネル大通り, 1950年
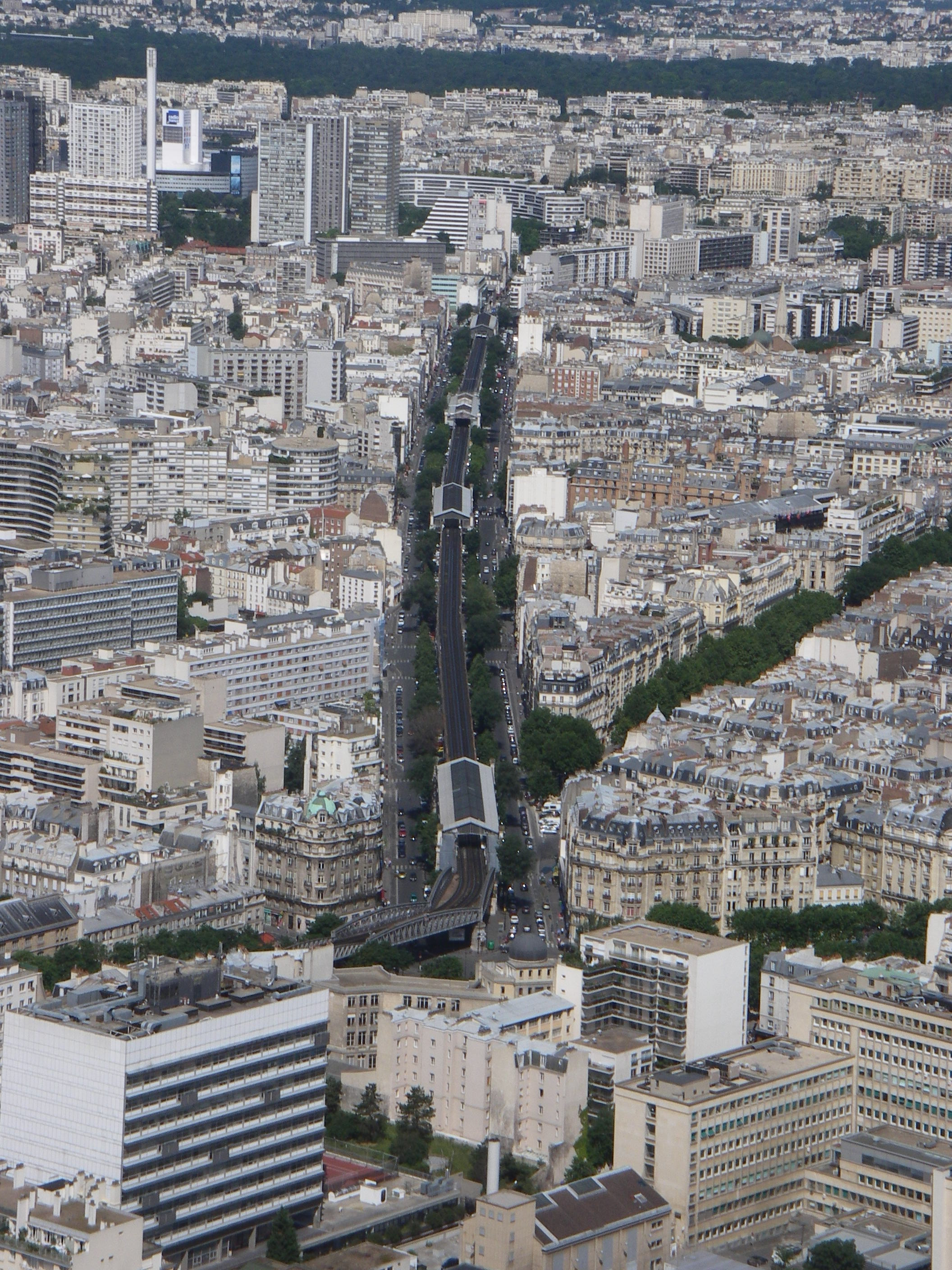
ガリバルディ大通りのメトロ地上駅セーヴル＝ルクールブ駅 (Métro aérien à hauteur de la station Sèvres - Lecourbe, Boulevard Garibaldi)。ガリバルディ大通りからグルネル大通り, ビラケム駅, セーヌ川方面を望む。画像右側の2つの並木道は下からブルトゥイユとシュフランの各大通り。
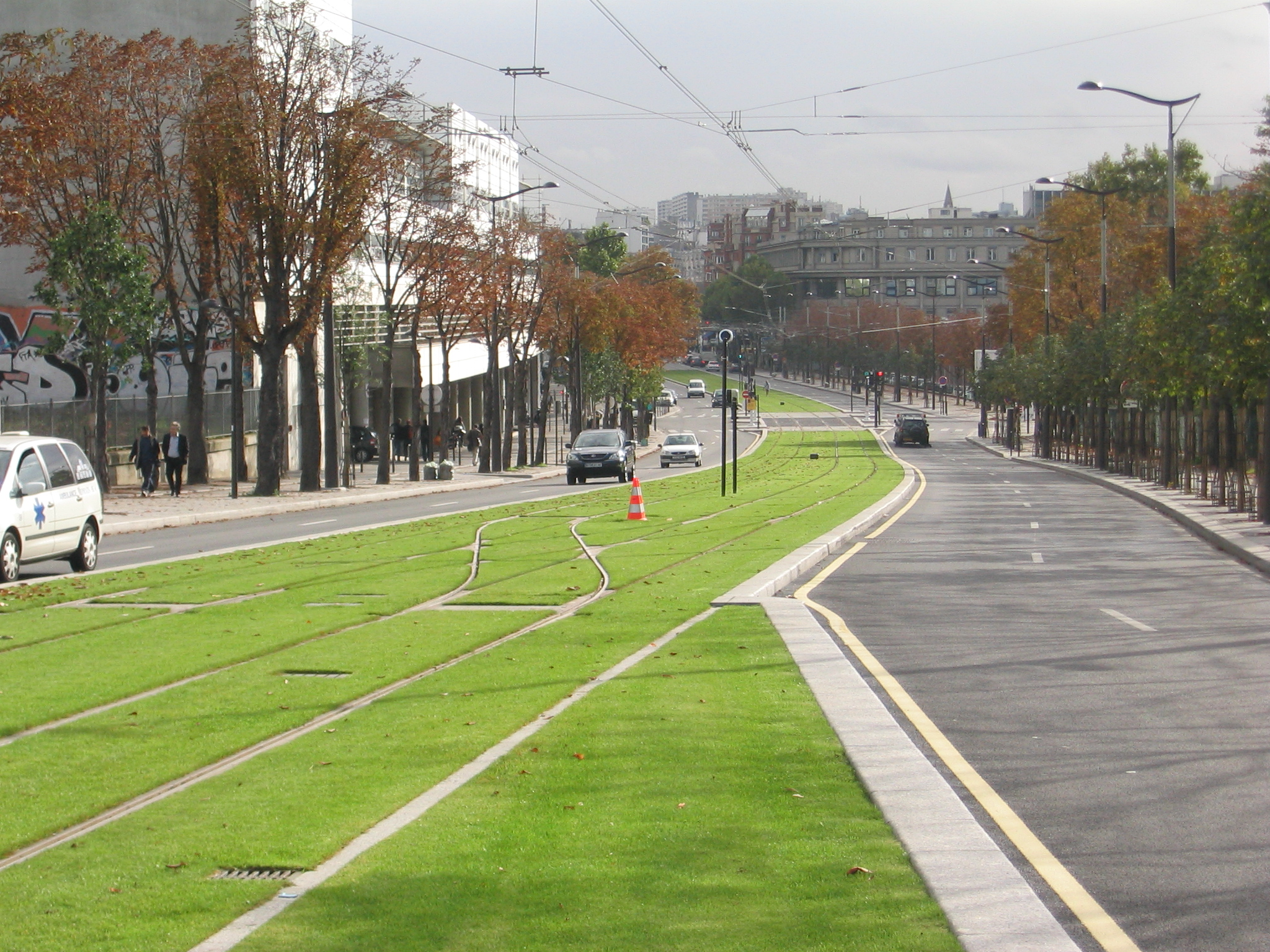
トラム3号線路を、ガリリアーノ駅からバラール駅方面を見る (Voies du tramway T3a vues depuis la station Pont de Garigliano, en direction de la station Balard.)
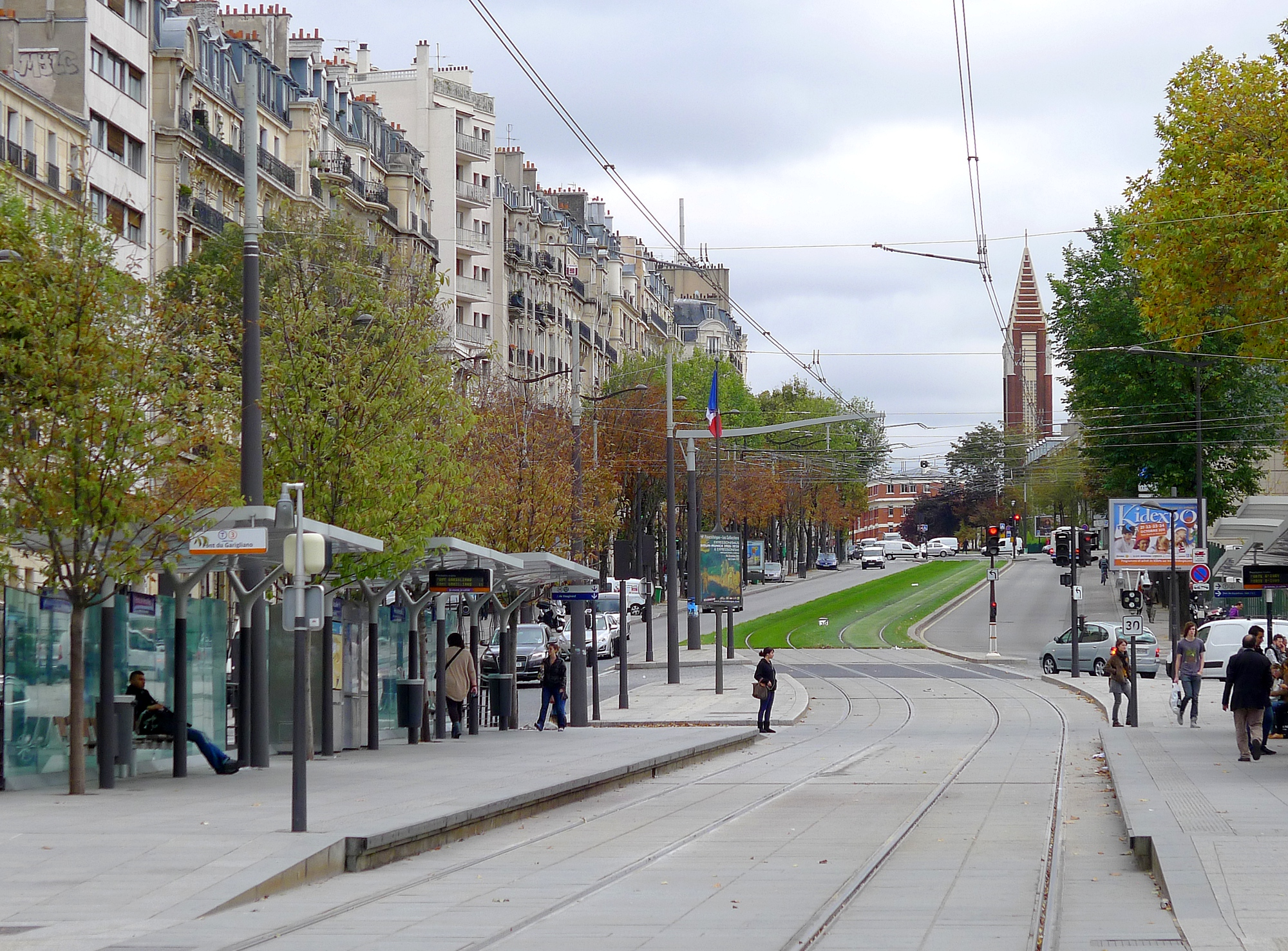
"ブールヴァール・デ・マレショー"を構成するルフェーヴル大通りから見るサンタントワンヌ＝ドゥ＝パドゥ・ドゥ・パリ教会と、トラム3号線ポルト・ド・ヴェルサイユ＝パルク・デゼクスポジシオン駅 (Boulevard Lefebvre en direction de l'église Saint-Antoine-de-Padoue et ligne T3 à la porte de Versailles - Paris XV.)
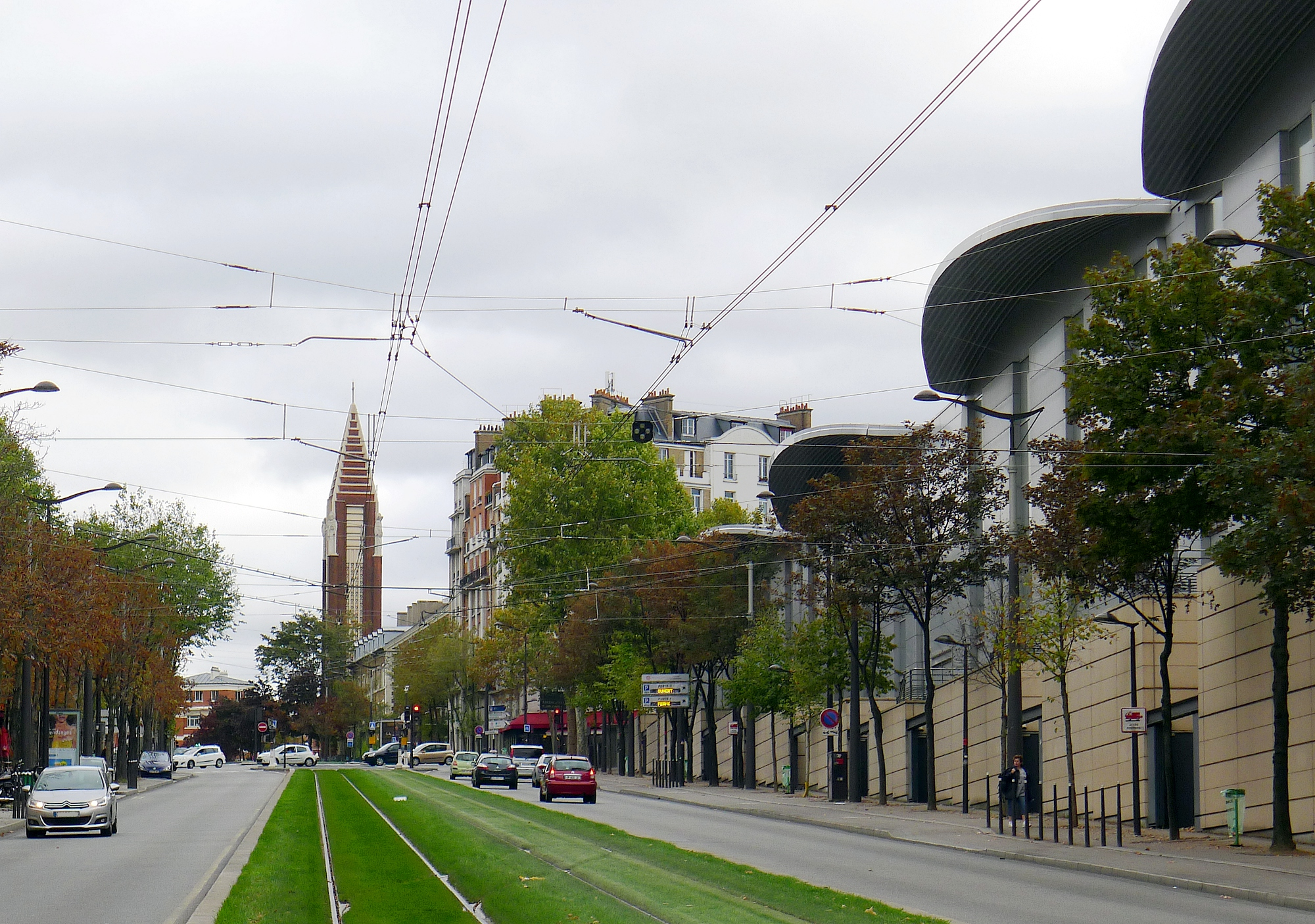
ポルト・ド・ヴェルサイユ＝パルク・デゼクスポジシオン駅からみるルフェーヴル大通り。背景はサンタントワンヌ＝ドゥ＝パドゥ・ドゥ・パリ教会 (Boulevard Lefebvre vu depuis la porte de Versailles, avec, en arrière-plan, l'église Saint-Antoine-de-Padoue.)
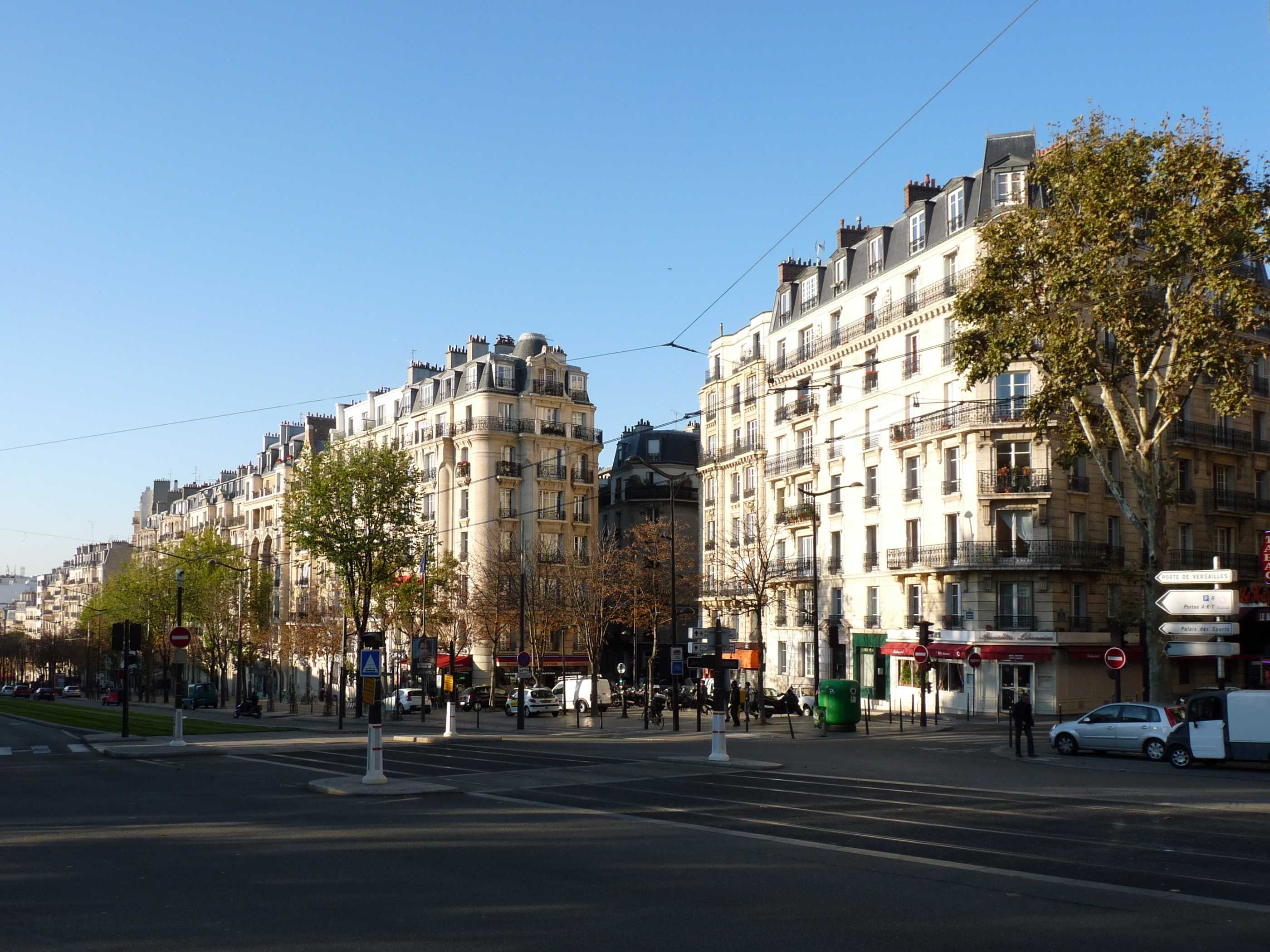
同ルフェーヴル大通りから2024年パリ五輪会場の一つポルト・ヴェルサイユ万博記念公園方向を見る (Le Boulevard Lefebvre à Paris, vue en direction du parc d'exposition.)

- フランス国鉄 （Société Nationale des Chemins de Fer Français (SNCF)）
  - モンパルナス駅 （ガール・ド・パリ＝モンパルナス、Gare de Paris-Montparnasse）
    - トゥール、ボルドーなど西部・南西方面への列車が発着するターミナル駅。
    - 敷地は14区、15区にまたがっている。
- 地下鉄・メトロ （パリ交通公団（RATP））
  - 4号線
    - モンパルナス＝ビヤンヴニュ駅のみ。

  - 6号線
    - ビラケム駅 – デュプレクス駅 – ラ・モット＝ピケ＝グルネル駅 – カンブロンヌ駅 – セーヴル＝ルクルブ駅 – パスツール駅 – モンパルナス＝ビヤンヴニュ駅

  - 8号線
    - バラール駅 – ルールメル駅 - ブシコー駅 – フェリックス・フォール駅 – コメルス駅 – ラ・モット＝ピケ＝グルネル駅

  - 10号線
    - 南北分岐線の合流以降 (北側分岐線のエグリーズ・ドートゥイユ駅及び南側分岐線のミラボー駅から合流) : ジャベル＝アンドレ・シトロエン駅 – シャルル・ミッシェル駅 – アヴニュ・エミール・ゾラ駅 – ラ・モット＝ピケ＝グルネル駅 – セギュール駅 – デュロック駅

  - 12号線
    - モンパルナス＝ビヤンヴニュ駅 – ファルギエール駅 – パスツール駅 – ヴォロンテール駅 – ヴォージラール駅 - コンヴァンシオン駅 – ポルト・ド・ヴェルサイユ駅

  - 13号線
    - デュロック駅 – モンパルナス＝ビヤンヴニュ駅
- RER （フランス国鉄 (SNCF)）
  - C線
    - ブルヴァール・ヴィクトワール＝ポン・デュ・ガリリアーノ駅 - ジャヴェル駅
- 路面電車 トラム （パリ交通公団（RATP））
  - ■トラム3号線
    - ポン・デュ・ガリリアーノ＝オピタル・ユーロペアン・ジョルジュ・ポンピドゥ駅 - バラール駅 - デヌエット駅 - ポルト・ド・ヴェルサイユ＝パルク・デゼクスポジシオン駅 - ジョルジュ・ブラッサン駅 - ブランシオン駅

### 高速道路・有料道路
- ペリフェリック （パリ環状道路） （Boulevard Périphérique）
  - ポルト・ブランシオン - ポルト・ド・ラ・プレーヌ - ポルト・ド・セーヴル

### 道路

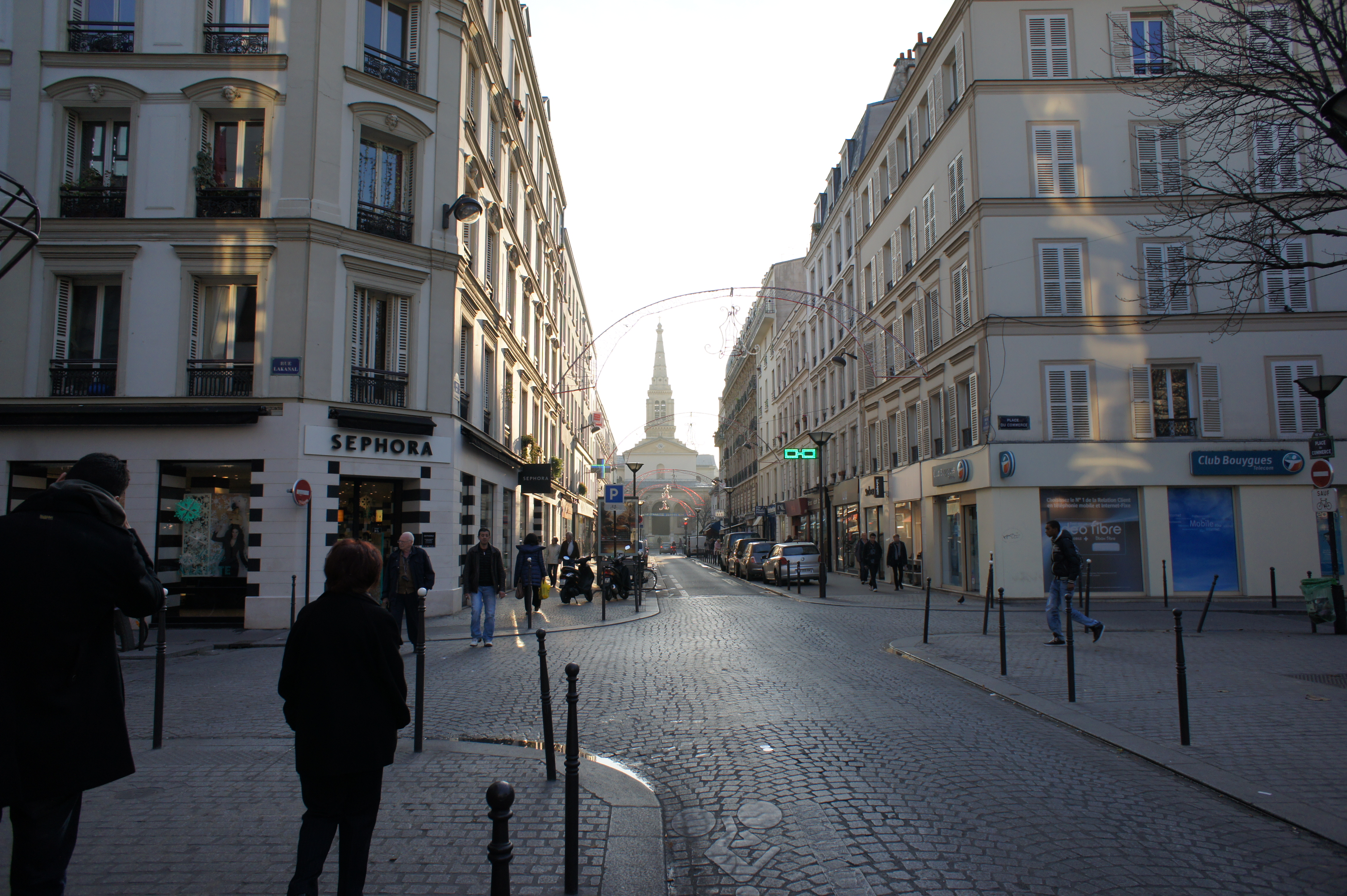
グルネル地区コメルス通りとサン＝ジャン＝バティスト・ド・グルネル教会 (Rue du Commerce et l'église Saint-Jean-Baptiste de Grenelle.)
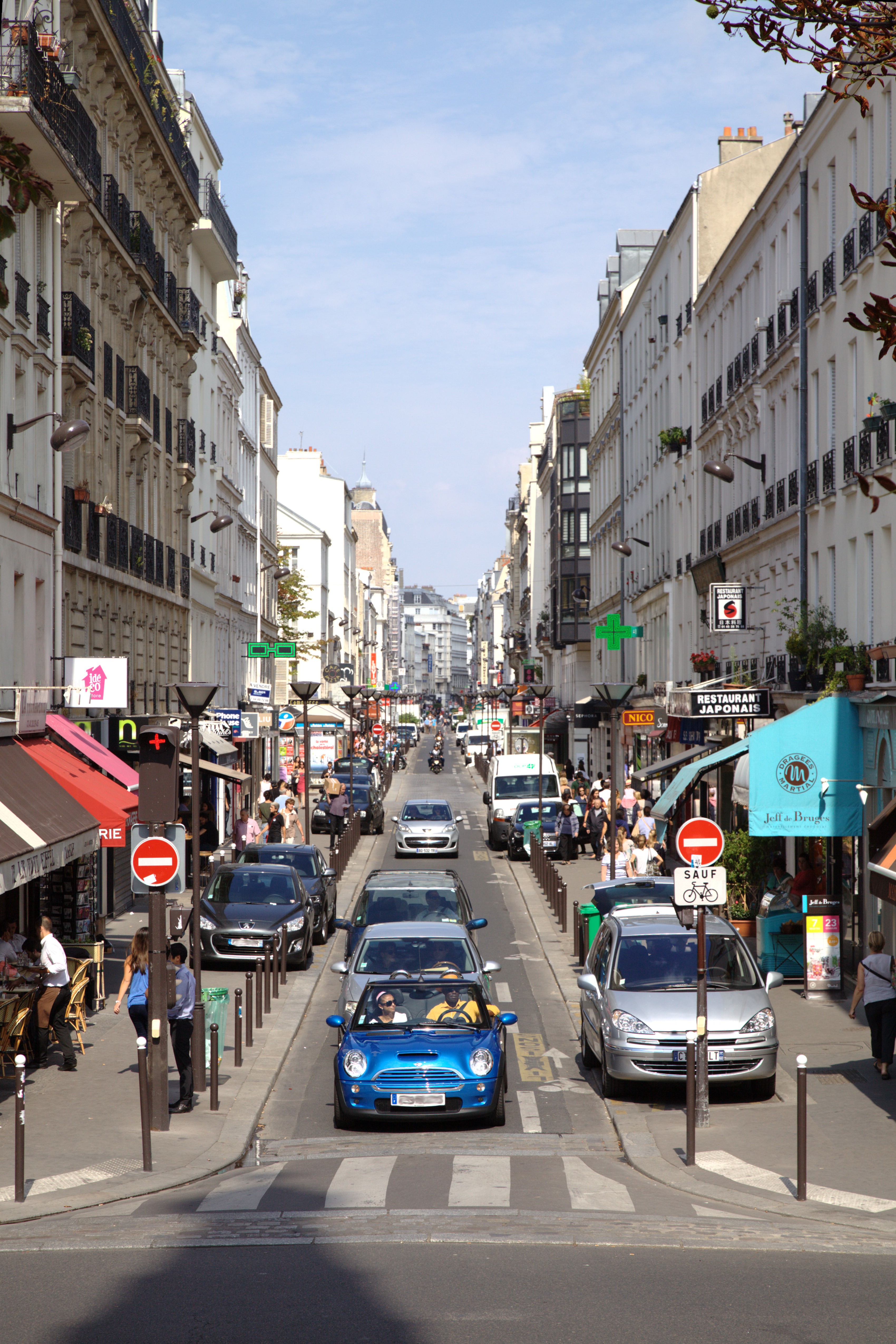
同サン＝ジャン＝バティスト・ド・グルネル教会から見るコメルス通り (La rue du Commerce à Paris, vue depuis l'église Saint-Jean-Baptiste de Grenelle. Quartier de Grenelle.)
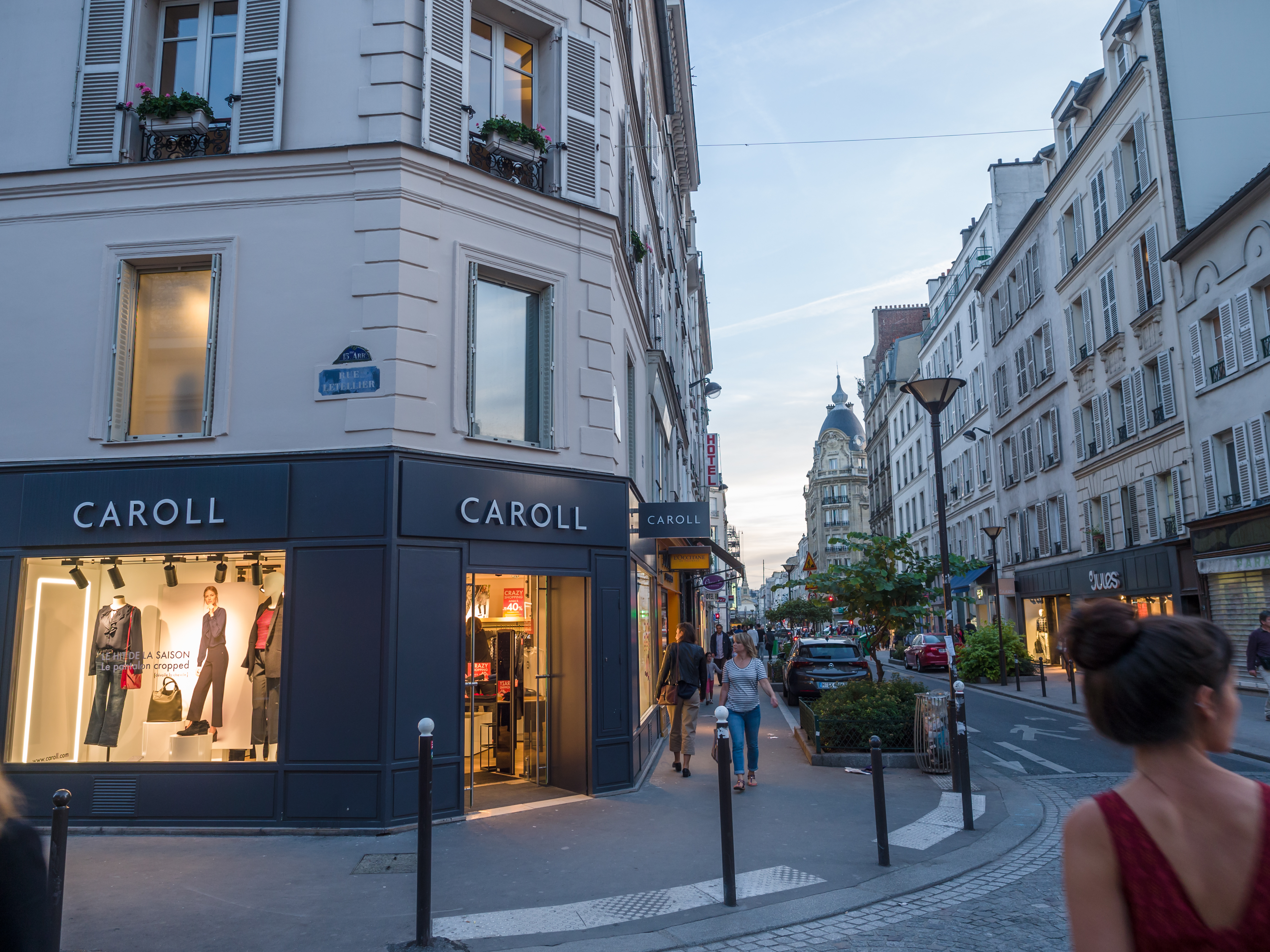
コメルス通り
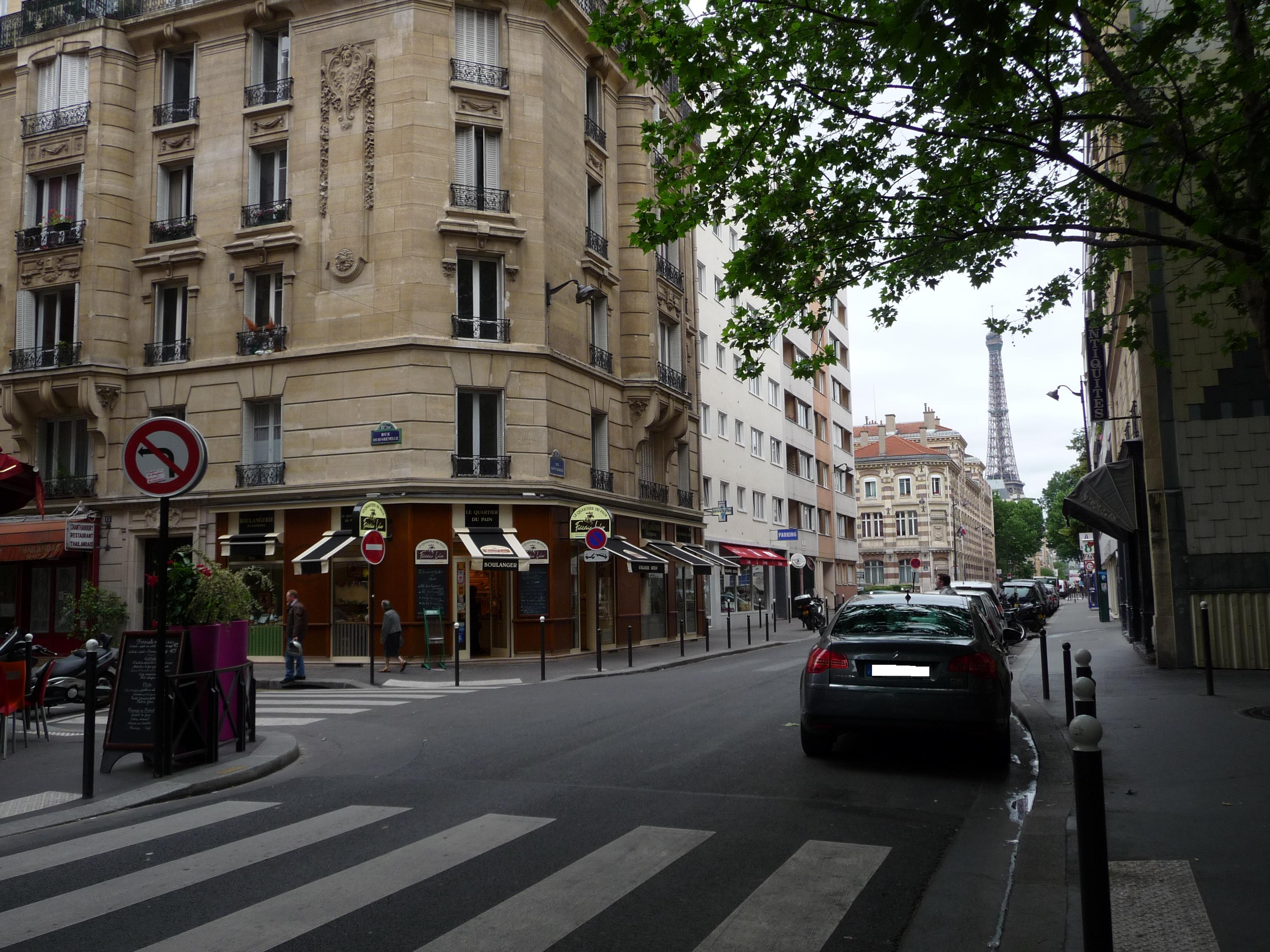
グルネル地区サン＝シャルル通りとボーグルネル通りとの交差点 (La rue Saint Charles au croisement de la rue Beaugrenelle.)
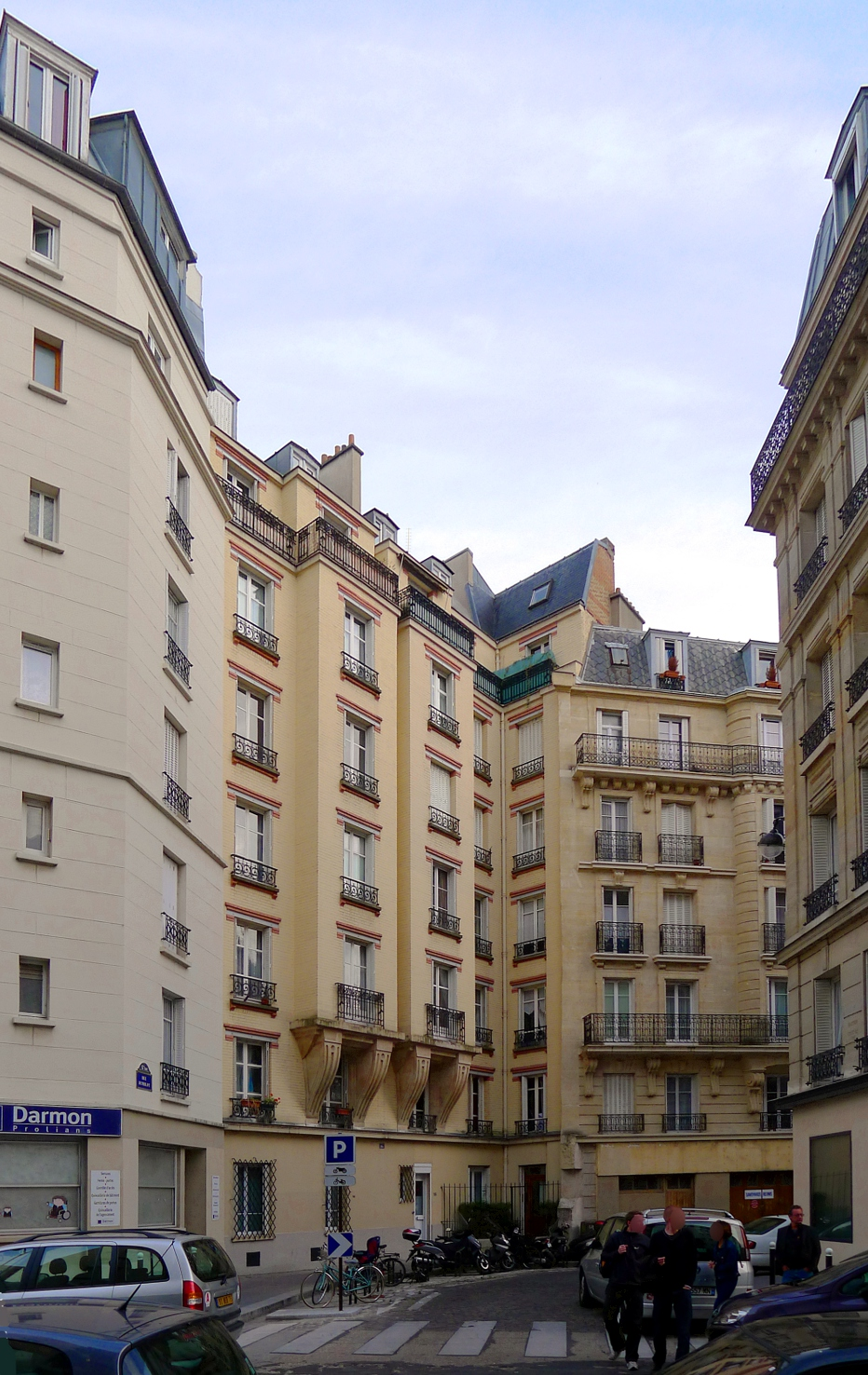
グルネル地区アンブロ通り (Rue Humblot)
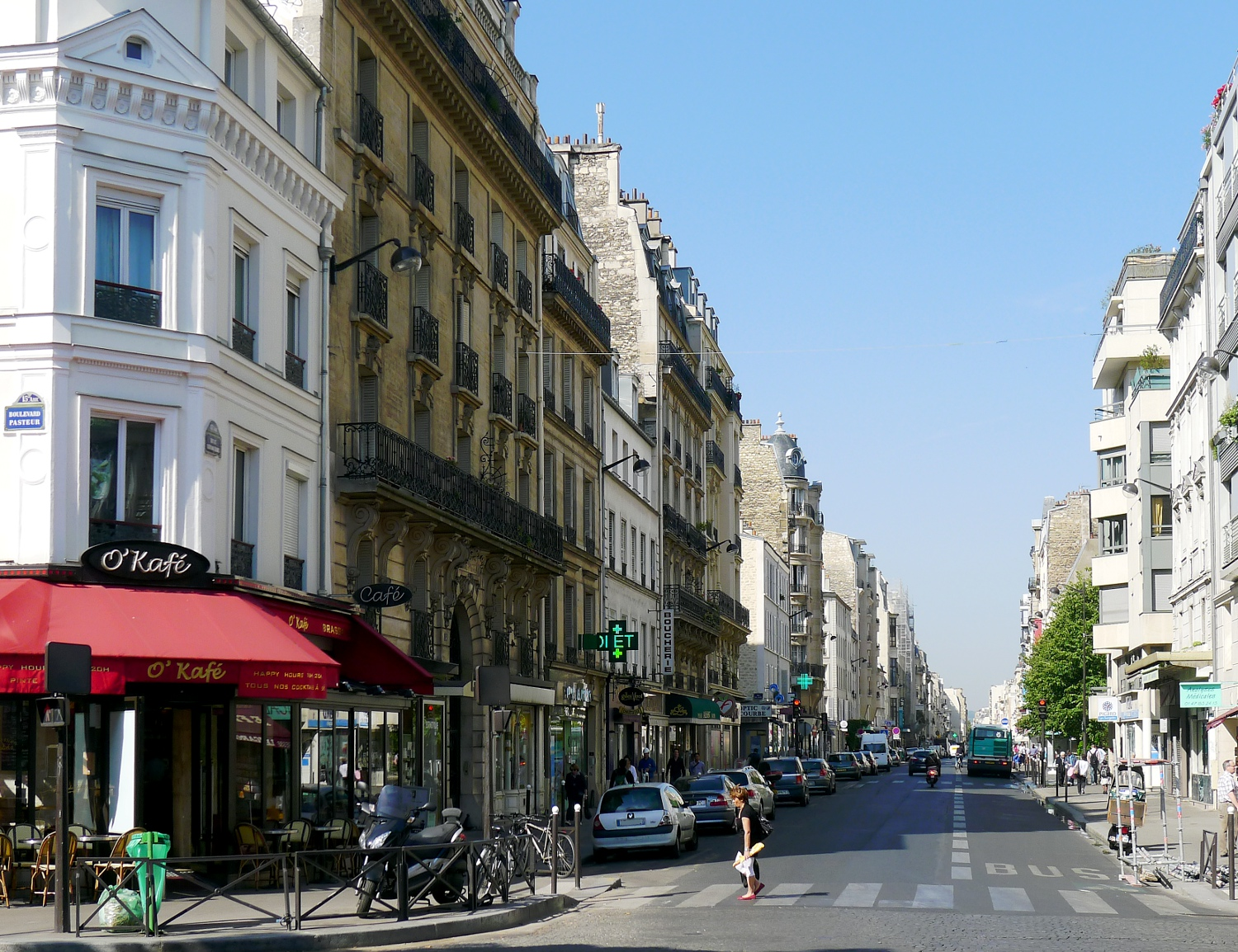
パストゥール大通り(ガリバルディ大通り)から見るルクールブ通りの左側1番地界隈 (La rue Lecourbe vue du boulevard Pasteur.)
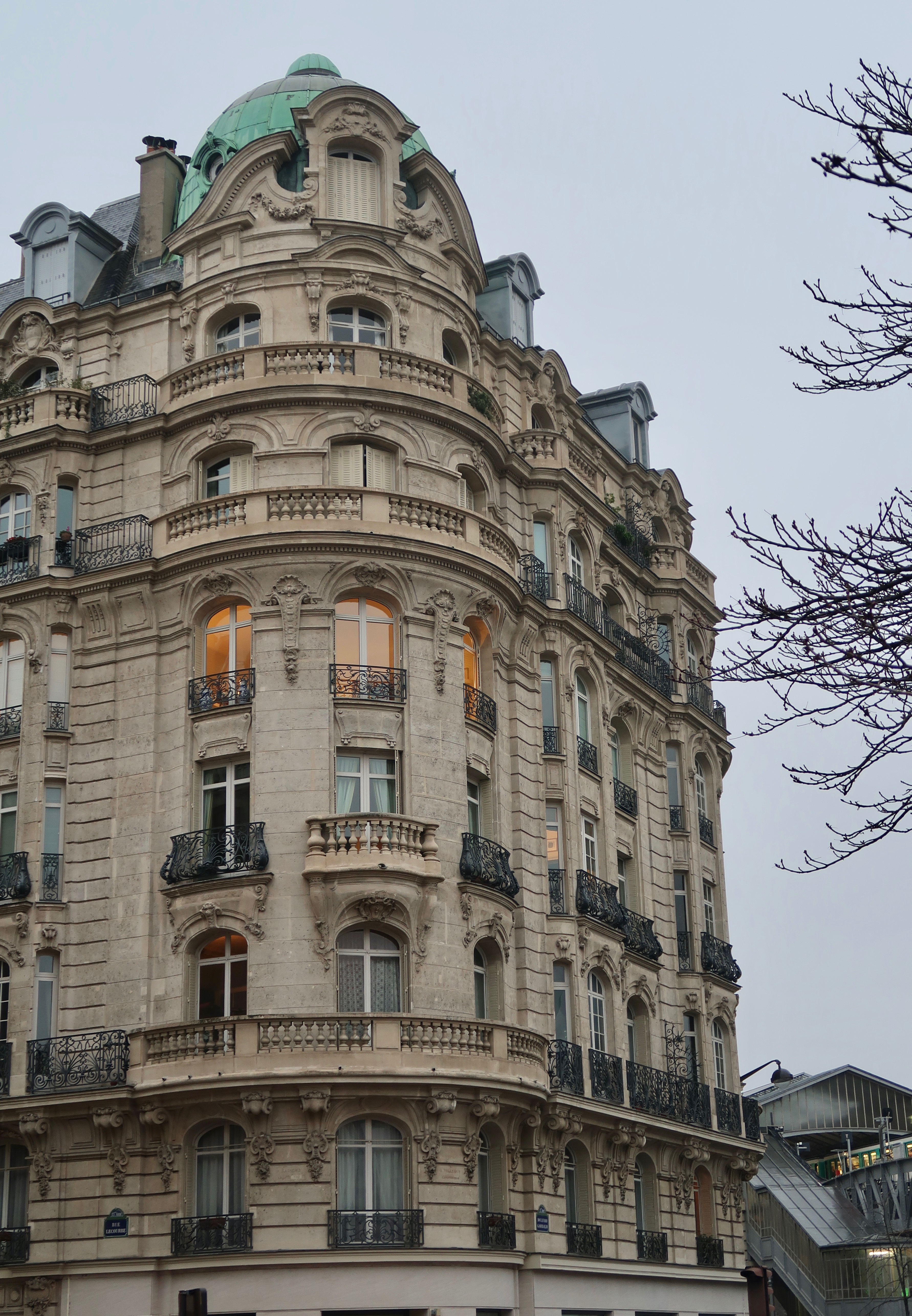
同パストゥール大通り(ガリバルディ大通り)の同地点から見るルクールブ通りの右側2番地界隈 (Immeuble au croisement de la rue Lecourbe et du boulevard Garibaldi.)
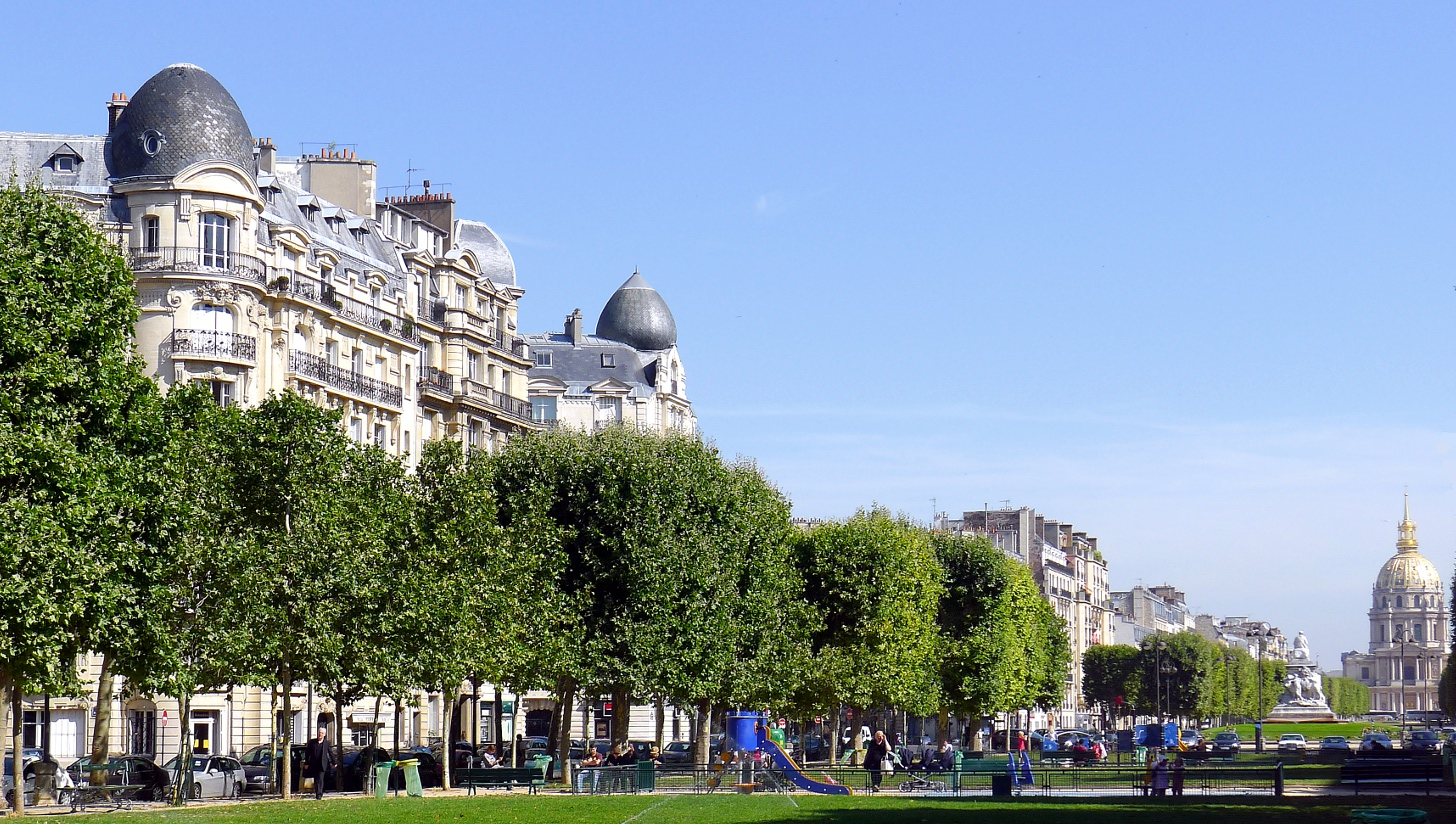
セーヴル通り, ルクールブ通り, ガリバルディ大通り, パストゥール大通り, ブルトゥイユ大通りが交差するアンリ＝キュイユ広場 (Place Henri-Queuille) からブルトゥイユ大通り, アンヴァリッド方向を見る
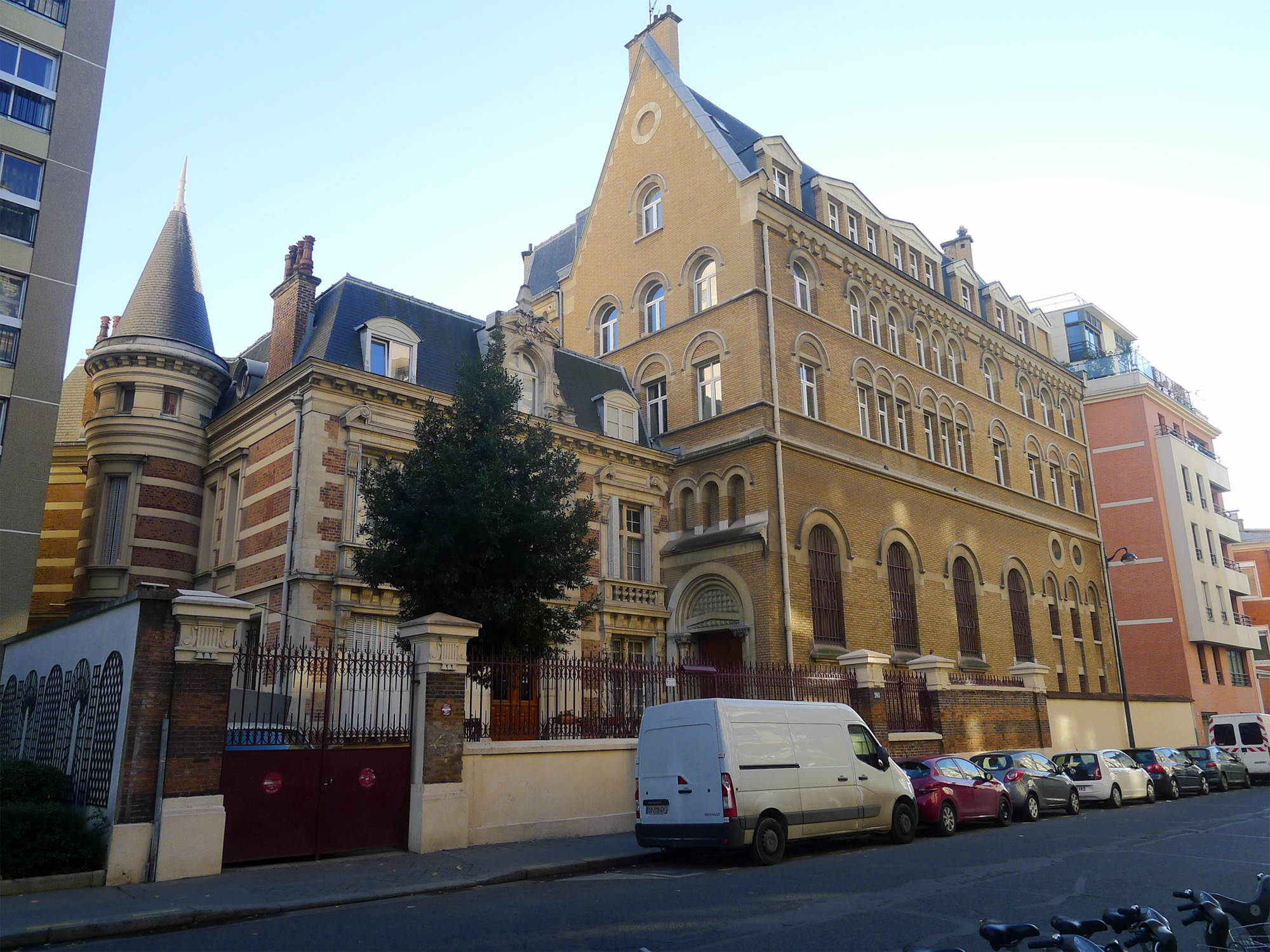
Rue Lecourbe (n°203)
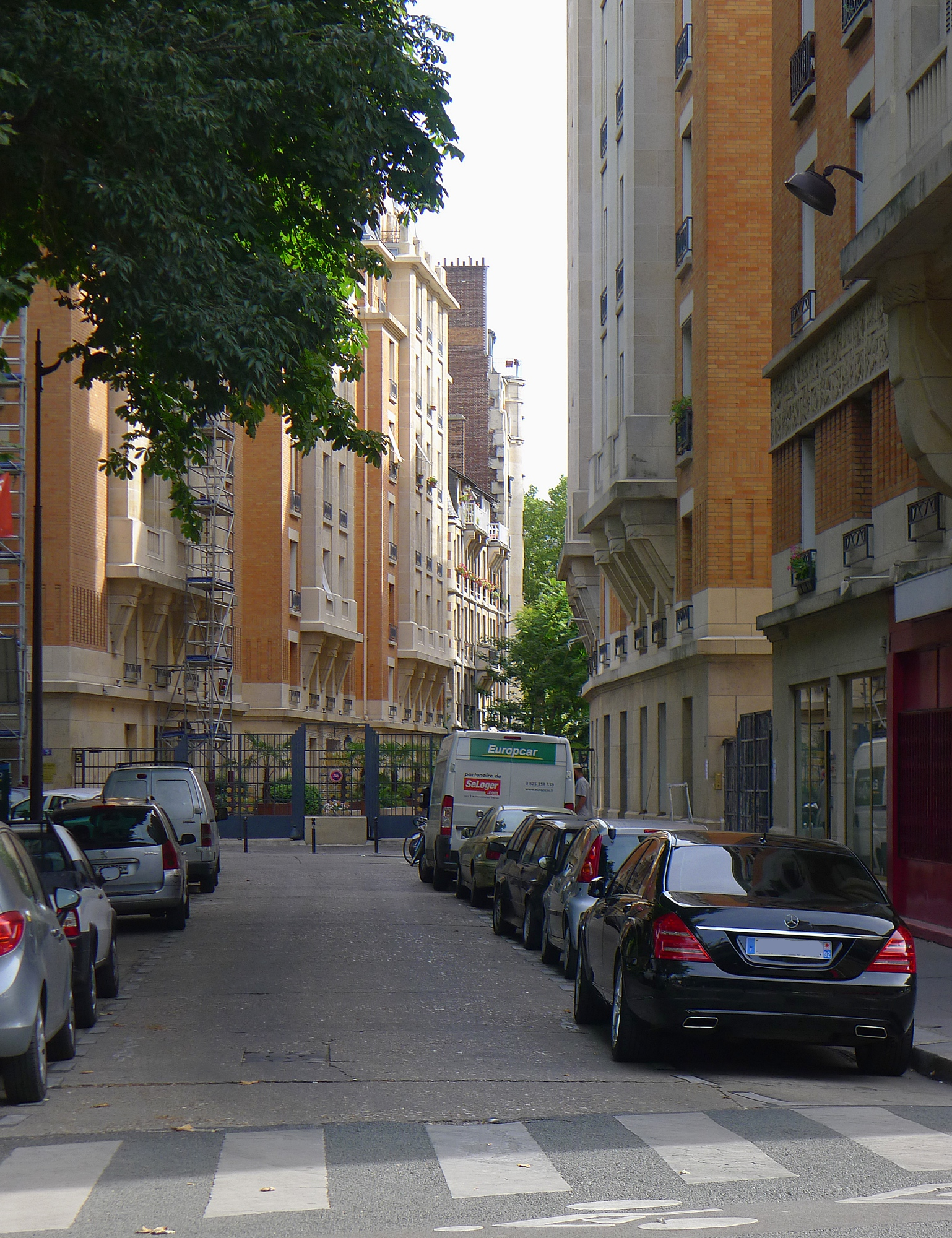
Rue Alexandre-Cabanel vue depuis le boulevard Garibaldi ; à gauche, le square Cambronne.
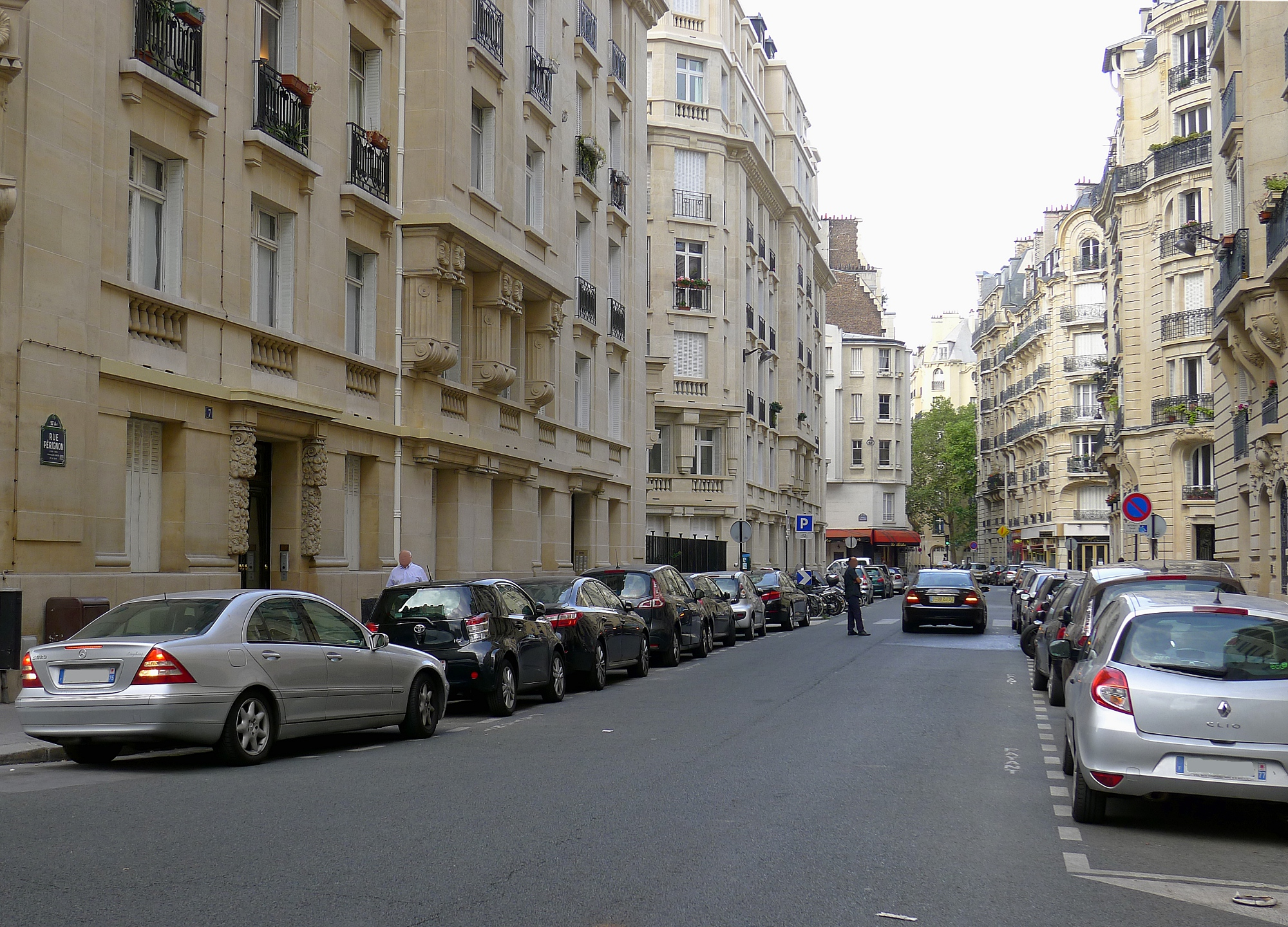
Rue Pérignon (区境を走るペリニョン通り、右手が7区、左手が15区)
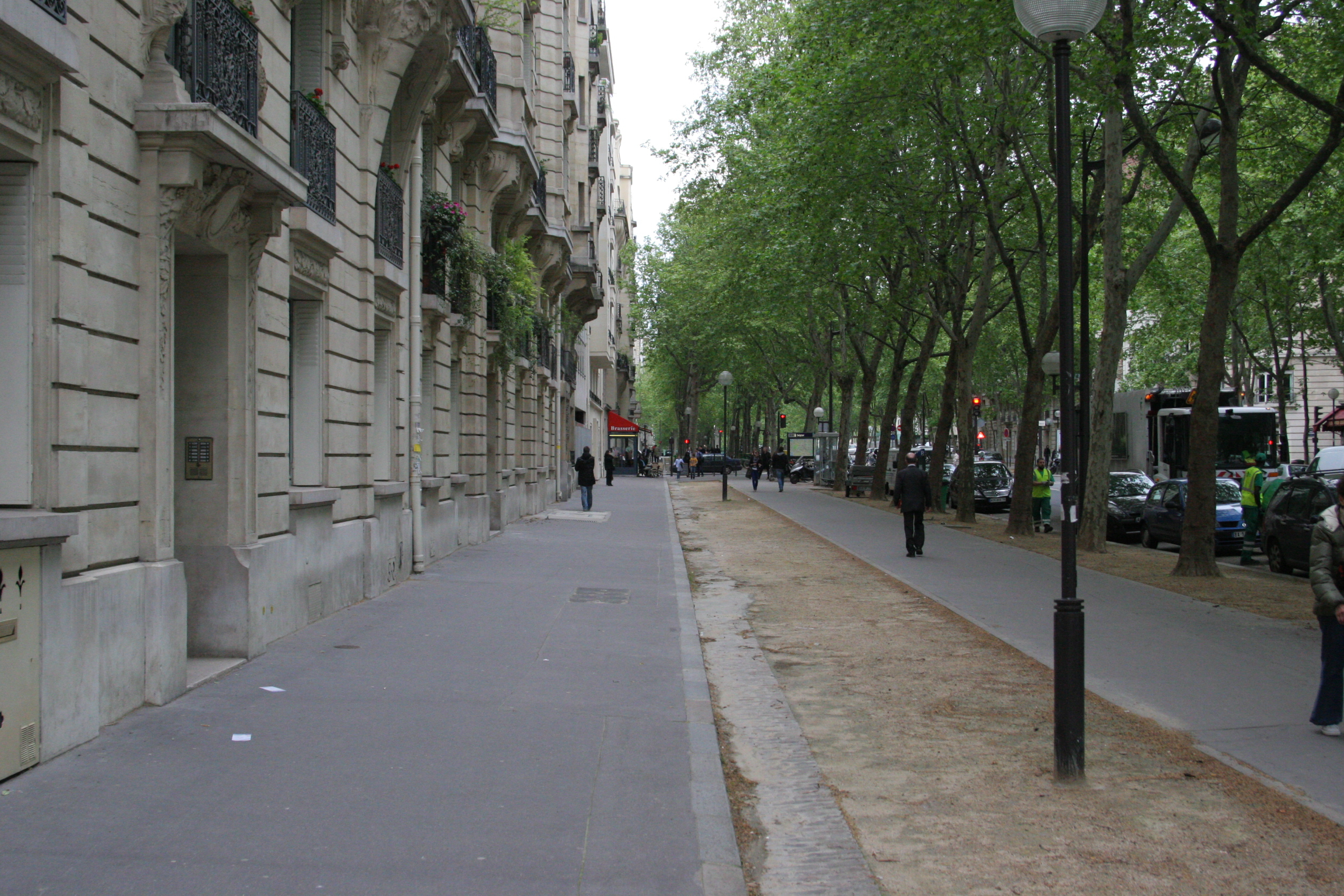
シャン＝ド＝マルス公園からガリバルディ大通り地上駅セーヴル＝ルクールブ駅界隈まで走るシュフラン大通り (Avenue de Suffren)
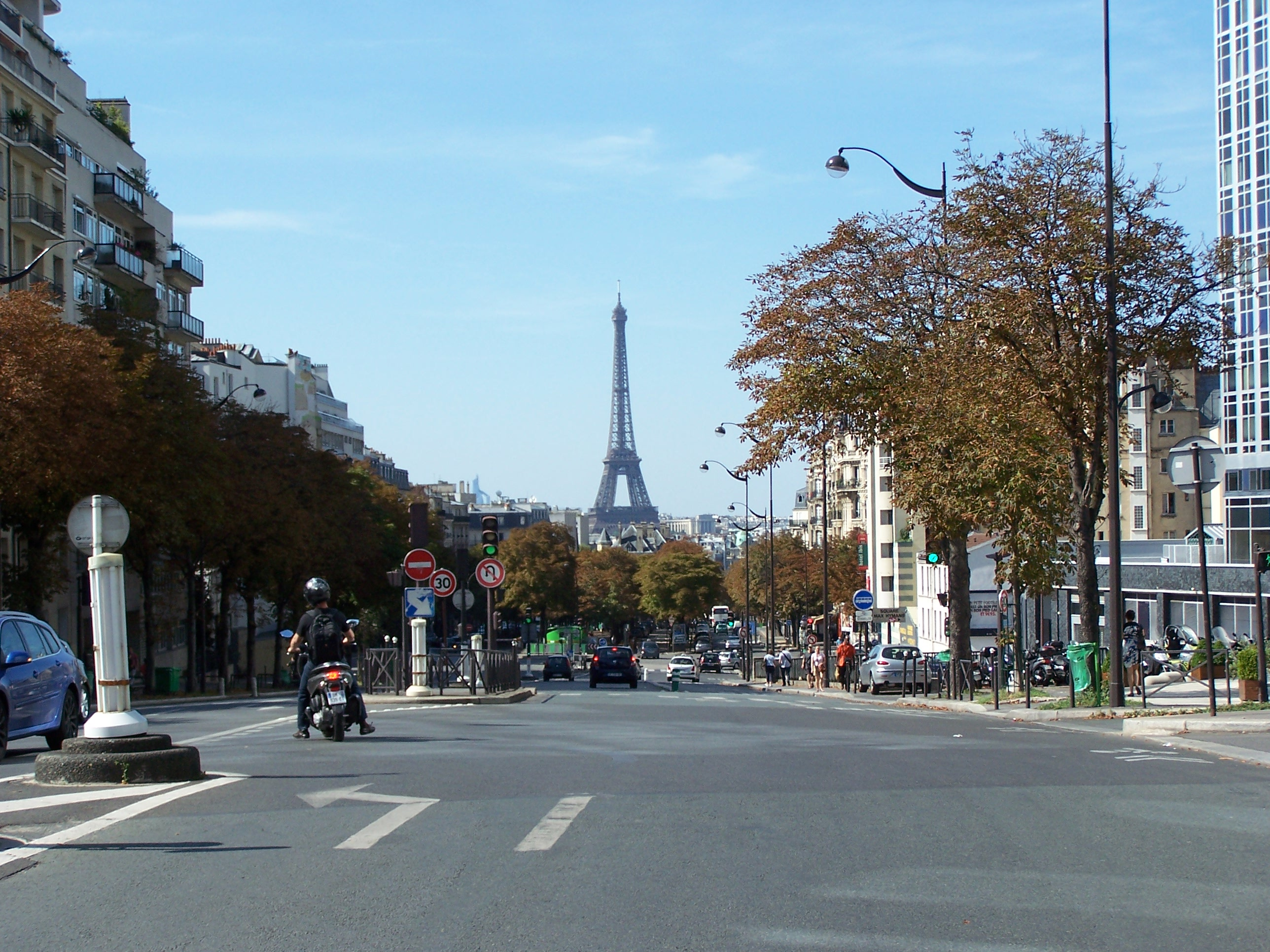
モンパルナス駅南側界隈から見るパストゥール大通り及びエッフェル塔 (Le boulevard Pasteur depuis sa portion sud près de la gare Montparnasse.)

- アリヴェ通り（Rue de l'Arrivée）
  - モンパルナス駅西側に沿って走る通り。文字通り"到着通り"。
- アルベール＝バルトロメ大通り（Avenue Albert-Bartholomé）
- エミール＝ゾラ大通り（Avenue Émile-Zola）
- ガリバルディ大通り（Boulevard Garibaldi）
  - 下記グルネル大通りが通り東側にあるカンブロンヌ広場を起点にガリバルディと名を変える。ユネスコの南側界隈を過ぎ、ネッケル病院西側界隈に至る。同病院西側界隈、7区内のアンヴァリッドから南側に伸びるブルトゥイユ大通りと、サン＝ジェルマン＝デ＝プレ界隈から伸びるセーヴル通りなどが交差するアンリ＝キュイユ広場 (Place Henri-Queuille) で、パストゥール大通りと名を変える。14区内に入ってモンパルナス駅南東至近カタローニュ広場まで伸びる。
- カンブロンヌ通り（Rue Cambronne）
- グルネル大通り（Boulevard de Grenelle）
  - 15区内北側を東西に走る。同大通り西側のセーヌ川16区側方面にある、メトロ ビラケム駅、ビラケム橋、パリ日本文化会館から、同大通り東側のメトロ カンブロンヌ駅があるカンブロンヌ広場まで結ぶ。途中、ポンディシェリ通りとグルネル大通りが東西に並走する、メトロ ラ・モット＝ピケ＝グルネル駅界隈交差点で、7区内のアンヴァリッドからシャン＝ド＝マルス公園経由で南北に伸びるラ・モット＝ピケ大通りが交差接続する。カンブロンヌ広場から東側では、ガリバルディ大通り、パストゥール大通りと名を変え、モンパルナス駅鉄道線路帯やアトランティック庭園を越えて14区内カタローニュ広場に至る。
- クロワ＝ニヴェール通り（Rue de la Croix-Nivert）
- ケ・アンドレ＝シトロエン通り（アンドレ＝シトロエン河岸通り, Quai André-Citroën）
  - 名称は、シトロエン創業者アンドレ・シトロエンから。
- ケ・ディッシー＝レ＝ムリノー通り（ディッシー＝レ＝ムリノー河岸通り, Quai d'Issy-les-Moulineaux）
  - 上記アンドレ＝シトロエン河岸通りと共に、グルネル橋から西側(南側)ミラボー橋を過ぎたセーヌ河岸パリ郊外方面へ走る通り。
- ケ・ド・グルネル通り（グルネル河岸通り, Quai de Grenelle）
  - ビラケム橋から西側(南側)グルネル橋まで走る。
- ケ・ブランリ通り（ブランリ河岸通り, Quai Branly）
  - セーヌ川16区対岸を7区内から伸びる。ビラケム橋から上記グルネル河岸通りと名を変えて西側(南側)のグルネル橋まで走る。
- コメルス通り（Rue du Commerce）
  - 7区内のアンヴァリッドから南に伸びる下記ラ・モット＝ピケ大通りを引き継ぎ、上記グルネル大通りに差し掛かるラ・モット＝ピケ＝グルネル駅界隈交差点を起点に15区内を南側へ走る通り。Zara、H&M、マージュ (Maje) などのブティック、カフェ、ブーランジュリー、スーパーならモノプリ (Monoprix) などが並ぶ。また、同駅界隈では近年韓国系店舗が増えている。水日曜朝にはグルネルのマルシェがグルネル大通り高架下やラ・モット＝ピケ大通り界隈で開かれる。
- コンヴァンシオン通り（Rue de la Convention）
- サン＝シャルル通り（Rue Saint-Charles）
- ジェネラル＝マルシャル＝ヴァラン大通り（Boulevard du Général-Martial-Valin） 
  - ブルヴァール・ルフェーヴルやブルヴァール・ヴィクトールと共に"ブールヴァール・デ・マレショー"を構成する。
- シュフラン大通り（Avenue de Suffren）
  - 7区シャン＝ド＝マルス公園の西側に沿って走り、15区のガリバルディ大通りメトロ地上駅 セーヴル＝ルクールブ駅界隈まで続く通り。
- セーヴル通り（Rue de Sèvres）
  - 7区、6区のサン＝ジェルマン＝デ＝プレ界隈から、セーヴル＝バビロヌ駅界隈を過ぎた南西15区内へ続く通り。上記のようにブルトゥイユ大通り、ガリバルディ大通り、パストゥール大通り、ルクールブ通りなどと交わるアンリ＝キュイユ広場 (Place Henri-Queuille) を起点に、ルクールブ通りと名を変え15区内へ続く通り。
- テアトル通り（Rue du Théâtre）
- デパール通り（Rue du Départ）
  - モンパルナス駅東側に沿って走る通り。文字通り"出発通り"。14区内モンパルナス墓地北側まで伸びてゆく。
- パストゥール大通り（Boulevard Pasteur）
  - 上記ガリバルディ大通りから続き、モンパルナス駅南側至近14区内カタローニュ広場まで走る。
- バラール通り（Rue Balard）
- ヴイエ通り（Rue de Vouillé）
- ヴィクトール大通り（Boulevard Victor）
- フェリックス＝フォール大通り（Avenue Félix-Faure）
- ブランシオン通り（Rue Brancion）
- フレミクール通り（Rue Frémicourt）
- ヴォージラール大通り（Boulevard de Vaugirard）
- ヴォージラール通り（Rue de Vaugirard）
  - 5区と6区との境界線上を南北に走るサンミッシェル大通り (Boulevard Saint-Michel) から6区内を左斜め下に走り、15区内ルフェーヴル大通り (Boulevard Lefebvre) に至る全長4360メートルの、パリを走る通りの中で最も長い通りの一つになる (Liste des voies parisiennes par longueur 参照)。
- メーヌ大通り（Avenue du Maine）
  - 15区に属するモンパルナス駅西側からアレジア通りなどが交わる14区内南部中央ヴィクトーレ＝エレーヌ＝バシュ広場 (Place Victor-et-Hélène-Basch) まで14区内を右斜め下に伸びてゆく通り。
- モンパルナス大通り（Boulevard du Montparnasse）
  - モンパルナス駅界隈から西側が15区にかかるが、主に14区と6区との境界線上を東西に走る通り。
- ラ・モット＝ピケ大通り（Avenue de La Motte-Picquet）
  - 上記グルネル大通り及びコメルス通りを参照。7区内アンヴァリッドから15区内北側を東西に走るグルネル大通りまで走る通り。
- リノワ通り（Rue Linois）
- ルクールブ通り（Rue Lecourbe）
  - 区内中央を左斜め下に走る。7区アンヴァリッドから南に伸びるブルトゥイユ大通りの他、ガリバルディ、パストゥール各大通り、セーヴル、ルクールブ各通りなどが交わるアンリ＝クイユ広場 (Place Henri-Queuille) を起点に、上記セーヴル通りからルクールブと名を変え15区内へ続く通り。パリ市境を走る"ブールヴァール・デ・マレショー"の上記ヴィクトール大通りまで走る。15区役所、サン＝ランベール公園、ヴォージラール墓地界隈を走る。
- ルフェーヴル大通り（Boulevard Lefebvre）
- ルールメル通り（Rue de Lourmel）

### 橋梁

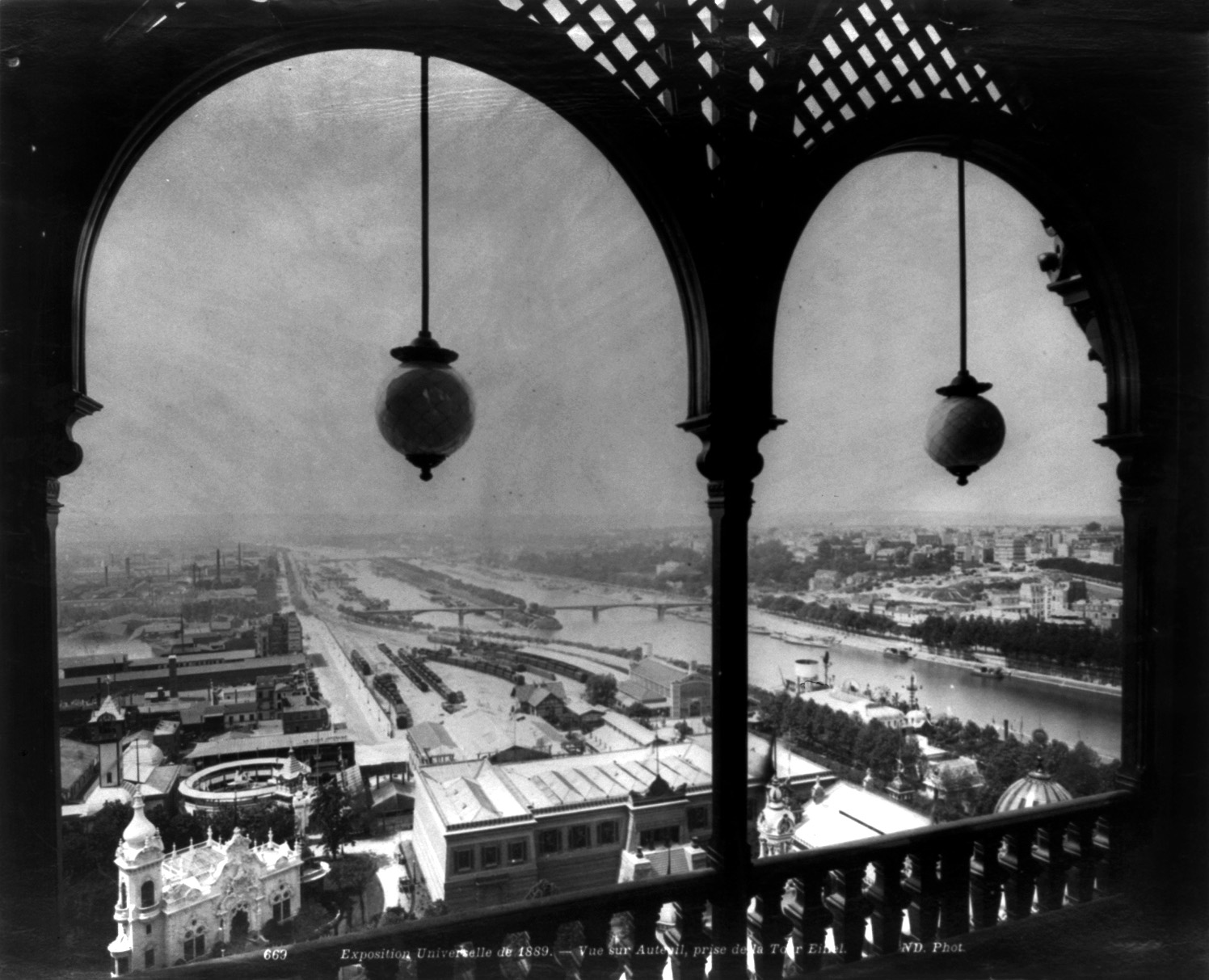
1889年パリ万博時のエッフェル塔から見た白鳥の島 (L'île aux Cygnes vue de la tour Eiffel lors de l'exposition universelle de 1889.)
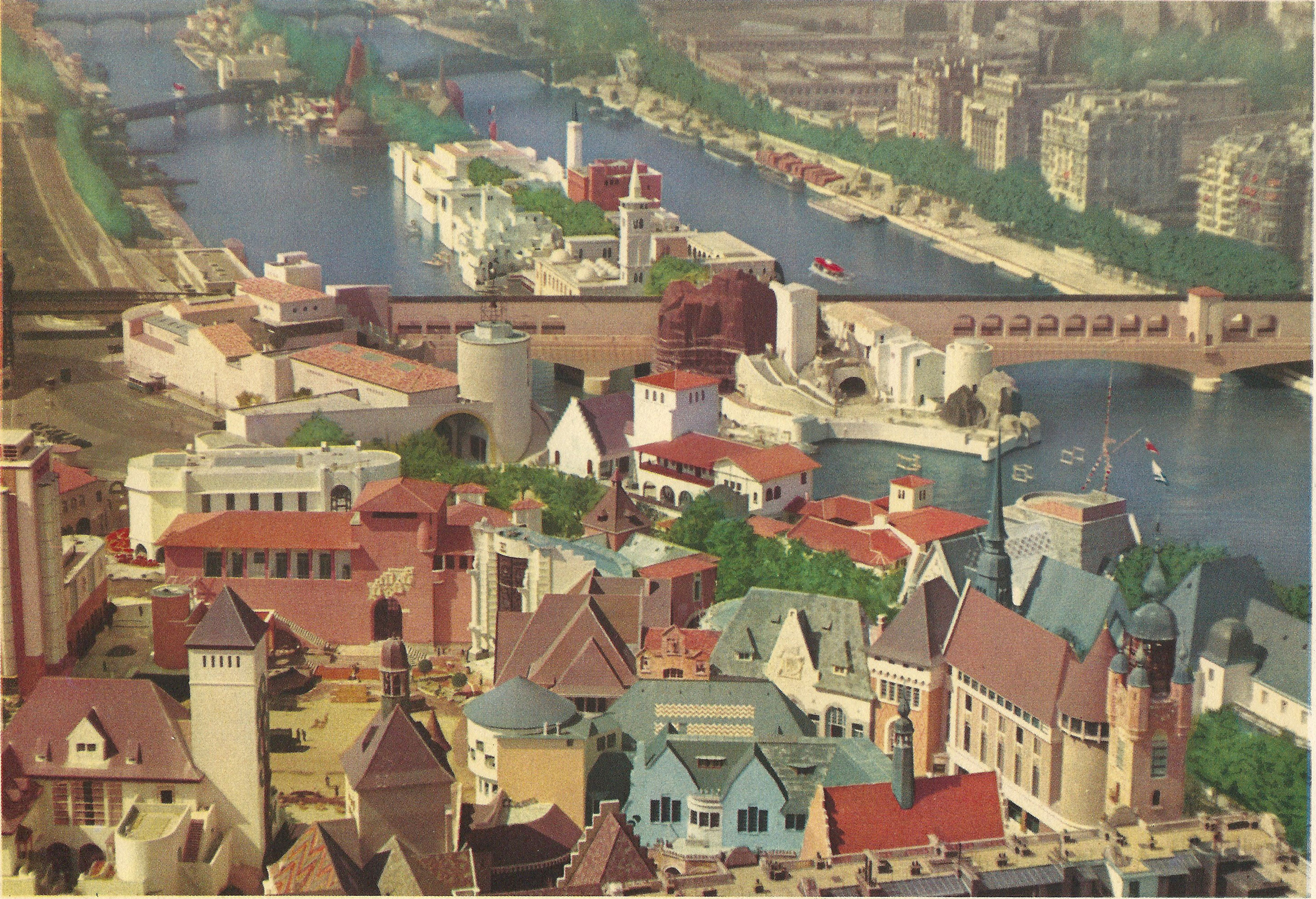
1937年パリ万博時のフォトリソグラフィ
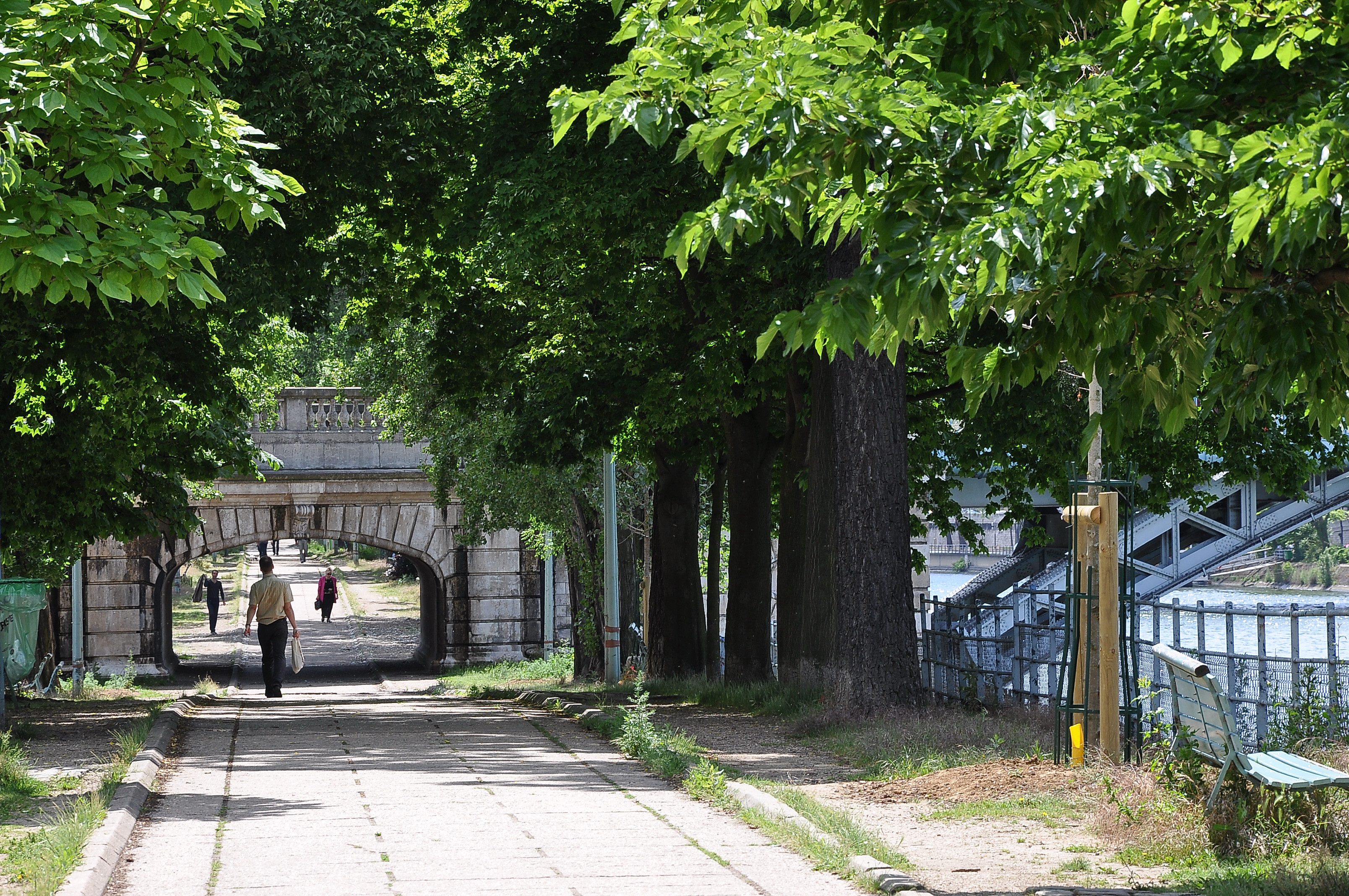
白鳥の小径 (Allée des Cygnes sur Île aux Cygnes dans le 15e arrondissement de Paris)
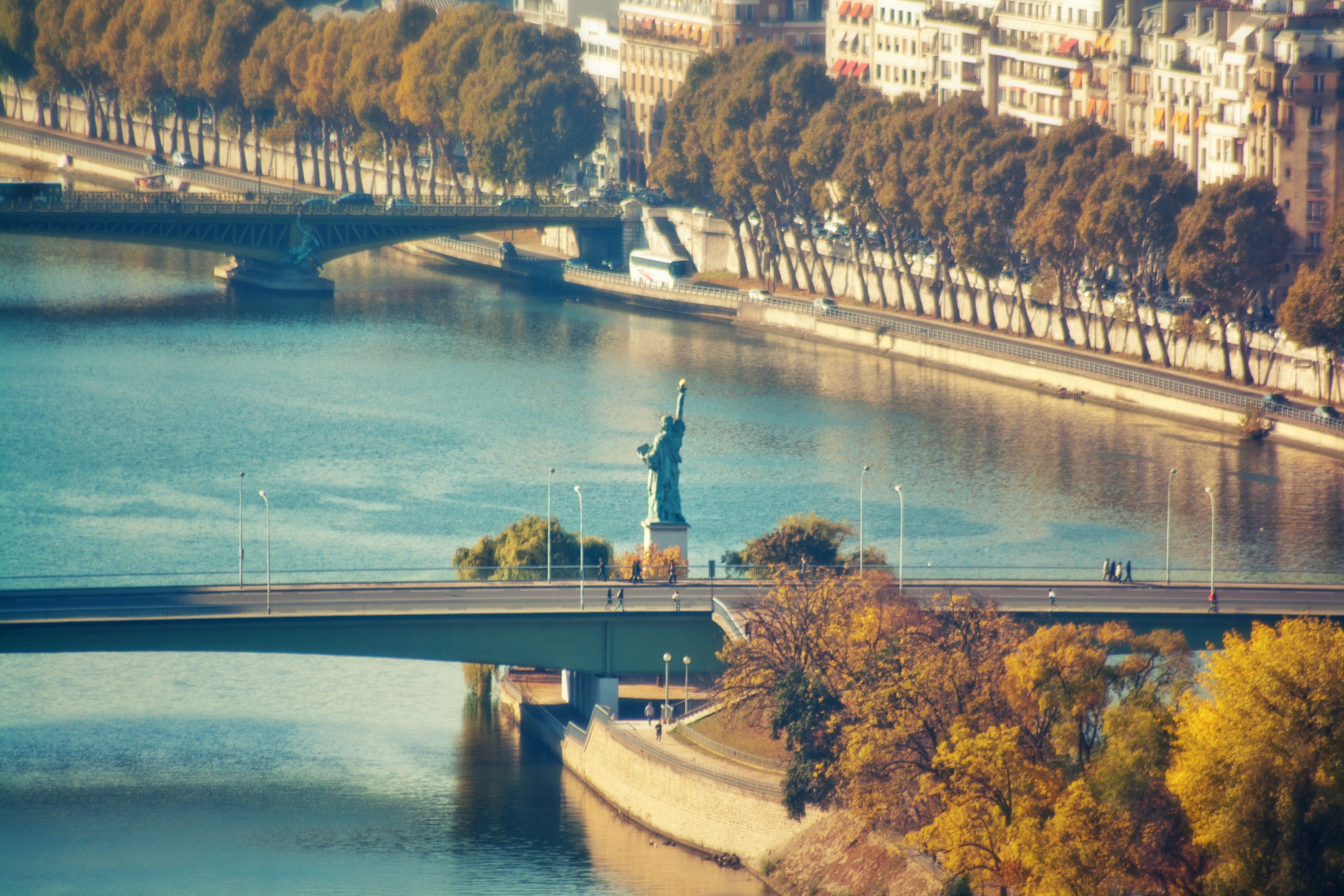
グルネル橋と自由の女神像, 2011年 (Le pont de Grenelle et la statue de la Liberté, en 2011.)
フロン＝ド＝セーヌ, グルネル橋,  自由の女神像
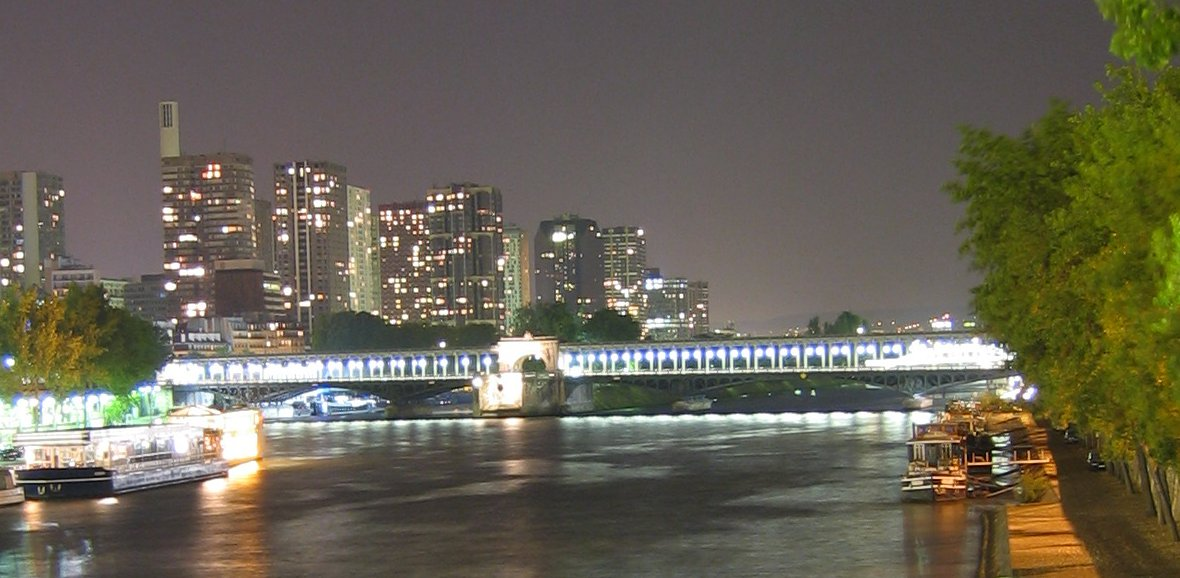
対岸16区ドゥビイ河岸港から見る夜のビラケム橋とフロン＝ド＝セーヌ (Vue de nuit du Pont de Bir-Hakeim et du Front-de-Seine, depuis le port Debilly.)
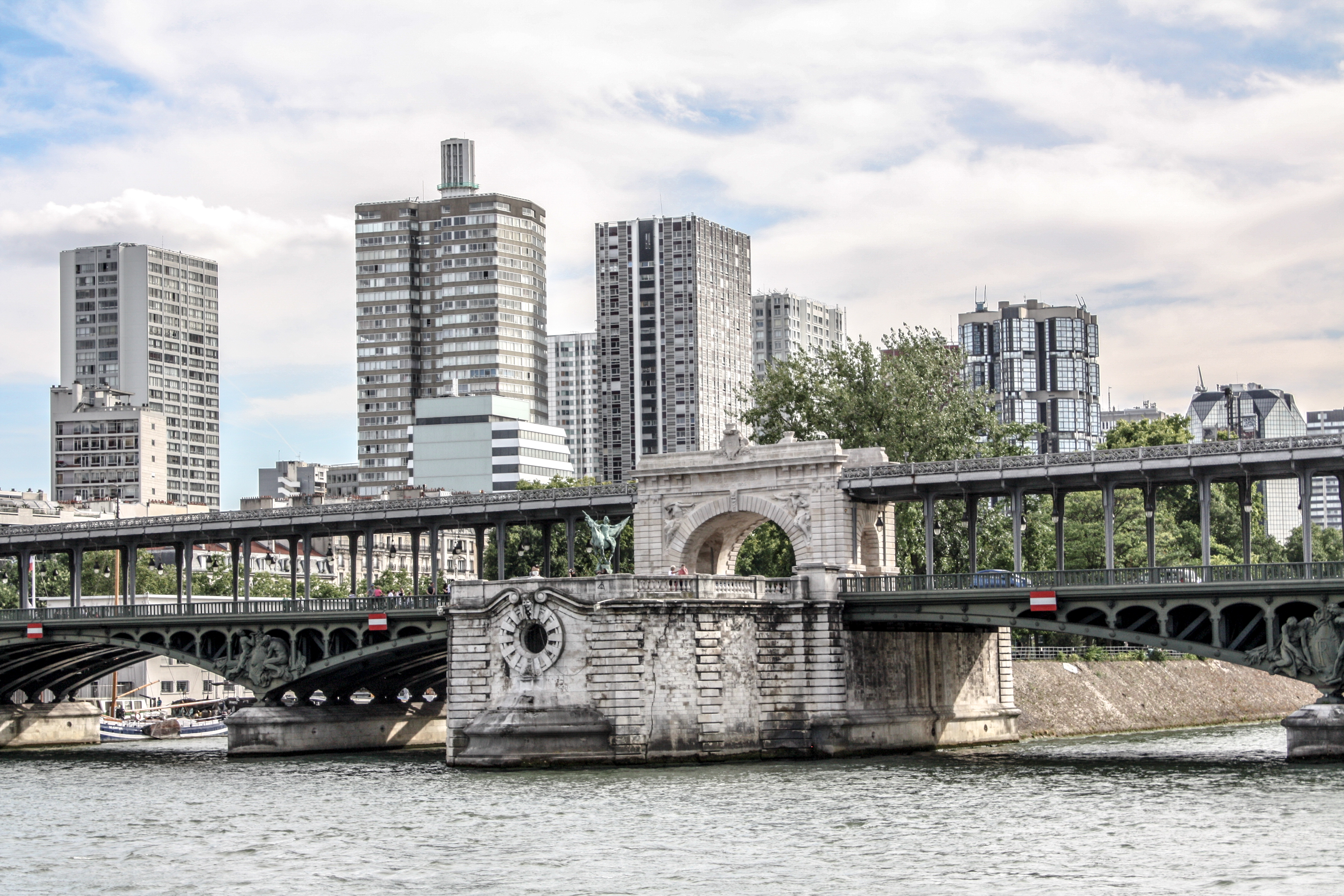
ビラケム橋とフロン＝ド＝セーヌ
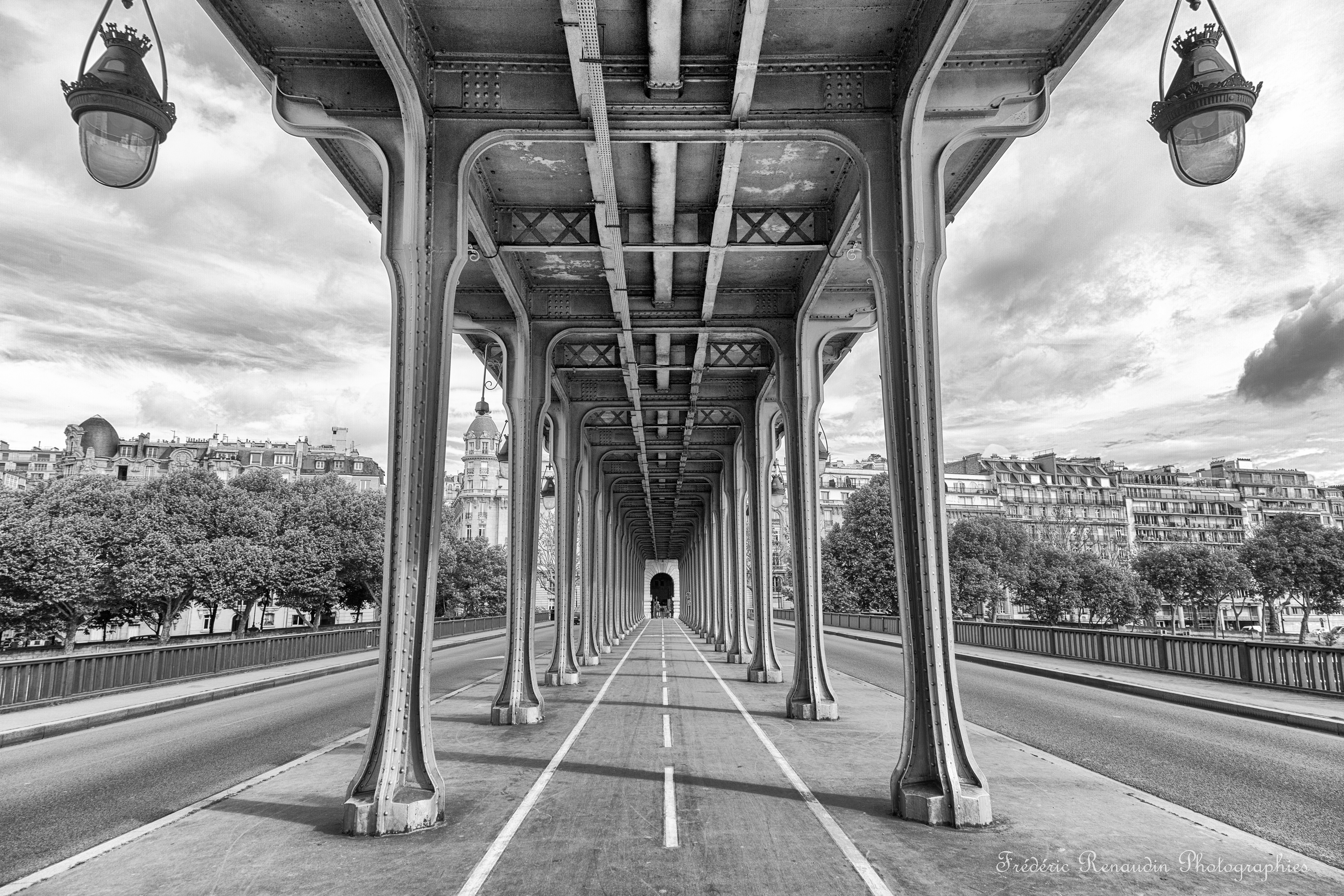
ビラケム橋, 15区側から16区方向の眺め
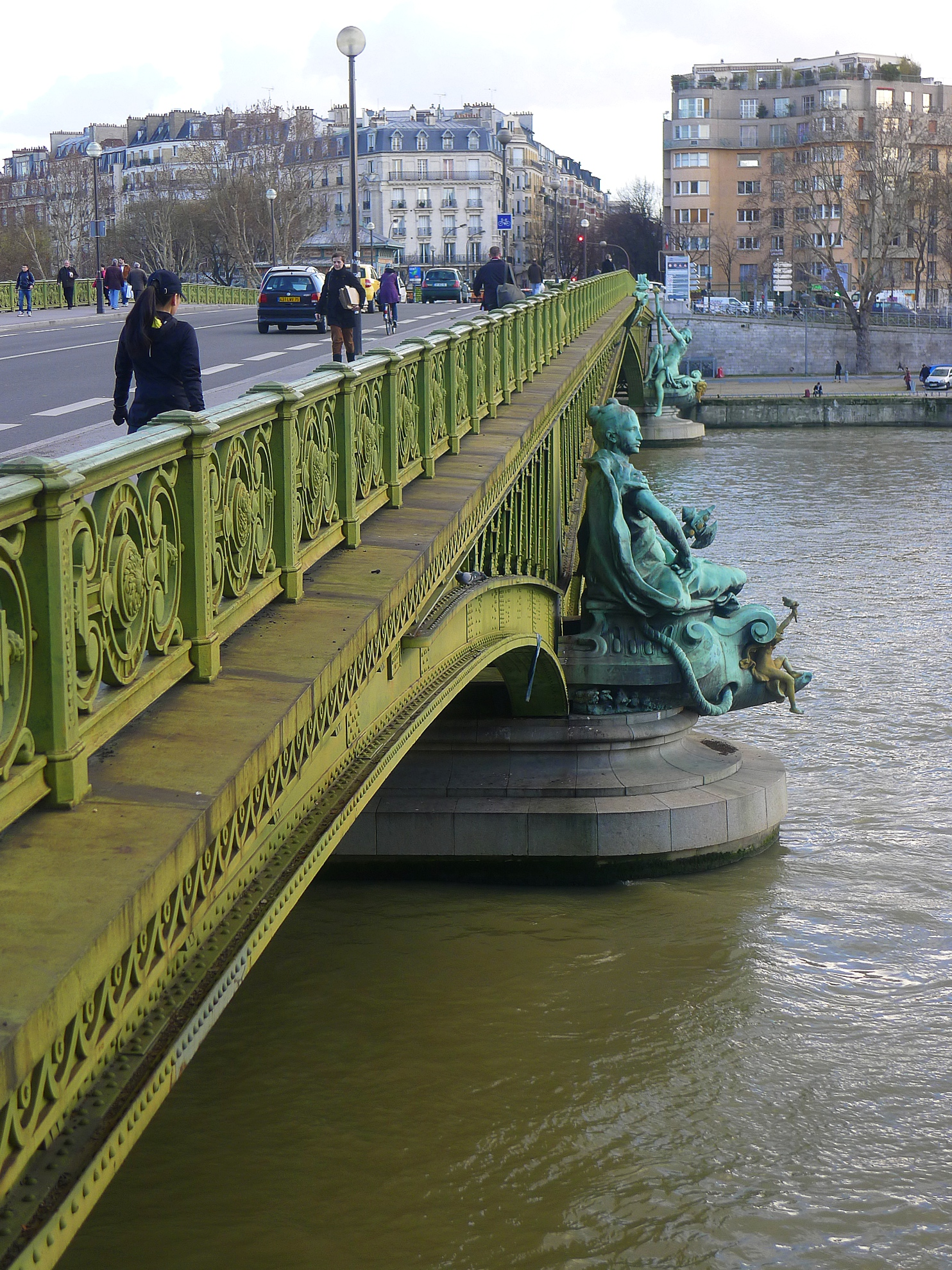
ミラボー橋
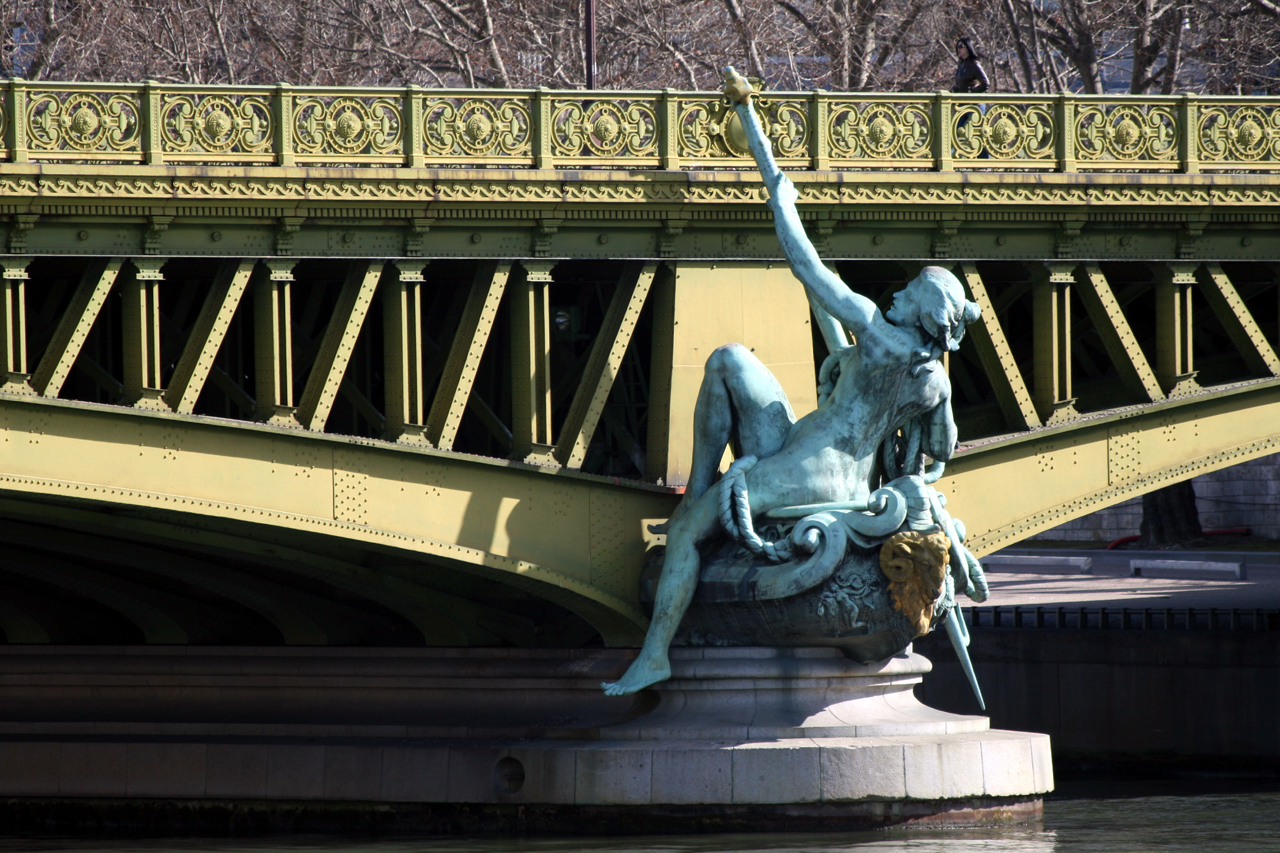
ミラボー橋の装飾 (Pont Mirabeau, détail)
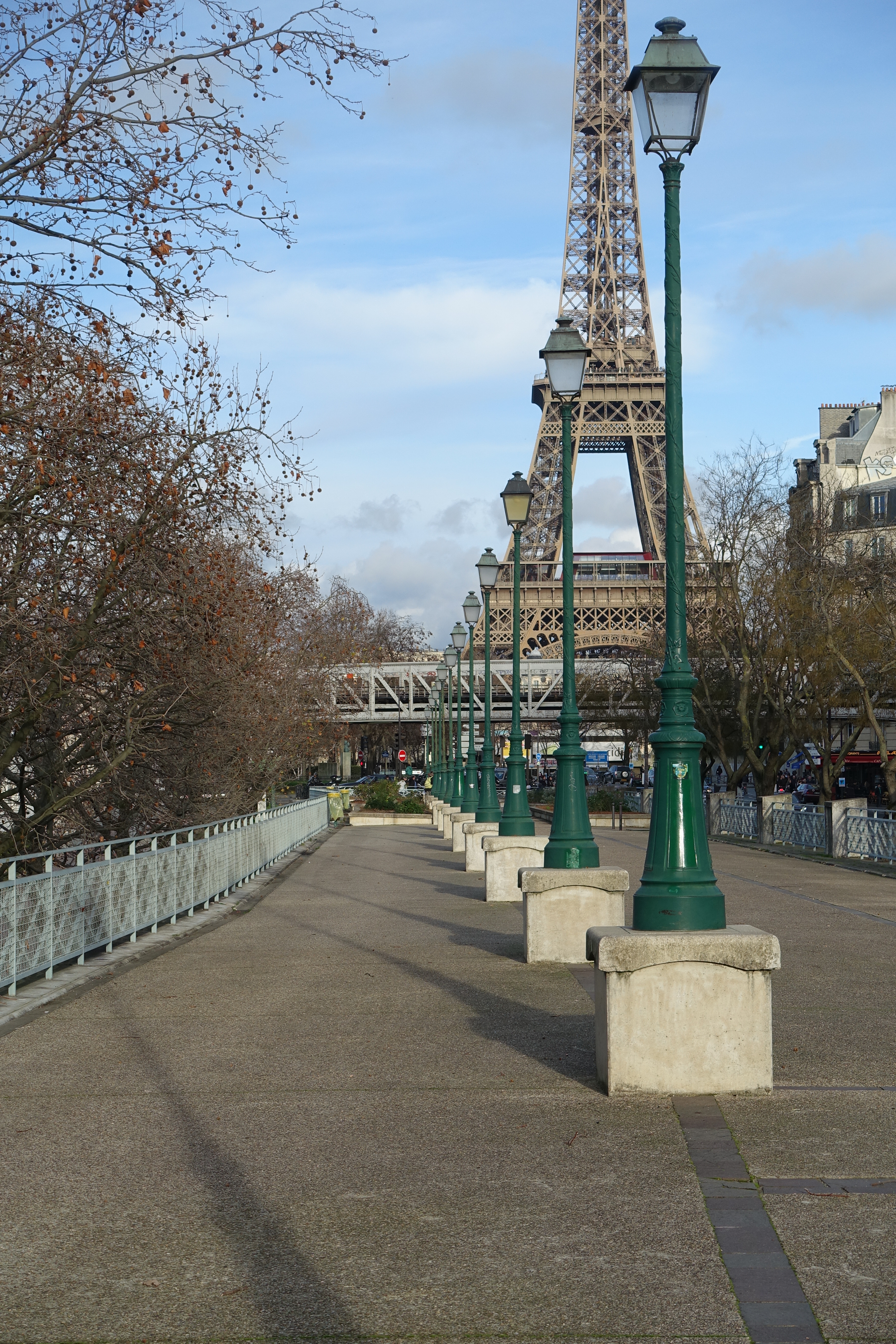
グルネル河岸遊歩道 (プロムナード)
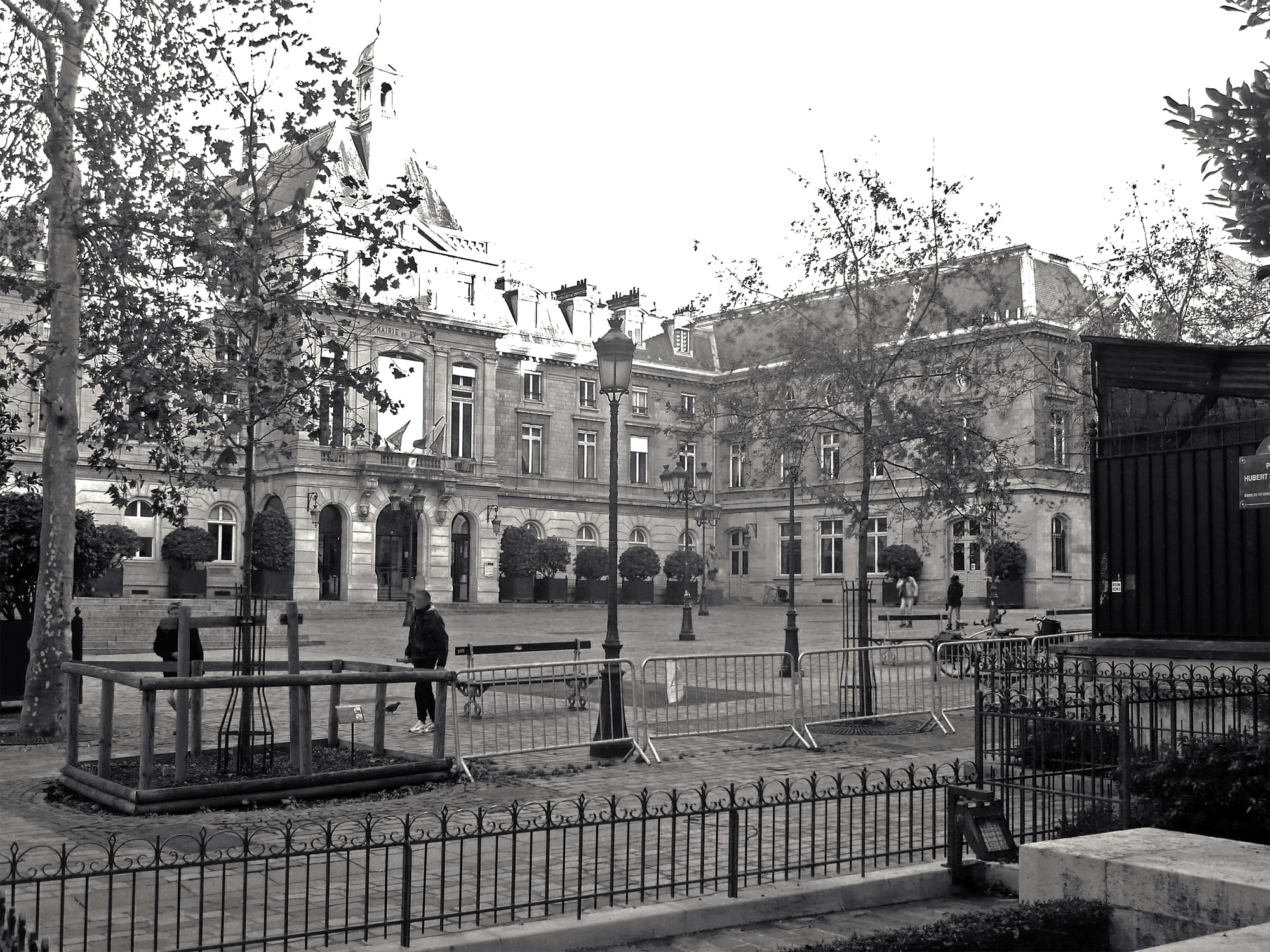
区内中央サン＝ランベール地区ユベール＝モンマルシェ広場と15区役所 (Place Hubert-Monmarché (mairie) - Paris XV

セーヌ川に架かる区内の橋は、次のとおりである（上流順、つまり東西順に列挙）。
- ビラケム橋（Pont de Bir-Hakeim）
  - 白鳥の島を挟んでセーヌ川両岸15区と16区とを結ぶ。メトロ6号線の鉄道橋を兼ねている。
- ルエル橋（Pont Rouelle）
  - RER C線の鉄道橋。
- グルネル橋（Pont de Grenelle）
  - 白鳥の島を挟んでセーヌ川両岸を結ぶ。
- ミラボー橋（Pont Mirabeau）
- ガリリアーノ橋（Pont du Garigliano）
  - 畔界隈にはフランス・テレビジョンがある。
- アヴァル橋（Pont Aval）
  - ペリフェリックの橋。セーヌ川に架かるパリ市内の橋では最も下流に位置する。

### 広場・交差点
パリの「広場 (プラス, Place)」は、しばしば2以上の道路が交差する場所に位置し、中心の「島」を道路が周回するロータリー状の交差点となっている場合が多い。中心の「島」部分は、オベリスクや緑地等に利用されている場合もあり、凱旋門があるシャルル・ド・ゴール広場は世界的に有名である。15区の広場や交差点には、次のようなものがある。
- アルレー広場（Place d'Alleray）
- カンブロンヌ広場（Place Cambronne）
- 京都広場（プラス・ド・キョート、Place de Kyoto）
  - メトロ ビラケム駅が最寄りとなる。
- シャルル＝ヴァラン広場（Place Charles-Vallin）
- シャルル＝ミッシェル広場（Place Charles-Michels）
- 1940年6月18日広場（プラス・デュ・ディズュイ＝ジュワン＝ミル・ヌフサン・キャラント, Place du 18-Juin-1940）
  - 6区、14区、15区の境界に位置するモンパルナス駅前広場。
- バラール広場（Place Balard）
- ファルギエール広場（Place Falguière）
- ブルトゥイユ広場（Place de Breteuil）
  - 7区と15区の境界に位置している。
- ユベール＝モンマルシェ広場（Place Hubert-Monmarché）
  - 区内ほぼ中央、ルクールブ通り（Rue Lecourbe）沿いにある。戦争犠牲者のモニュメントと第15区役所がある。西側界隈にサン＝ランベール公園（square Saint-Lambert）がある。
- レオン＝ポール＝ファルグ広場（Place Léon-Paul-Fargue）
  - 6区、7区、15区の境界に位置している。
- ロン・ポワン・サン＝シャルル（Rond-point Saint-Charles）
  - 14区西部にあるロン・ポワン (円形広場)。
- ロン・ポワン・デュ・ポン＝ミラボー（Rond-point du Pont-Mirabeau）
  - ミラボー橋のたもとにあるロン・ポワン (円形広場)。

## 姉妹都市・提携都市
- 港区 2025年、国際友好都市提携を締結

## 著名な出身者

### 政治
- ナタリー・コシュースコ＝モリゼ （政治家）

### 芸能
- サラ・ベルナール（舞台女優、アールヌーヴォー） - 公的出生地
- ピエール・バルー（音楽家、俳優） - 出生
- ブリジット・バルドー（女優） - 出生
- マリー・デュボア（フランス語版）（女優） - 出生。2014年に亡くなりヴィル＝ダヴレー墓地に埋葬。
- リュック・ベッソン（映画監督） - 出生

## 著名な居住者

### 政治
- ヴァンサン・オリオール （元大統領）
- フランソワ・オランド（元大統領）
- モーリス・トレーズ（フランス共和国臨時政府元副首相、フランス共産党書記長）
- ポル・ポト (カンボジア民主カンプチア首相)
- アンヌ・イダルゴ（現パリ市長）

### 学者
- アンセルム・ペイアン（化学者） - ヴィオレ通り（フランス語版）75-77番地に居住
- ヴァルター・ベンヤミン（哲学者）
- ミシェル・フーコー（哲学者） - グルネル地区ドクトゥー＝フィンレ通り (Rue du Docteur-Finlay) 13番地に、1961 - 1970年の間に居住[8]

### 文化
- シモーヌ・ヴェイユ（哲学者）
- サミュエル・ベケット（作家、詩人）
- ジョルジュ・ベルナノス（作家、思想家）
- レオン・ブロワ（小説家）
- ブレーズ・サンドラール（小説家、詩人）
- ヘンリー・ミラー（小説家）
- ウラジーミル・ナボコフ（小説家、『ロリータ』）
- ニコラ・ナボコフ（音楽家、ウラジーミルの従兄弟）
- ジェルマン・ヌーボー（詩人）
- ジャック・プレヴェール（童話作家、詩人、脚本家）
- レーモン・クノー（小説家）
- ヴィクトル・セルジュ（作家、アナーキスト・ロシア共産党員）
- マリーナ・ツヴェターエワ（詩人、作家）
- パウル・ツェラン（詩人）
- ポール・ゴーギャン（画家） - ルクールブ通り (Rue Lecourbe) 257番地に居住[9]
- ジャック・エロルド（画家、シュルレアリスム）
- ヘンリー・ゴーサー・ビラーズ（作家）
- ルネ・クルヴェル（詩人）
- マックス・ジャコブ（詩人）
- バンジャマン・ペレ（詩人、シュルレアリスム）
- アーサー・ケストラー（作家、『第13支族』）
- ジョルジュ・エナン（エジプト人詩人、シュルレアリスム）
- ロベール・デスノス（ラジオ放送作家、詩人、シュルレアリスム）
- ミシェル・ウエルベック（小説家、詩人）
- アルマン・ガッティ（作家、ジャーナリスト）
- ジャンヌ・シャンピオン（イラストレーター、画家）
- ヴァレリー・トリールヴァイレール（ジャーナリスト、オランド元大統領のパートナー）
- クロード・アヴリーヌ（作家） - 1950年代から亡くなる1992年までサン・ランベール公園 (fr) 界隈のテオフラスト＝ルノド通り (fr) 12番地に居住

モンパルナス大通り (Boulevard du Montparnasse) 居住者
- アレクサンダー・カルダー（米国人彫刻家、「モビール」） - モンパルナス大通り60番地に居住

メーヌ大通り (Avenue du Maine) 居住者
- アリスティド・カヴァイエ＝コル（オルガン製作者） - モンパルナス界隈のメーヌ大通り13番地に居住
- フェルナン・レジェ（画家） - メーヌ大通り14番地に居住
- ハリール・ジブラーン（レバノン人画家、彫刻家、詩人） - 同上
- ピエト・モンドリアン（オランダ人画家） - 現在トゥール・モンパルナスが建つメーヌ大通り33番地に居住

### 芸能
- マリア・カザレス（フランス語版、英語版）（女優） - 7区のリセ・ヴィクトル＝デュルイ (fr) に通っていた。
- ジュリエット・ビノシュ（女優）
- ソフィー・マルソー（女優）
- クロティルド・クロー（女優、ヴェネツィア＝ピエモンテ公妃）
- ジョルジュ・ブラッサンス（社会派作曲家、歌手）
- フェルマン・マイエ（カトリック神父、聖歌隊指揮者）
- マクシムル・フォレスティエ（歌手）

### その他
- フランソワーズ・ドービニェ（のちにマントノン侯爵夫人）
- ナタリー・ルメル（パリ・コミューンの女性闘士、政治運動家）
- レフ・セドフ（レオン・セドフ レフ・トロツキーの子）
- ミサク・マヌキアン（レジスタンス）
- マルグリット・シュタインナイル（多くのVIPとの熱愛・情事で知られた女性）

## ゆかりの人物

### 文化
- アンドレ・ブルトン（作家、批評家、シュルレアリスム創始者）
- ジョエル・ロブション（フランス料理人） - ホテル日航料理長から対岸16区ロンシャン通り（フランス語版）32番地に1981年「Restaurant Jamin」を独立開店した。

### 芸能
- アントナン・アルトー（俳優、演劇家）
- マルセル・マルソー（パントマイム・アーティスト）
- テキ・ラテクス（fr, 歌手、ラッパー）
- ネクフ（fr, 歌手、ラッパー）